# Musée du Prado
Pour les articles homonymes, voir Prado.
Le musée du Prado (en espagnol : Museo Nacional del Prado) à Madrid (Espagne) est l'une des plus grandes et des plus importantes pinacothèques du monde. Il présente principalement des peintures européennes (flamandes, espagnoles, françaises, italiennes et allemandes) du XIVe siècle au début du XIXe siècle, collectionnées par les Habsbourg et les Bourbons.
Les œuvres des peintres Diego Vélasquez, Francisco Goya, et Jérôme Bosch sont les plus célèbres et les plus nombreuses mais il y a aussi celles de El Greco, de Pierre Paul Rubens, Anton van Dyck, Raphaël, Titien, Antonio Moro, Tintoretto, Bartolomé Esteban Murillo, Francisco de Zurbarán, José de Ribera, ainsi que des tableaux de Fra Angelico, Botticelli, Andrea Mantegna, Véronèse, Le Caravage, Albrecht Dürer, Rembrandt, Nicolas Poussin, Claude Gellée, Watteau, etc.
Le musée détient aussi des collections de dessins et d'estampes (quelque 6 400 dessins et 3 000 estampes), un fonds d'un millier de sculptures (dont une importante collection de sculptures gréco-romaines) et un grand nombre d'objets décoratifs et de documents historiques. Après les travaux d'agrandissement dirigés par Rafael Moneo, il expose en permanence une collection de 1 300 œuvres dans son siège, plus 3 000 prêtées pour être exposées dans d'autres galeries et institutions officielles.
Le musée du Prado, avec le musée Thyssen-Bornemisza et le musée national centre d'art Reina Sofía à proximité, forme le triangle d'or de l'art de Madrid, qui a été inscrit sur la liste du Patrimoine mondial de l'UNESCO en 2021.

## Historique

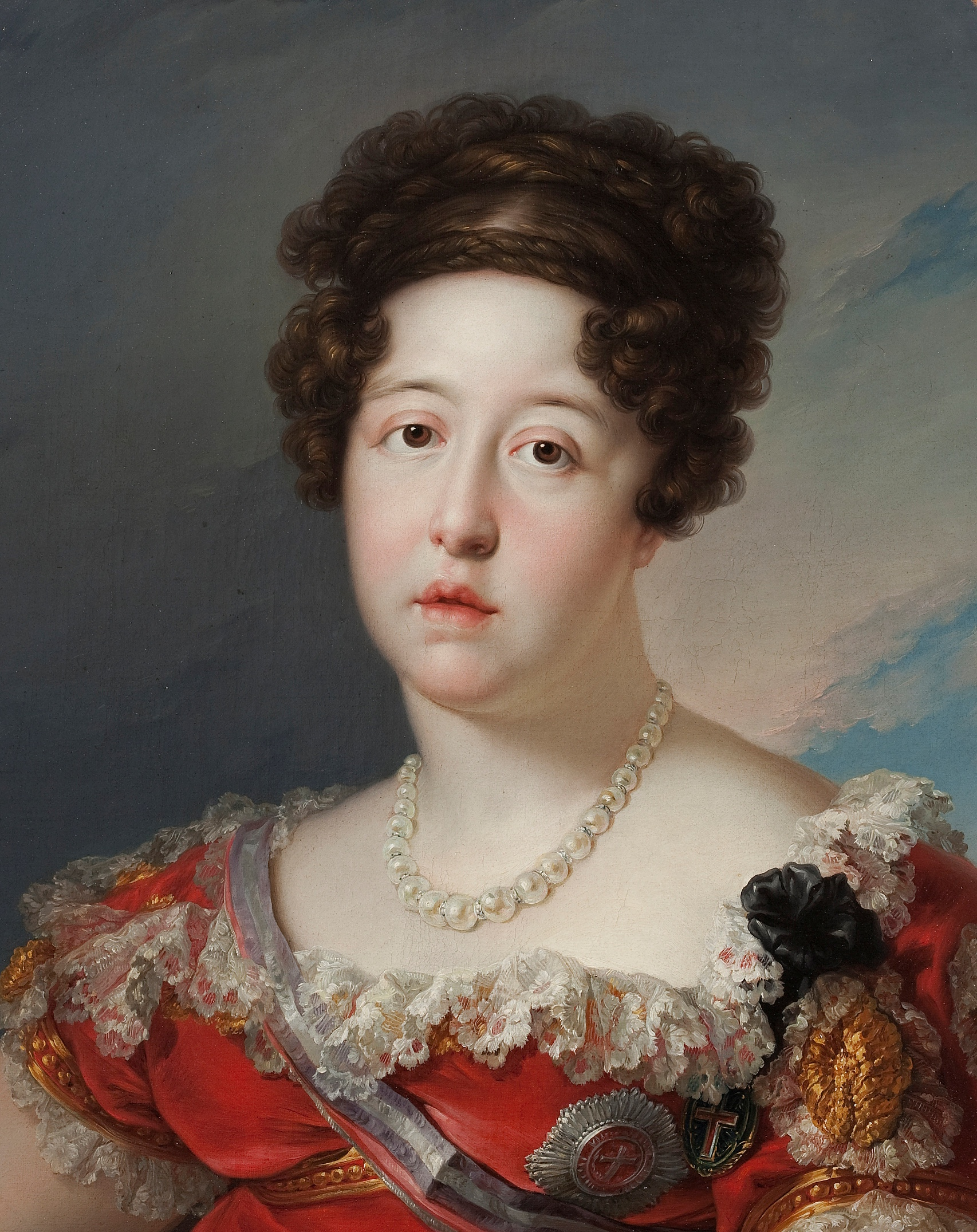
La reine Marie-Isabelle de Bragance, considérée comme l'inspiratrice du musée, dans un portrait par Vicente López Portaña de la collection du Prado.

Le bâtiment qui abrite le musée du Prado est initialement conçu par José Moñino y Redondo, comte de Floridablanca et premier secrétaire d'État du roi Charles III, comme l'est le Cabinet royal d'histoire naturelle, dans le cadre d'une série d'institutions à caractère scientifique (conçues selon la nouvelle mentalité des Lumières) pour le réaménagement de la promenade appelée Salón du Prado (es).
Pour ce faire, Charles III fait appel à l'un de ses architectes préférés, Juan de Villanueva, également auteur du Jardin Botanique Royal voisin et de l'Observatoire royal de Madrid (es), avec lesquels il forme un ensemble connu sous le nom de Colline des sciences.
Le projet architectural de l'actuelle galerie d'art est approuvé par Charles III en 1786. Il s'agit de l'aboutissement de la carrière de Villanueva et de l'un des sommets du néo-classicisme espagnol, bien que, compte tenu de la longue durée des travaux et des vicissitudes ultérieures, le résultat final s'éloigne quelque peu du projet initial.
Les travaux de construction sont réalisés sous les règnes de Charles III et de Charles IV, et l'édifice est pratiquement achevé au début du XIXe siècle. Mais l'arrivée des troupes françaises en Espagne et la guerre d'indépendance retarde son ouverture ; il est alors utilisé à des fins militaires (caserne de cavalerie) et les feuilles de plomb des toits sont fondues pour fabriquer des balles ; il tombe dans un état de quasi ruine.
Grâce à l'intérêt manifesté par Ferdinand VII et, surtout, par sa seconde épouse, Marie-Isabelle de Bragance, la restauration de l'édifice commence en 1818, sur la base de nouveaux plans de Villanueva lui-même, remplacé à sa mort par son disciple Antonio López Aguado, avec des fonds fournis par le roi à partir de sa bourse personnelle ou poche secrète.
Le 19 novembre 1819, le Musée royal de peinture, nom initial de l'institution, est discrètement inauguré. C'est l'aboutissement d'un projet déjà esquissé à l'époque de Charles IV : la fondation d'un musée sur le modèle de celui du Louvre de Paris, qui exposerait les pièces choisies de la collection royale.
À l'époque, il compte trois cent onze tableaux, exposés dans trois salles, tous de peintres de l'école espagnole, mais il en abrite bien d'autres. Au fil des années, de nouvelles salles et œuvres d'art sont ouvertes au fur et à mesure de l'achèvement du bâtiment.
Au départ, le musée n'est qu'une partie du patrimoine de la Couronne. Selon les décisions royales, de nombreuses œuvres proviennent des palais et des monastères royaux, mais des œuvres quittent ensuite le musée pour d'autres lieux. C'est le cas de Saint Ferdinand devant la Vierge, de Luca Giordano, qui est transféré en 1828 au palais royal du Pardo.
C'est précisément le lien de la collection avec la Couronne qui pose un sérieux problème à la mort de Ferdinand VII, en raison du partage testamentaire voulu par ce dernier entre Isabelle II et sa sœur, Louise-Fernande de Bourbon.
L'exécution du testament est reportée jusqu'à la majorité d'Isabelle. Face au doute de savoir si tous les biens inclus dans les inventaires peuvent être considérés comme faisant partie du libre héritage du roi, une commission est nommée qui, en 1844, rend un rapport dans lequel, tout en reconnaissant que les dispositions testamentaires tout au long de l'histoire des monarques espagnols sont trop imprécises et variables pour permettre d'établir une tradition. Elle exprime son opposition en tout cas à un partage, car la majorité des biens appartiennent à la couronne espagnole depuis des temps très reculés. Elle propose donc comme solution :

« ...Faire de V.M.[Quoi ?]  sa propriété, moyennant une compensation équitable légalement convenue, tous les meubles et effets de toute nature adjugés à son auguste sœur, qui, n'étant pas applicables à son usage particulier, sont destinés au service et à l'ornement des palais de V.M. »

Rapport qui fut approuvé par la reine, en accord avec sa mère et sa sœur.
Après l'exil en 1868 d'Isabelle II, le musée fait partie du patrimoine de la Nation par la loi du 18 décembre 1869, qui abolit le patrimoine de la Couronne. Cette loi établit cependant un ensemble de biens destinés à l'usage et au service du monarque, mais n'incluant pas le musée.
En 1872, le musée de la Trinité de Madrid (es), créé à partir d'œuvres d'art réquisitionnées en vertu de la Loi de désaffectation de Mendizábal (1836), est supprimé et ses fonds sont transférés au Prado. À la suite de cette fusion, le Prado est rebaptisé Museo Nacional de Pintura y Escultura, appellation qui était jusqu'alors celle du Museo de la Trinidad. Ce nom est conservé  jusqu'à ce que le décret royal du 14 mai 1920 lui donne officiellement le nom jusque-là couramment utilisé de Museo Nacional del Prado, puisque le bâtiment a été construit sur les terrains de l'ancien Prado de los Jerónimos. Et c'est ce nom de Museo Nacional del Prado qui perdure jusqu'à maintenant.
Au cours des décennies suivantes, d'autres collections sont intégrées au Prado, notamment celles du musée d'Art Moderne de Madrid en 1971 - à l'exception de la section destinée à être la base du Musée de la Reine Sofia.
D'autres collections viennent encore grossir le fonds du Prado : les tableaux du musée-bibliothèque des territoires d'outre-mer d'Espagne (connu en espagnol comme le Museo-Biblioteca de Ultramar, transférés au Musée d'Art Moderne après sa dissolution en 1908, et une partie de la collection du Museo Iconográfico, musée éphémère installé provisoirement en 1879 dans le même bâtiment que le musée du Prado et qui, une décennie plus tard, est supprimé, ses collections étant réparties entre différents musées, dont le Prado, des bibliothèques et des sièges d'organismes officiels.
L'arrivée de collections d'autres musées a obligé l'institution à intensifier sa politique de diffusion de ses fonds en créant des dépôts stables d'œuvres d'art dans d'autres institutions publiques et privées en Espagne et aussi dans certains cas à l'étranger dans des ambassades.
Pendant XIXe siècle et une bonne partie du XIXe siècle, le Prado vit une situation précaire, l'État ne lui apportant que des ressources et un soutien insuffisants. Les mesures de sécurité déficientes, avec une partie du personnel du musée vivant sur place et des piles de bois stockées pour les cuisinières, ont suscité l'inquiétude de certains connaisseurs. En 1891 le journal El Liberal (es), fait sa une sur l'incendie dévastant le Prado. Ce n'est qu'à la fin de l'article que le rédacteur Mariano de Cavia (es) révèle qu'il s'agit d'une fiction. Cet article fait prendre conscience du problème par un large public madrilène qui s'en sont alarme. Cette fausse nouvelle a servi de déclencheur à l'adoption d'améliorations d'urgence.
En 1897, le musée est victime du vol d'une esquisse de Murillo, Santa Ana enseñando a leer a la Virgen et en 1918, le pillage du Trésor du Dauphin (es), effectué par un employé du musée lui-même, Rafael Coba fait grand bruit. La plupart des pièces sont récupérées, à l'exception de onze d'entre elles, mais trente-cinq d'entre elles sont gravement endommagées, dépouillées de leurs pierres et métaux précieux. L'incident, le plus grave de l'histoire de l'institution, coûte son poste au directeur, le peintre José Villegas Cordero et entraîne la fermeture préventive des ateliers d'artistes de la galerie. C'est le pire vol que le musée ait jamais subi. En 1961, une tentative de vol se solde par la chute mortelle du voleur du toit du bâtiment ; on a retrouvé sur lui un écrit dictant les conditions pour la récupération des tableaux.
Un grand nombre de chefs-d'œuvre du Prado sont évacués (es) pendant la guerre civile, de peur que les bombardements de Franco ne détruisent le bâtiment et son contenu. Cinquante-quatre œuvres sont également transférées du Musée d'Art Moderne, ainsi que d'autres provenant du site royal de Saint-Laurent-de-l'Escurial et même des œuvres appartenant à des de particuliers, comme La Comtesse de Chinchón, de Goya, alors propriété du duc de Sueca (es), ou La Comtesse de Santovenia, de Eduardo Rosales, appartenant à l'époque au duc de La Torre (es) en dépôt au musée d'Art Moderne. Ils font un long voyage à travers l'est de l'Espagne (Valence, la Catalogne) jusqu'à ce qu'ils arrivent en train à Genève, à la Société des Nations où ils sont la pièce maîtresse d'une exposition qui suscite un intérêt international et attirent 400 000 visiteurs, un chiffre considérable pour l'époque. Des artistes comme Paul Klee et Alberto Giacometti viennent la voir. À la fin de l'été 1939, les œuvres réintègrent le musée de Madrid après une absence de près de trois ans.
Malgré plusieurs extensions mineures, le Prado souffre d'un manque d'espace, plus grave à partir des années 1960, lorsque le boom touristique fait affluer les visiteurs. Progressivement, la galerie s'adapte aux nouvelles exigences techniques ; le système de filtrage et de contrôle de l'air est installé dans les années 1980, coïncidant avec la restauration de nombreux tableaux de Velázquez.
La toiture construite avec des matériaux disparates est sujette au fil du temps à des réparations successives, en raison de fuites occasionnelles. En 1995 un concours restreint est lancé pour sa refonte intégrale, remporté par les architectes Dionisio Hernández Gil (es) et Rafael Olalquiaga (d), et les travaux sont réalisés entre 1996 et 2001.
En 1995, un accord parlementaire signé par les deux principaux partis politiques représentés aux Cortes Generales, le PP et le PSOE, met le musée à l'abri des aléas politiques et apporte le calme nécessaire à un processus de modernisation, qui comprend des modifications juridiques ainsi qu'un agrandissement. Celui-ci, après un concours d'idées controversé, est attribué à l'architecte Rafael Moneo, déjà connu pour son travail sur le musée national d'art romain de Mérida et le musée Thyssen-Bornemisza, entre autres. L'extension a été inaugurée en octobre 2007, après cinq ans de travaux.

## Principales œuvres exposées

### Peinture espagnole

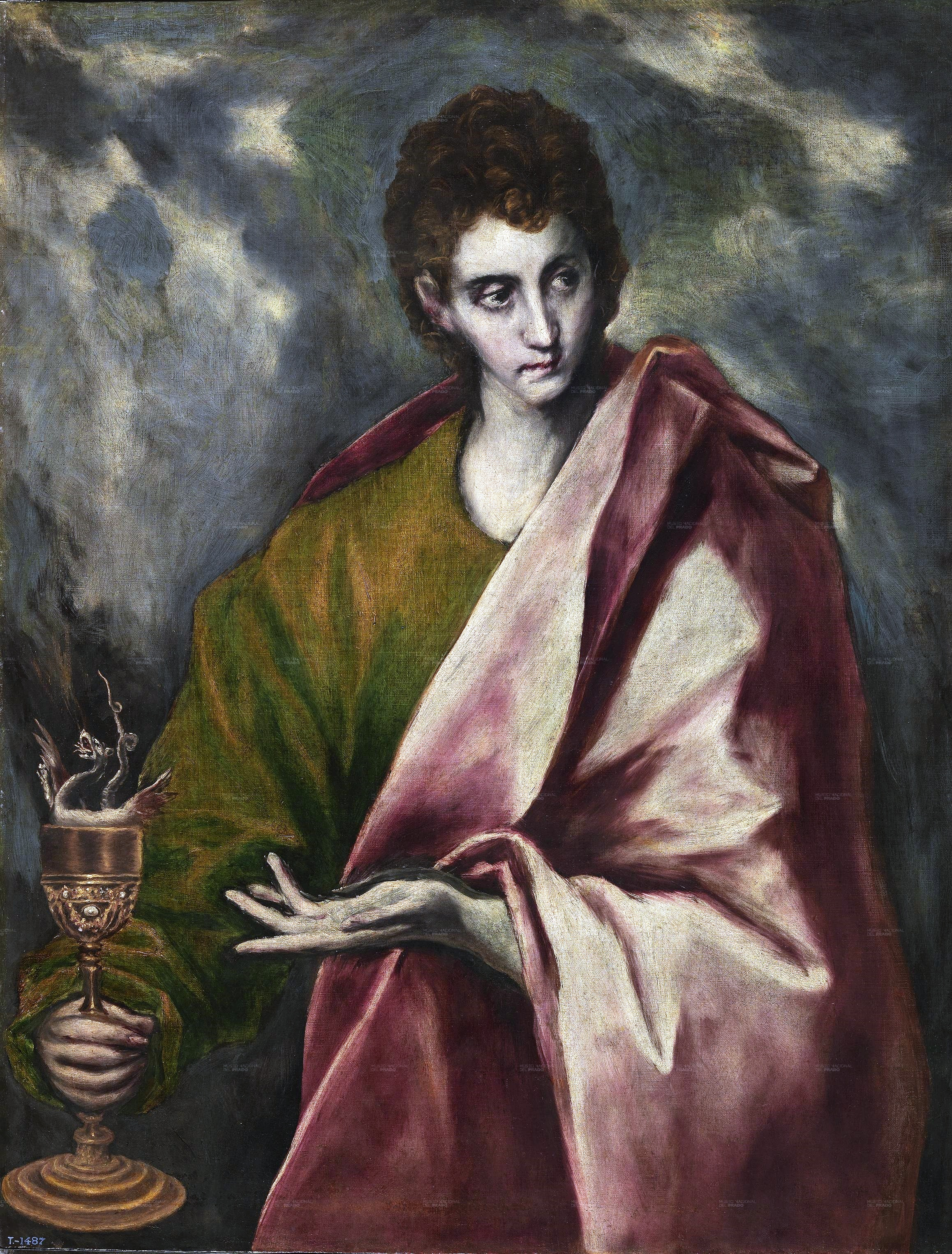
Le Greco, Saint Jean l'Évangéliste (1609).

Les Ménines de Vélasquez.

Le musée possède la plus grande collection au monde de peintures espagnoles. Elle comprend des œuvres qui s'étendent de l'art roman du XIIe jusqu'à la fin du XIXe siècle. La collection de peintures gothiques présente des auteurs anonymes mais aussi des toiles de Bartolomé Bermejo, Juan de Flandes, Fernando Gallego et Berruguete ; la renaissance espagnole est notamment représentée par Pedro Machuca, Juan de Juanes, Fernando Yáñez de la Almedina ou Juan Correa de Vivar. Elle comprend également la plus importante collection d'œuvres du Greco. La plupart des artistes de la période la plus brillante de la peinture espagnole, l'époque baroque, sont représentés, parmi lesquels Zurbarán, Ribera, Murillo, Juan de Valdés Leal, Juan Bautista Maino, Alonso Cano, Carreño, Bartolomé Román, José Antolínez, Antonio de Pereda, Francisco Ricci, Herrera el Mozo, et, pour couronner l'ensemble, les principaux chefs-d'œuvre de Velázquez, dont Les Ménines, Les Fileuses et La Reddition de Breda. Pour le XVIIIe siècle, les œuvres de Goya couvrent toutes les périodes et facettes de son art, qu'il s'agisse de dessins et croquis ou de peintures, avec notamment les Dos de Mayo et Tres de Mayo, La Maja nue et La Maja vêtue et les fameuses Peintures noires. On peut aussi admirer des œuvres de Luis Meléndez et de Luis Paret, célèbre représentant de l'art rococo. Le musée travaille également depuis longtemps à la mise en valeur de la peinture espagnole du XIXe siècle, postérieure à Goya avec des artistes comme Mariano Fortuny. Le fonds comprend près de 3 700 œuvres de cette époque, soit presque la moitié des peintures du musée. Cet effort s'est traduit par l'ouverture en octobre 2009 de douze nouvelles salles qui présentent 176 pièces montrées pour la première fois depuis 1896.

### Peinture italienne
La collection de peinture italienne est la seconde collection du musée, même si elle est relativement pauvre en œuvres antérieures au XVIe siècle. Les œuvres du Trecento sont peu nombreuses et circonscrites à des auteurs mineurs, comme Giovanni del Ponte. La peinture du Quattrocento ne présente également qu'un panorama limité, mais comprend quelques chefs-d'œuvre tels que le Retable de l'Annonciation de Fra Angelico, La Mort de la Vierge de Mantegna, les L'Histoire de Nastagio degli Onesti de Botticelli ou le magnifique Le Christ mort soutenu par un ange de Antonello da Messina.

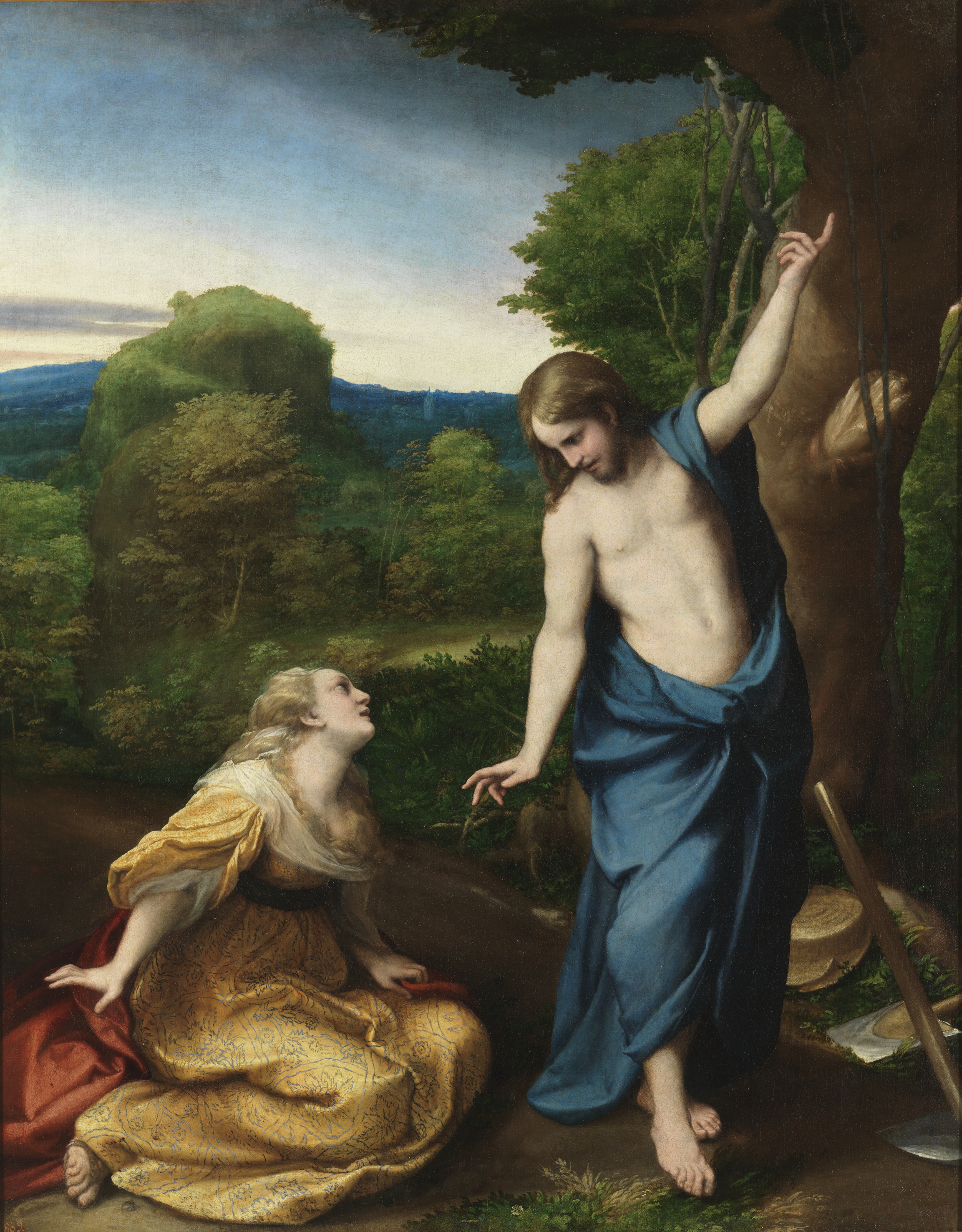
Noli me tangere du Corrège vers 1525.

Mais c'est à partir du XVIe siècle que la collection italienne du Prado prend toute sa dimension avec neuf œuvres majeures de Raphaël (dont La Vierge à la rose, Portrait d'un cardinal ou Lo Pasmo di Sicilia). Parmi les autres grands noms de la renaissance italienne, on trouve Sebastiano del Piombo, Le Corrège, Andrea del Sarto et Federico Barocci, auteur situé à la transition du maniérisme, lui-même bien représenté par des œuvres de Parmigianino, Bronzino ou Francesco Salviati. La peinture vénitienne du XVIe siècle mérite une mention particulière, avec un fonds qui en fait la première collection hors de l'Italie. L'artiste principal de l'école vénitienne, Titien, était le peintre favori de Charles Quint et de Philippe II d'Espagne pour lesquels il a réalisé certaines de ses œuvres majeures, comme le Charles Quint à la bataille de Mühlberg ou la Danaé. Le Tintoret, Paul Véronèse, Lorenzo Lotto, les Bassano et quelques précurseurs comme Vincenzo Catena sont également représentés.
La peinture baroque italienne est certainement l'un des principaux centres d'intérêt des collections du Prado par la variété des artistes et la qualité des œuvres qui peuvent être admirées. Les deux grandes tendances picturales de l'époque, le ténébrisme et le classicisme bolonais, sont représentées. Pour la première, la collection offre une palette complète depuis Le Caravage (David et Goliath) jusqu'à ses successeurs, comme Orazio Gentileschi (Moïse sauvé des eaux), sa fille Artemisia Gentileschi, Giovanni Battista Caracciolo ou Bernardo Cavallino. Les œuvres du classicisme bolonais sont également très fournies, avec des œuvres de Annibale Carracci (Vénus et Adonis, L'Assomption de Marie), Domenico Zampieri, Guido Reni (Hippomène et Atalante), Guercino, ou Giovanni Lanfranco. On trouve aussi des représentants de l'école baroque décorative avec Pietro da Cortona et Luca Giordano, qui a travaillé en Espagne pour le roi Charles II d'Espagne. À ces grands noms du baroque, il faut ajouter des auteurs moins connus, comme Francesco Furini, Salvatore Rosa, Orazio Borgianni, Mattia Preti ou Alessandro Magnasco. La figure de Giovanni Battista Tiepolo (avec sa fameuse Immaculée Conception) clôt ce survol de la collection italienne du Prado, aux côtés d'autres artistes venus en Espagne pour décorer le palais royal de Madrid, comme son fils Giandomenico Tiepolo et Corrado Giaquinto.

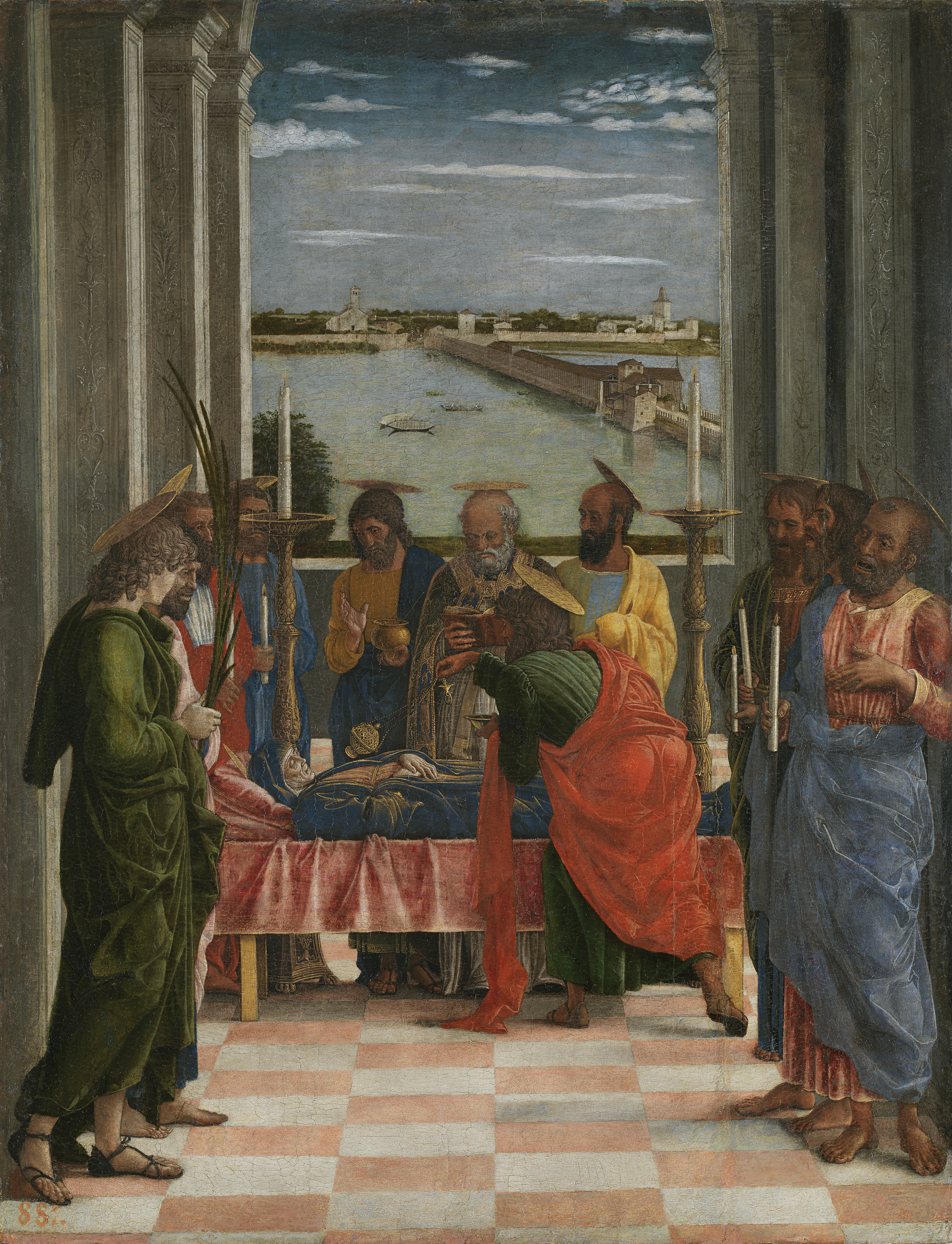
La Mort de la Vierge, Andrea Mantegna, vers 1462.
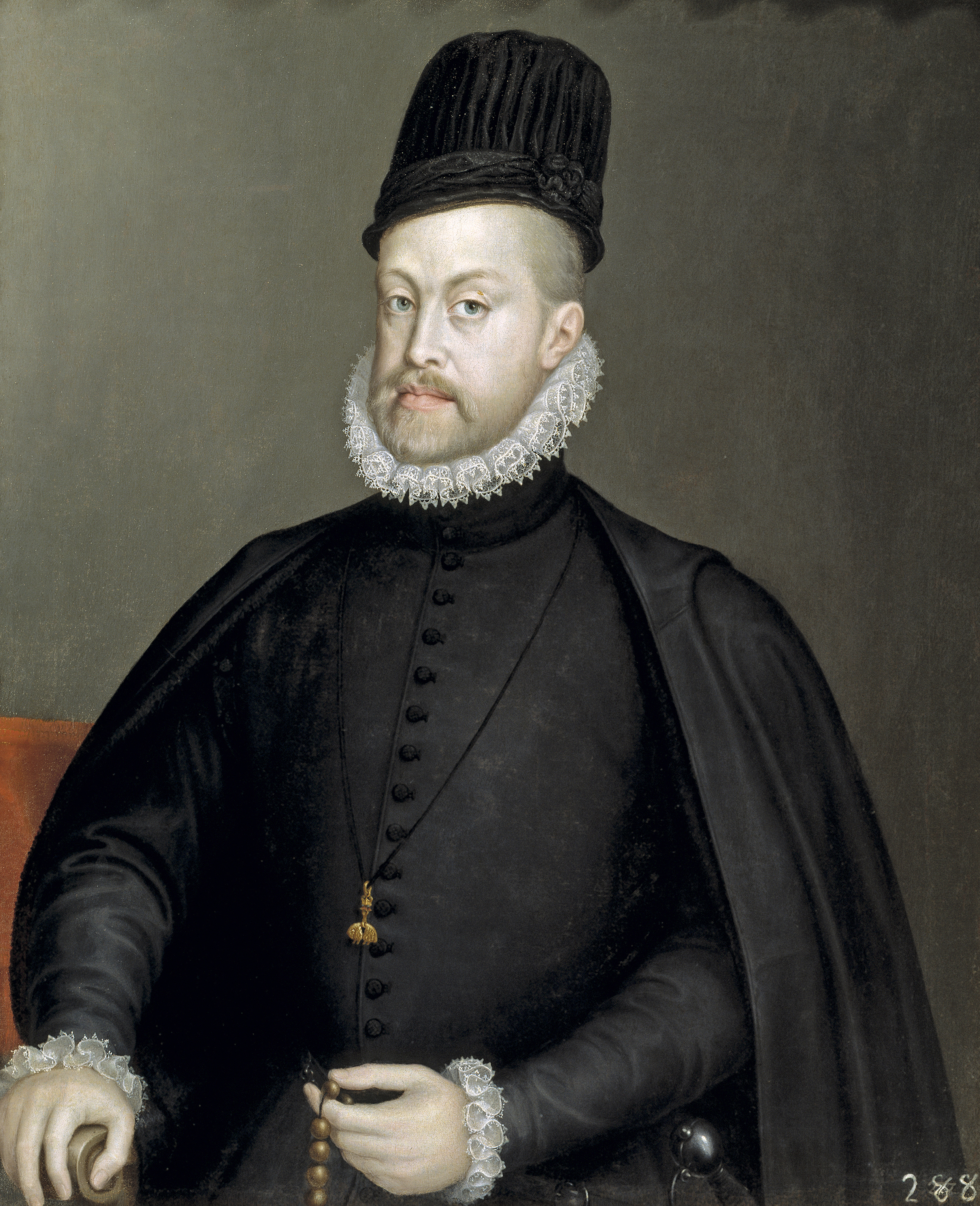
Philippe II, Sofonisba Anguissola, 1565-1573.
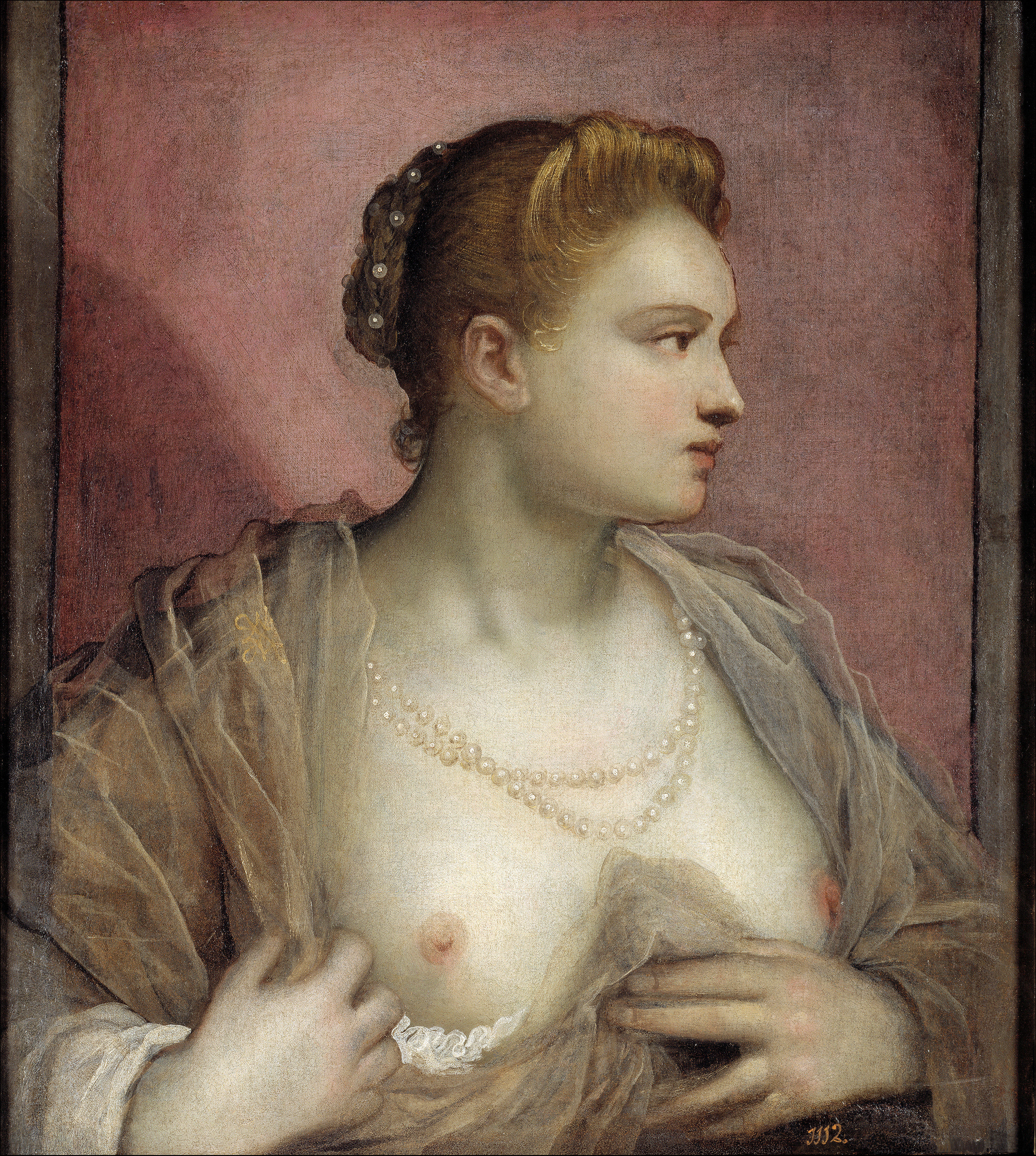
Dame montrant sa poitrine, Domenico Tintoretto, 1580-1590.
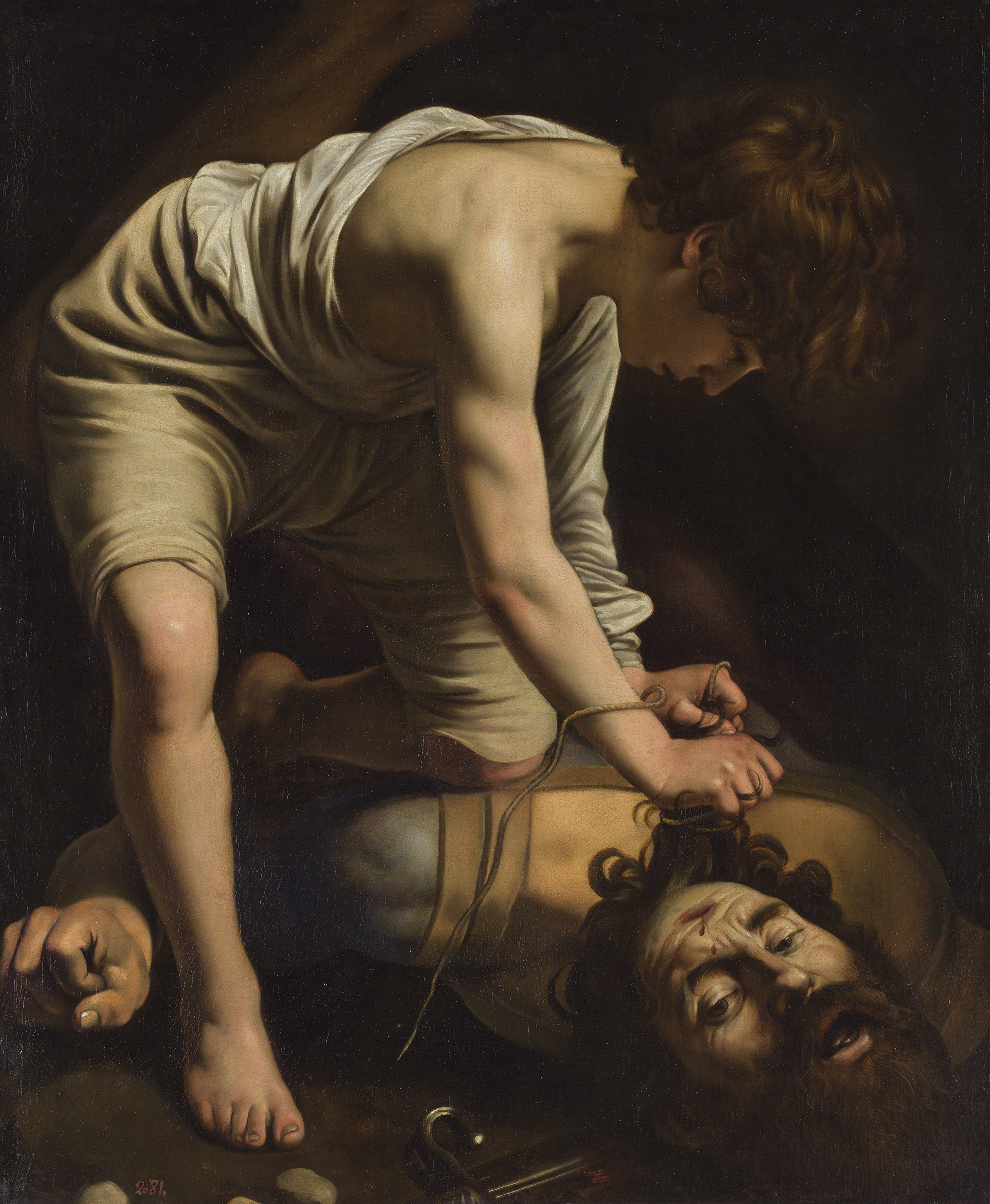
David et Goliath, Le Caravage, vers 1600.

### Peintures flamande et hollandaise

Judith au banquet d'Holopherne de Rembrandt (1634).

La collection de peintures flamandes figure également parmi les toutes premières d'Europe, depuis les primitifs flamands, avec des œuvres de Robert Campin (trois pièces parmi la vingtaine qui lui est attribuée, dont Mariage de la Vierge), Rogier Van der Weyden (La Descente de Croix), Dieric Bouts (Retable de la Vierge), Petrus Christus ou Hans Memling (Triptyque de l'Adoration des mages), jusqu'à la plus remarquable collection de tableaux de Jérôme Bosch. Les œuvres de Patinier, Mabuse, Jan van Scorel, Pieter Brueghel l'Ancien (en particulier Le Triomphe de la Mort), Quentin Metsys (Vieille s'arrachant les cheveux, Tentation de Saint-Antoine Abbé) et Pieter Coecke sont également de tout premier plan. La peinture flamande du XVIIe siècle est également particulièrement bien représentée avec une collection considérable de peintures de Rubens, plus de 25 tableaux de van Dyck, plusieurs de Jacob Jordaens (en particulier l'Autoportrait avec sa femme et sa fille Elisabeth) et la série des Allégories des cinq sens réalisée par Jan Brueghel l'Ancien (Brueghel de Velours) et Pierre Paul Rubens. La peinture hollandaise occupe une place plus modeste avec une centaine de pièces, toutes du XVIIe siècle, dont une œuvre majeure de Rembrandt (Artémise). Le fonds comprend toutefois également des pièces de Gabriel Metsu, Willem Claeszoon Heda, Adriaen van Utrecht, Adriaen van Ostade, Mathias Stomer, Jacob van Ruisdael et Philips Wouwerman.

### Peinture française
La collection de peintures françaises comprend principalement des œuvres des XVIIe et XVIIIe siècles avec des pièces majeures de Poussin, comme Le Triomphe de David et Le Parnasse, ou de Claude Gellée et deux tableaux de Simon Vouet. Le ténébrisme est également représenté avec Georges de La Tour et Valentin de Boulogne. Nicolas Tournier l'est par Le Reniement de saint Pierre. Des portraitistes de la cour d'Espagne, comme Jean Ranc et Van Loo, ou Hyacinthe Rigaud et Antoine-François Callet côtoient aussi des maîtres du rococo comme Watteau, Boucher et Hubert Robert. Le musée présente enfin quelques peintres du XIXe siècle, tels que Ernest Meissonier et Paul Baudry. Rosa Bonheur est représentée par El Cid, tête de lion.

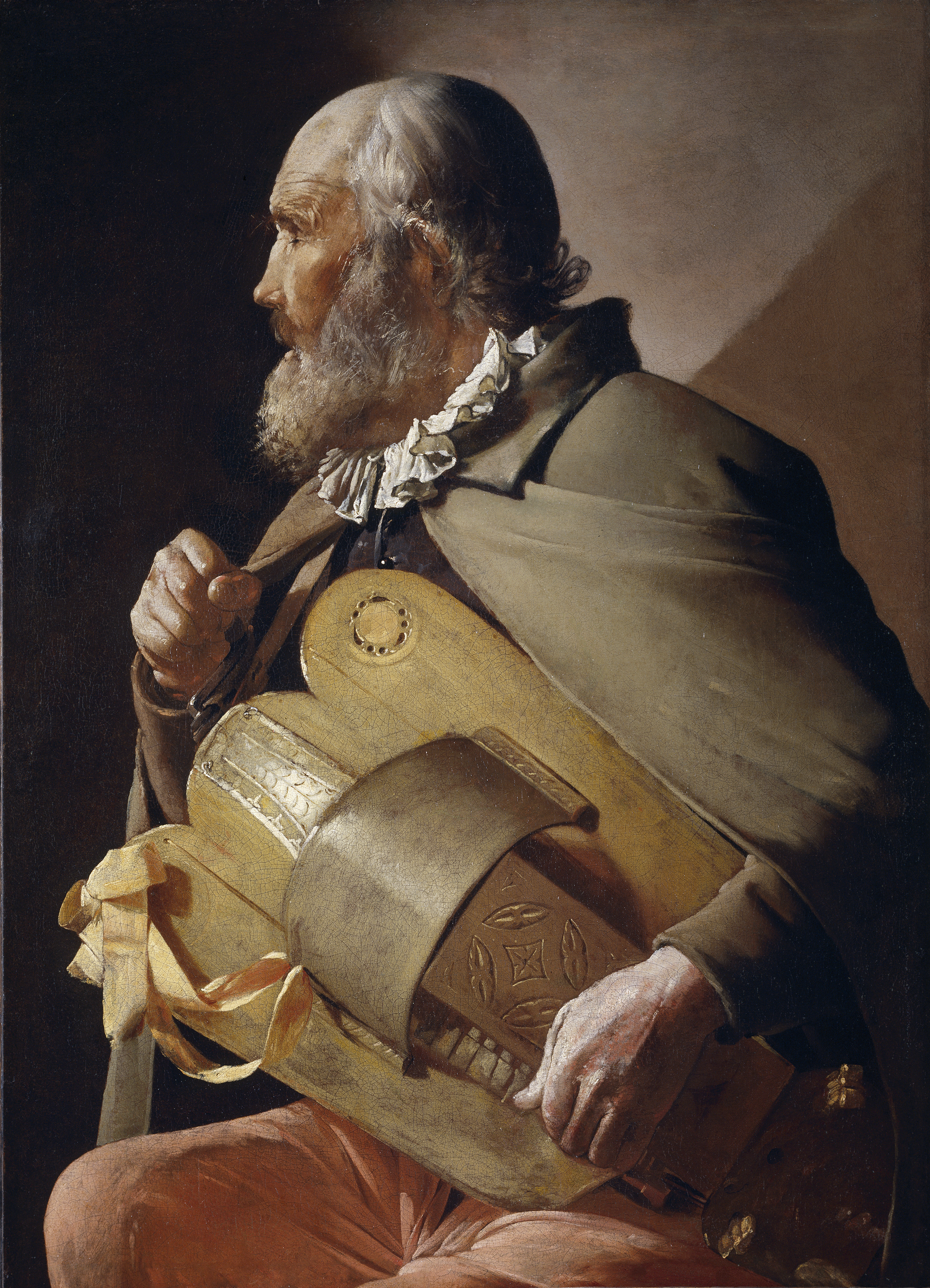
Le Joueur de vielle, Georges de la Tour.

### Peinture allemande
La collection de peintures allemandes est réduite mais de grande qualité. Elle comprend en premier lieu un ensemble de quatre œuvres majeures de Albrecht Dürer, dont son Autoportrait aux gants de 1498. Parmi les autres œuvres, on trouve notamment une Vierge à l'enfant de Lucas Cranach l'Ancien, deux allégories de Hans Baldung, une petite peinture de Adam Elsheimer et, pour le XVIIIe siècle, un ensemble de portraits et dessins de Anton Raphael Mengs.

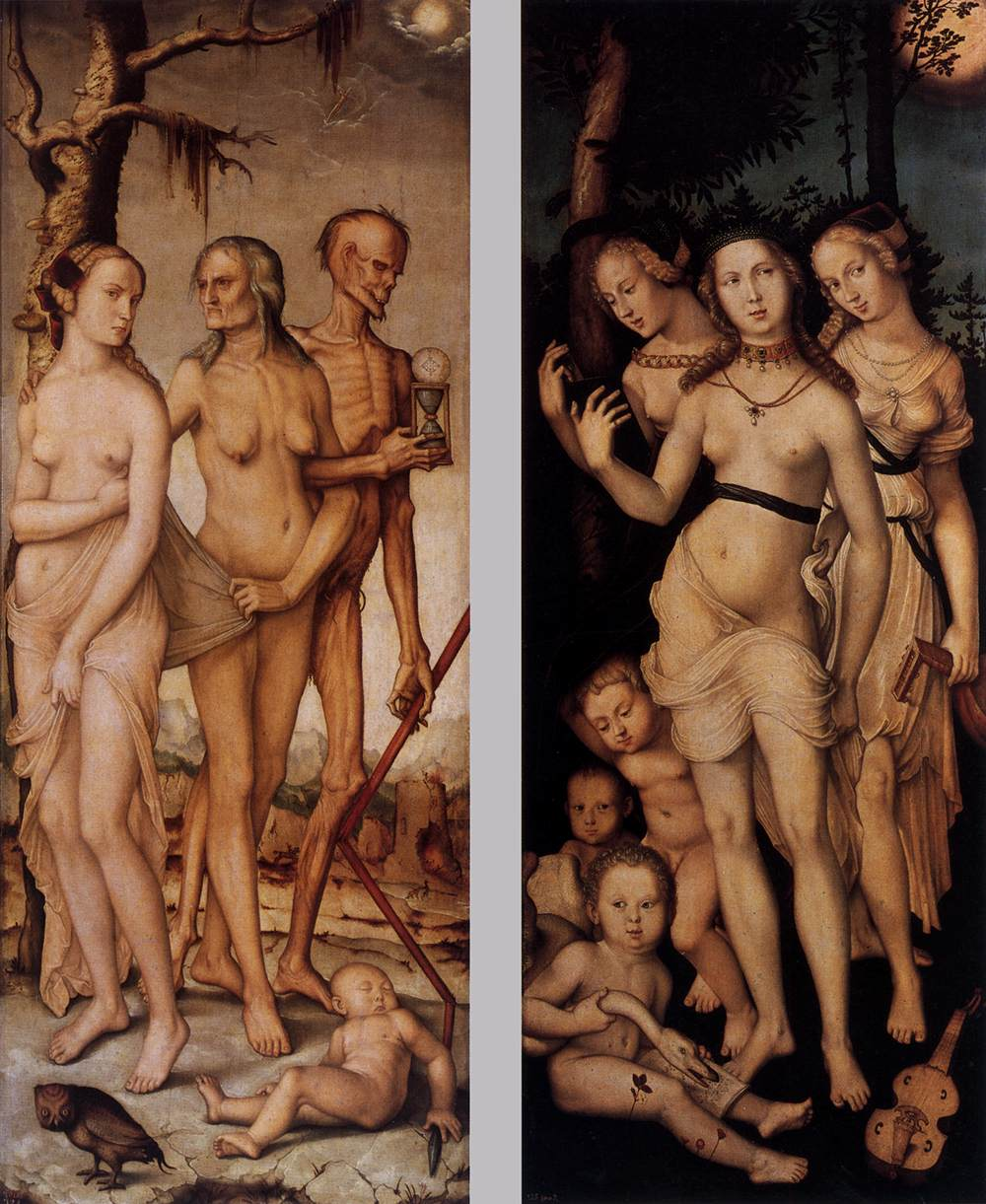
Les Trois Âges et la Mort, Hans Baldung.
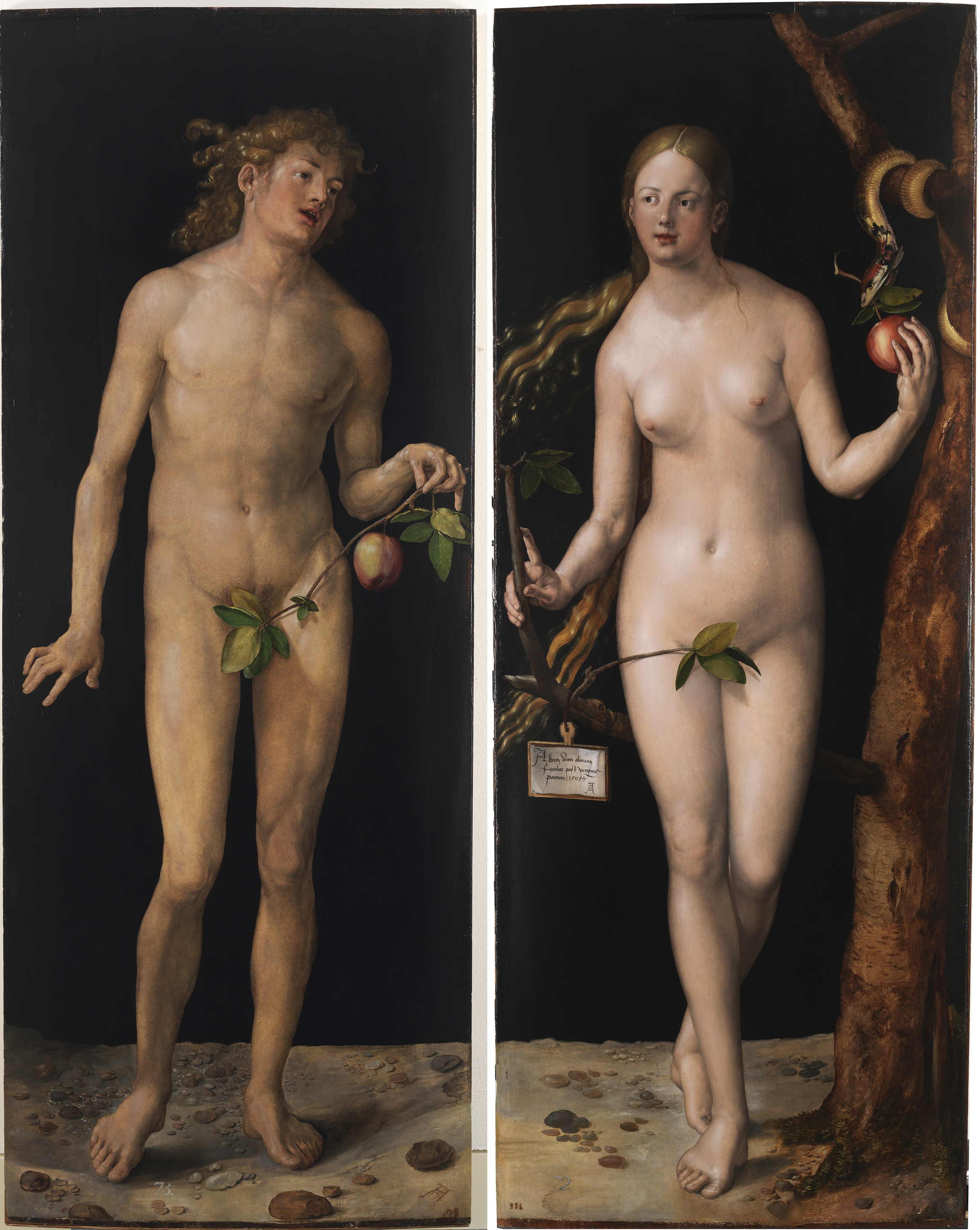
Adam et Ève, Albrecht Dürer.
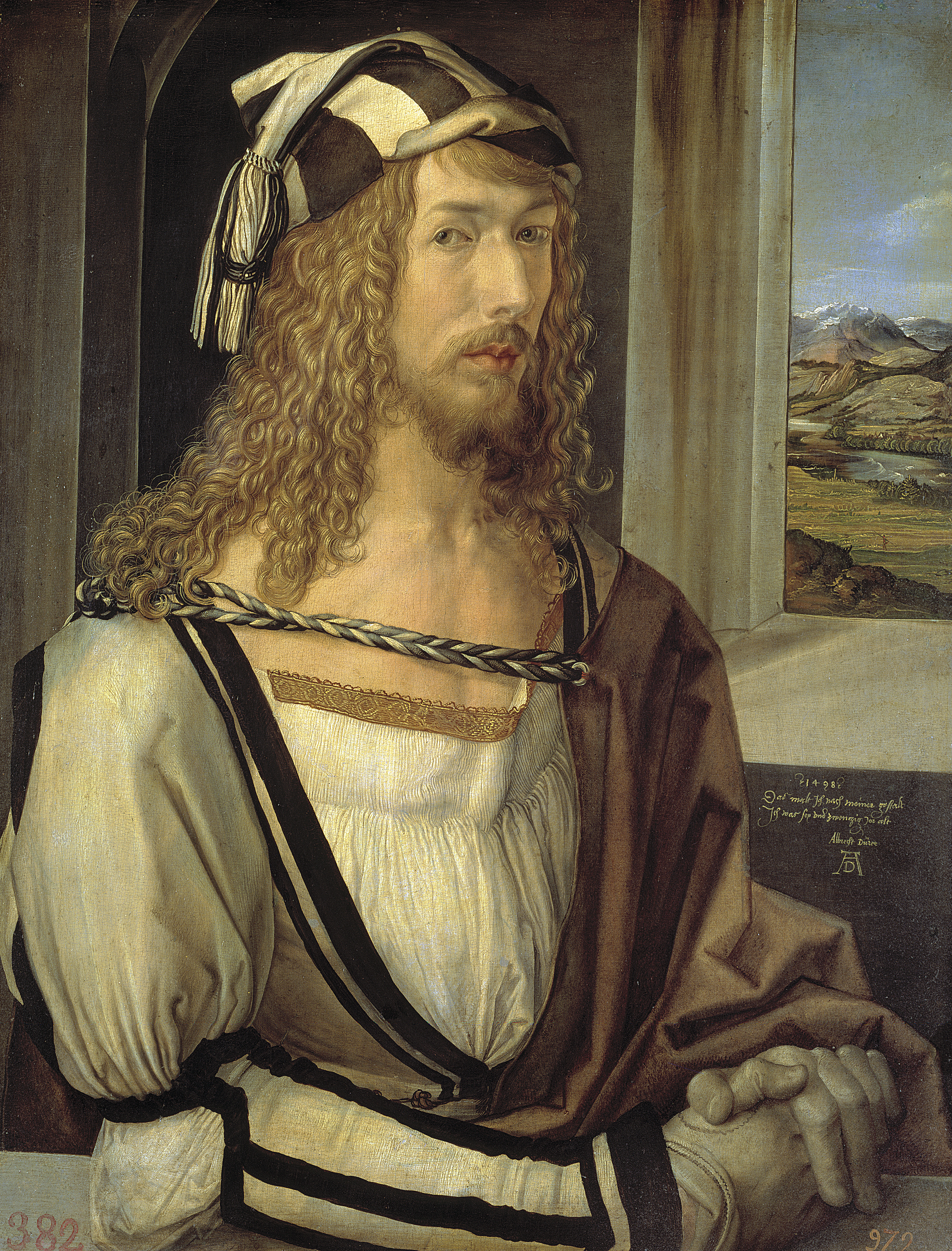
Autoportrait aux gants, Albrecht Dürer.

### Peinture anglaise
Une petite collection de peintures anglaises est également présentée avec des œuvres de Thomas Gainsborough, Joshua Reynolds, Thomas Lawrence, David Roberts ou John Closterman, peintre d'origine allemande ayant fait pratiquement toute sa carrière à Londres, avec son Portrait de nain au perroquet. Lawrence Alma-Tadema figure dans les collections avec sa Sieste.

## Œuvres

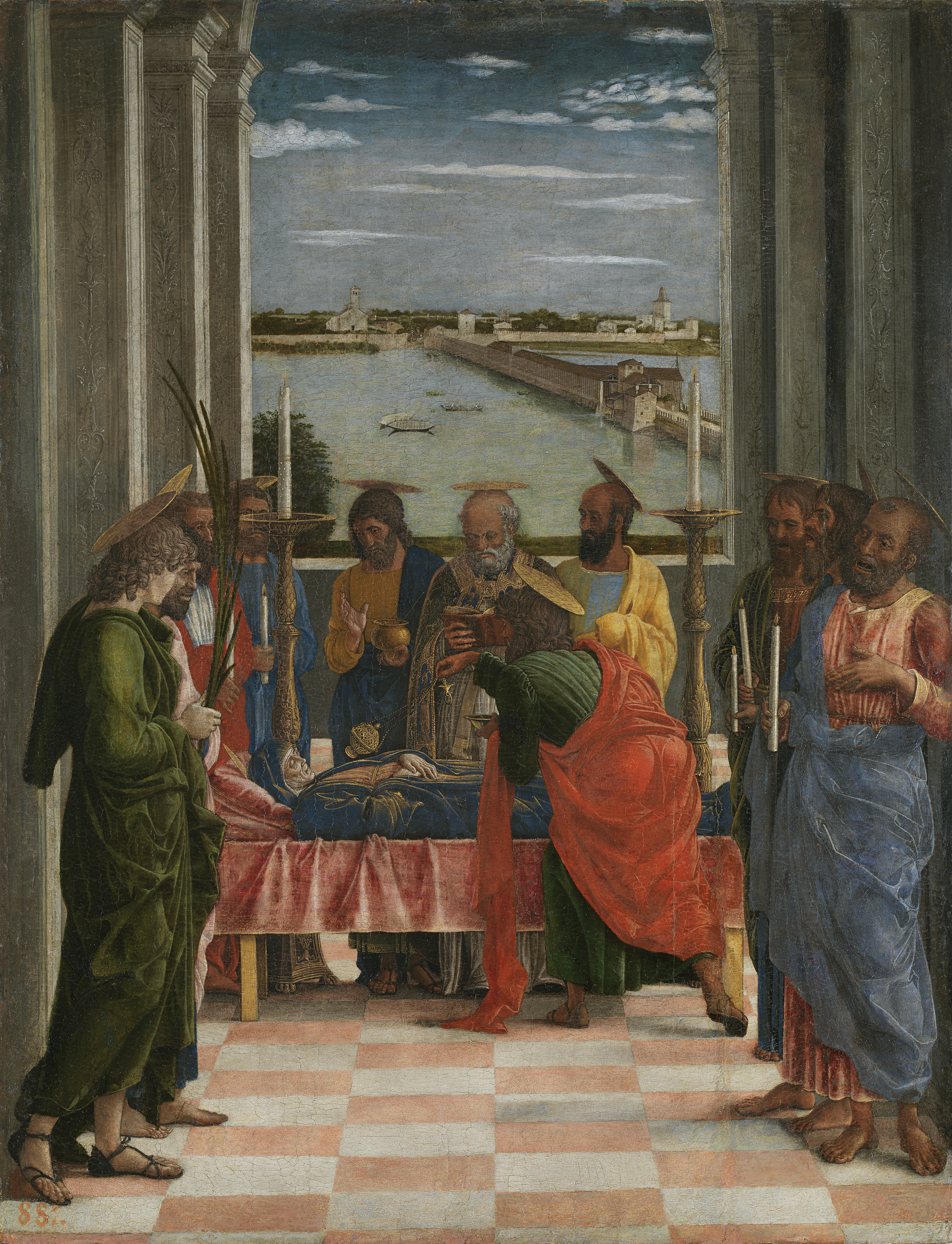
La Mort de la Vierge (Andrea Mantegna).
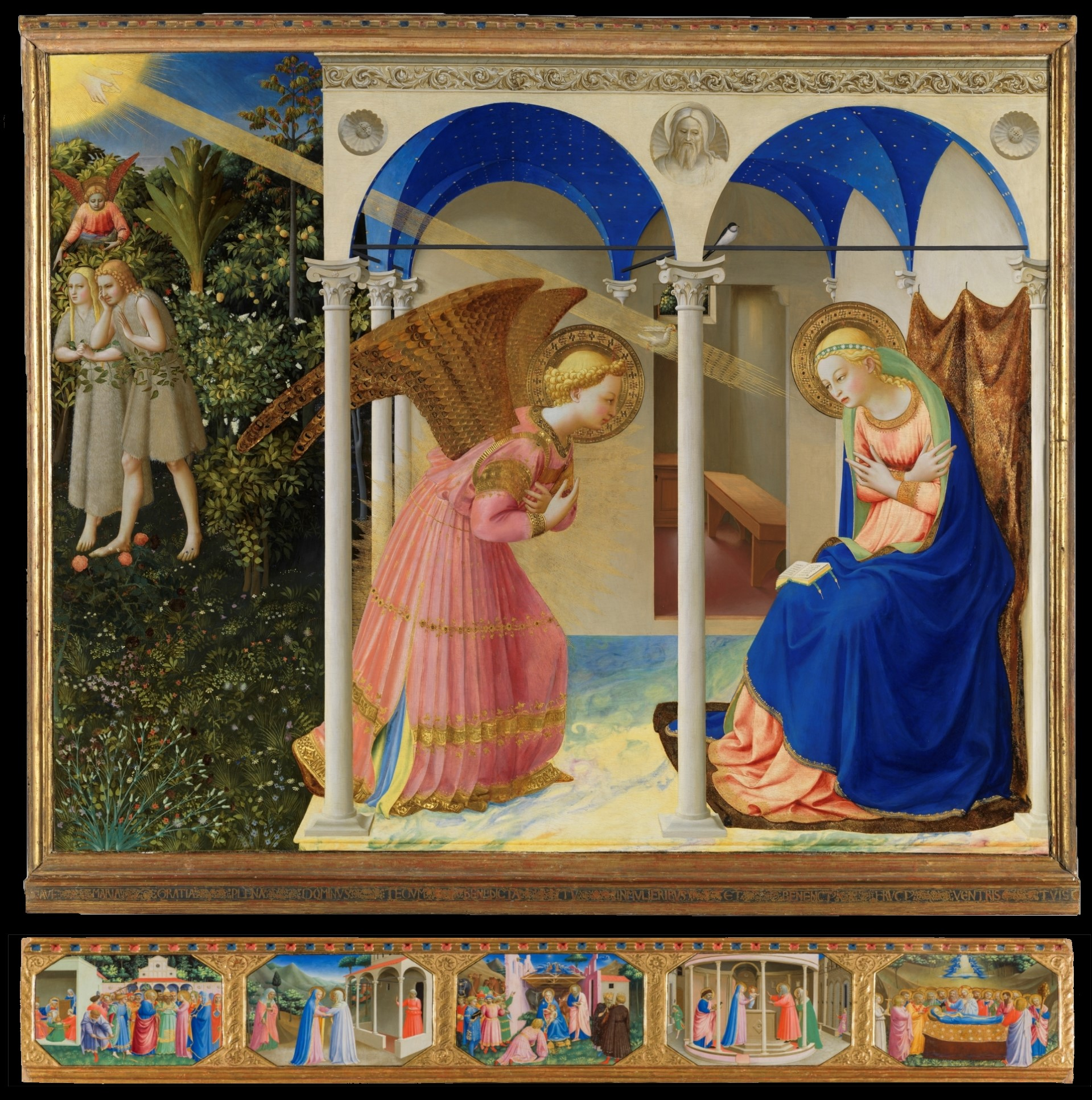
L’Annonciation (Fra Angelico).
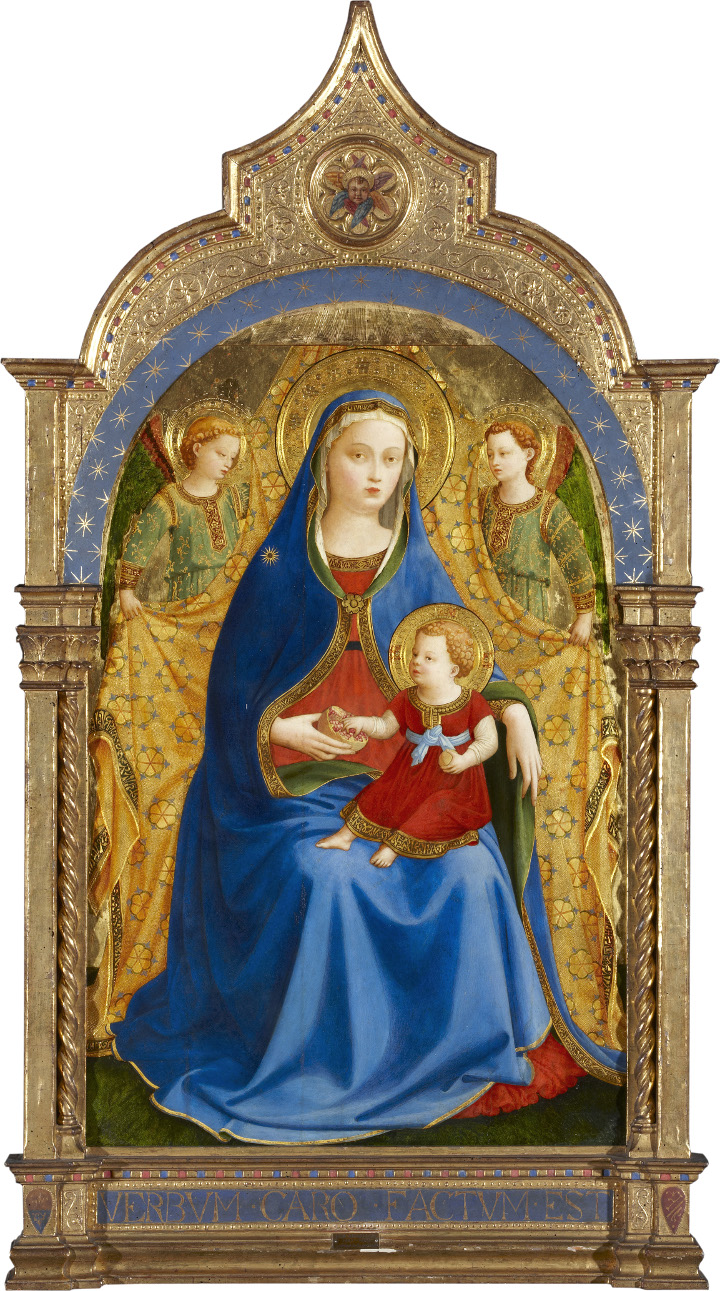
Vierge de Grenade (Fra Angelico).
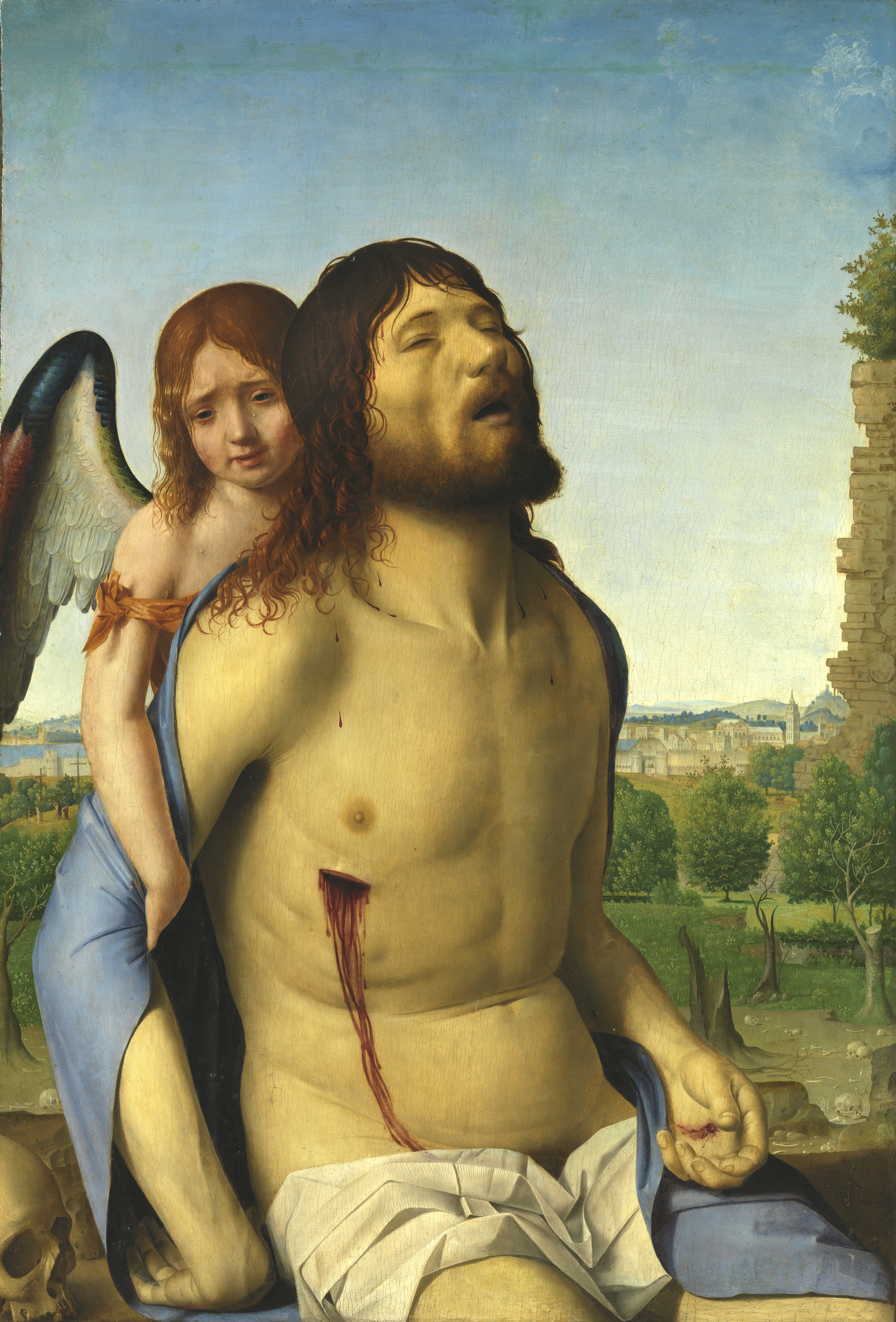
Le Christ mort soutenu par un ange (Antonello da Messina).
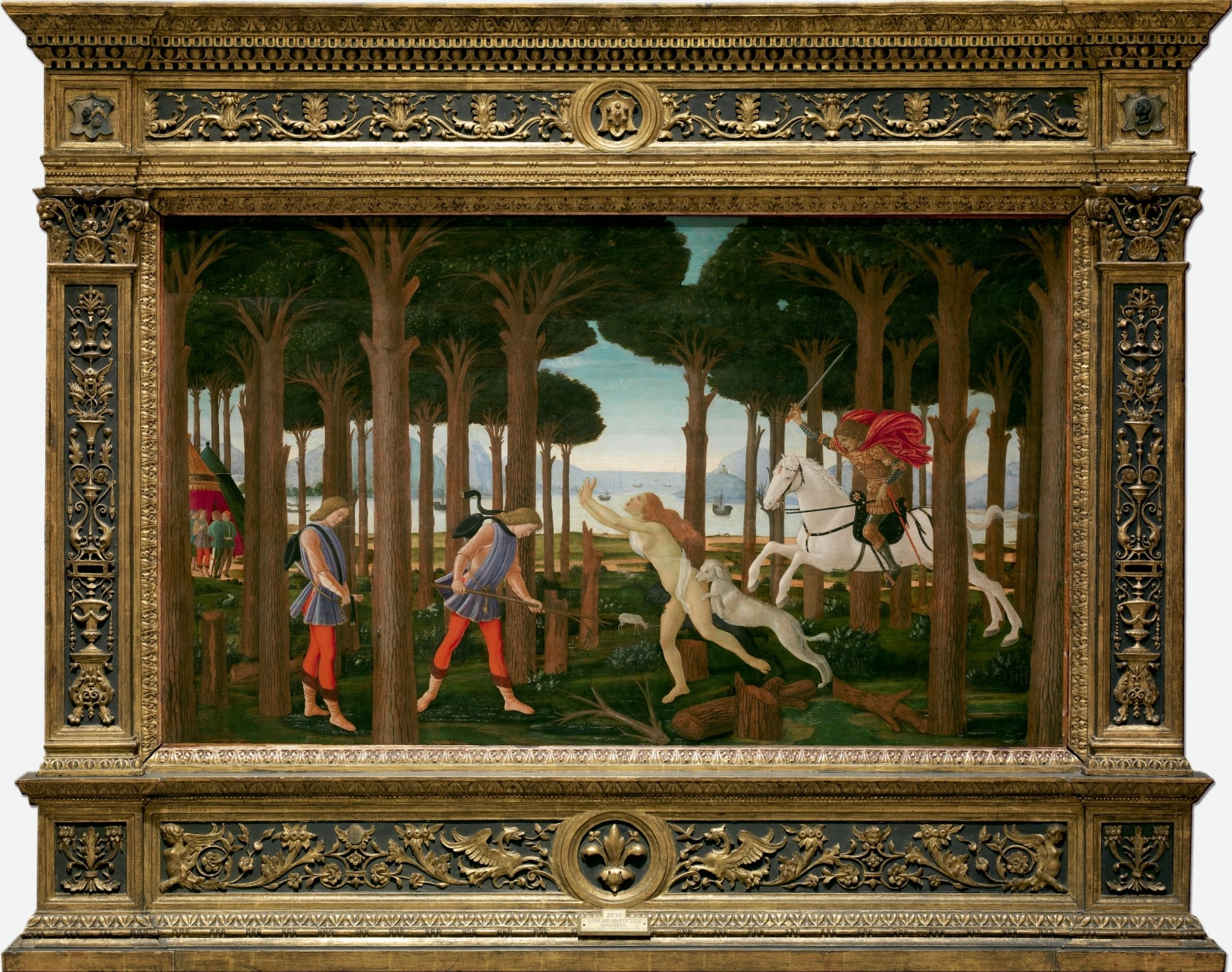
L'Histoire de Nastagio degli Onesti (premier épisode) (Sandro Botticelli).
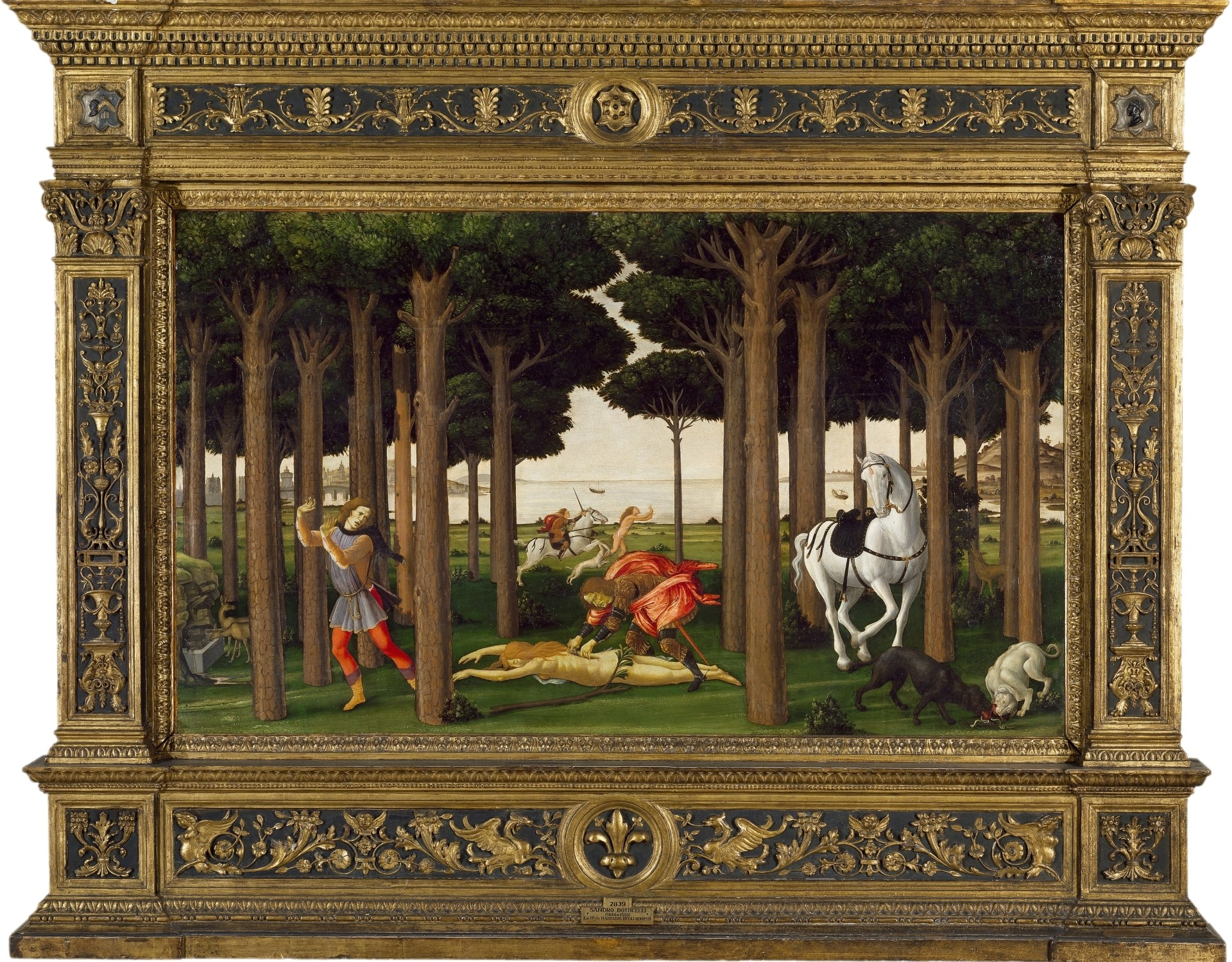
L'Histoire de Nastagio degli Onesti (deuxième épisode) (Sandro Botticelli).
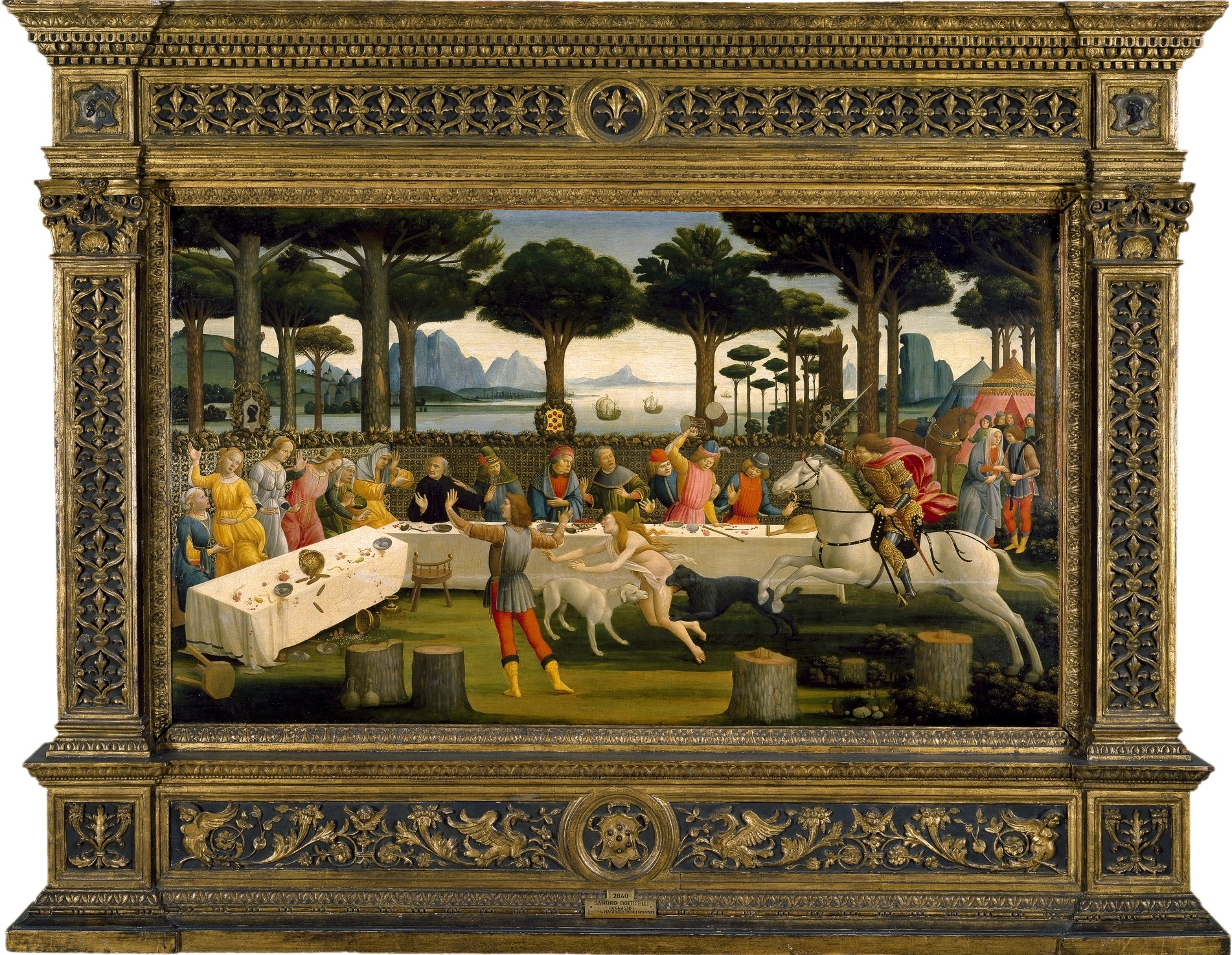
L'Histoire de Nastagio degli Onesti (troisième épisode) (Sandro Botticelli).
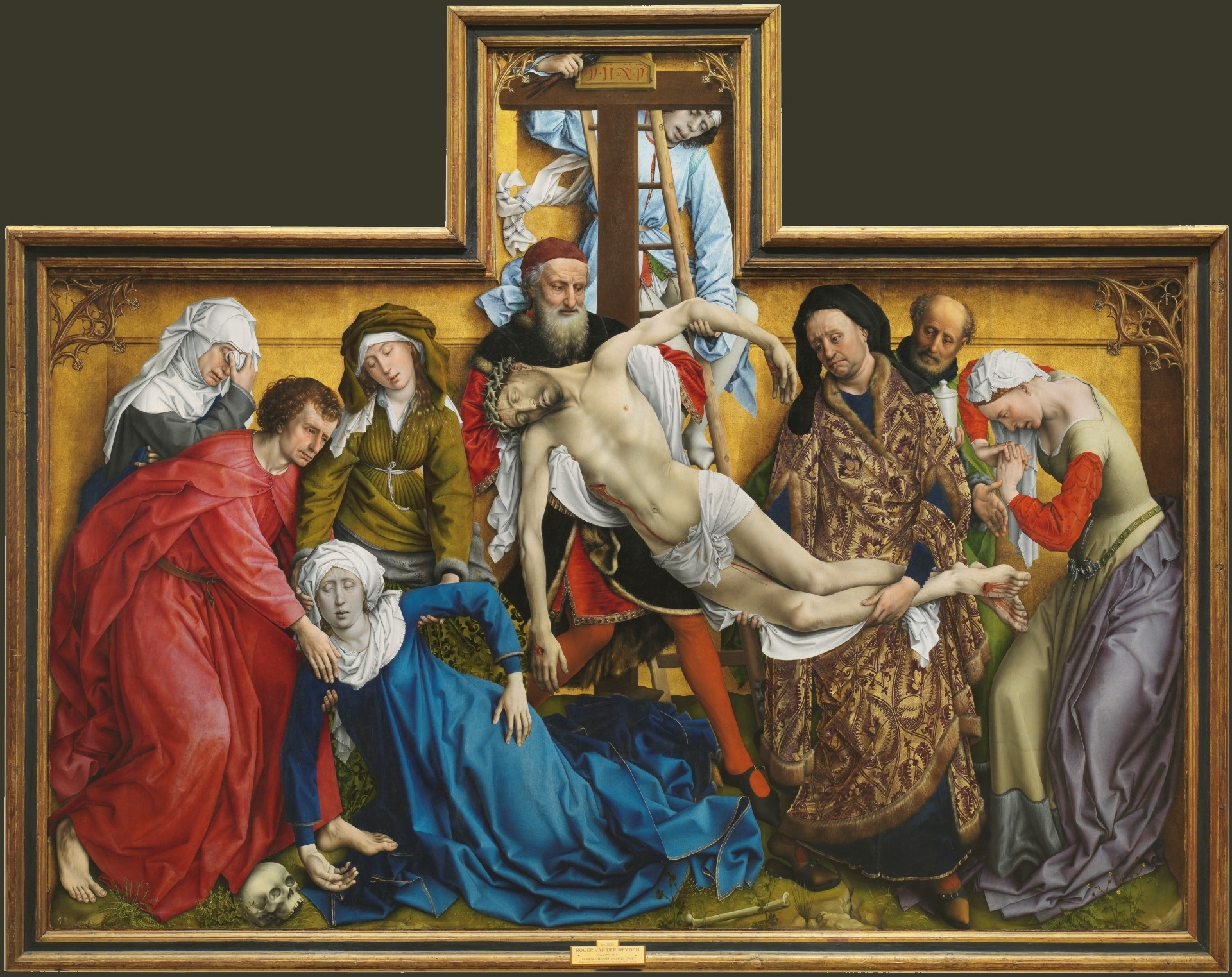
La Descente de croix (Rogier van der Weyden).
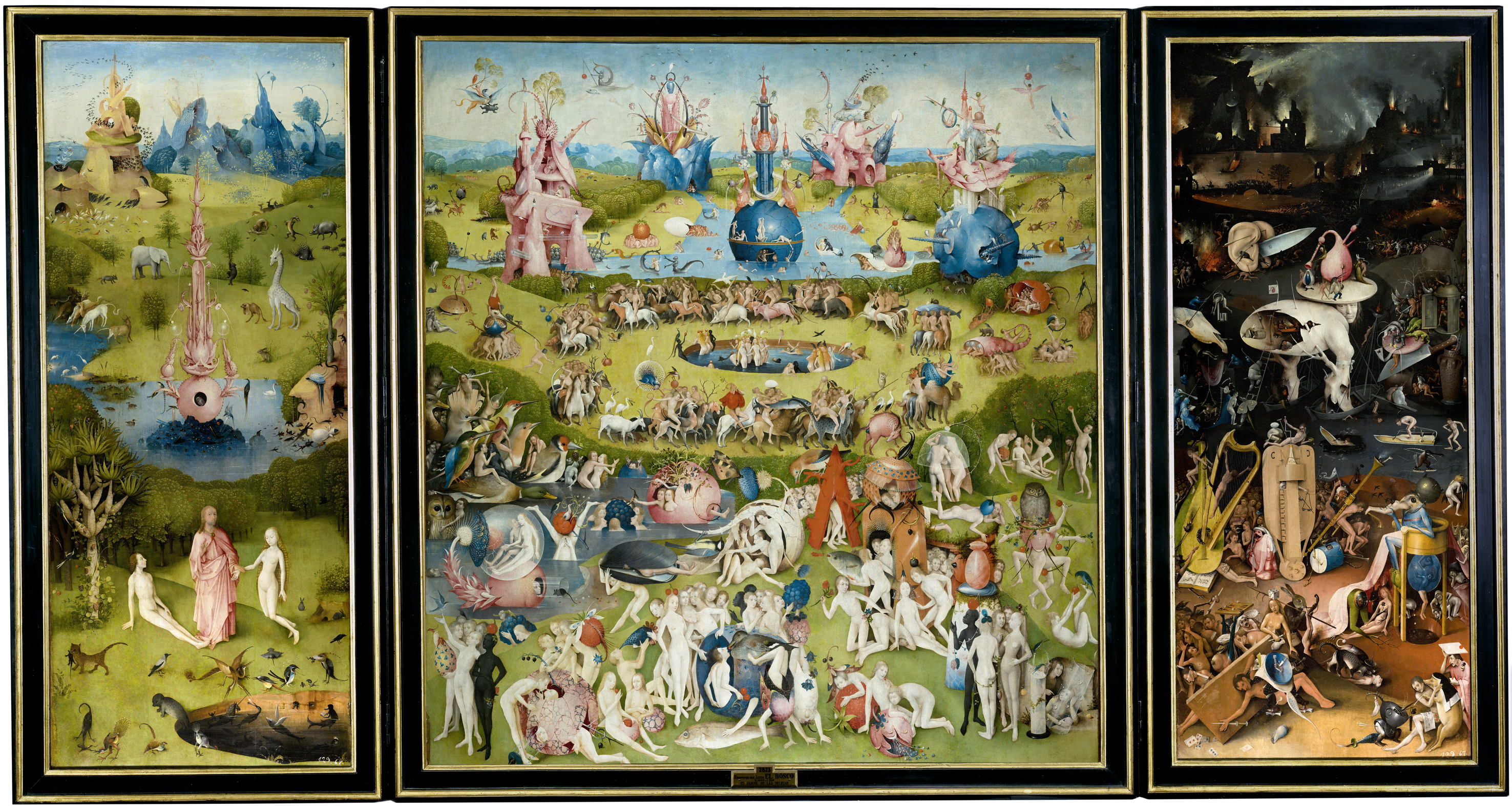
Le Jardin des délices (Jérôme Bosch).
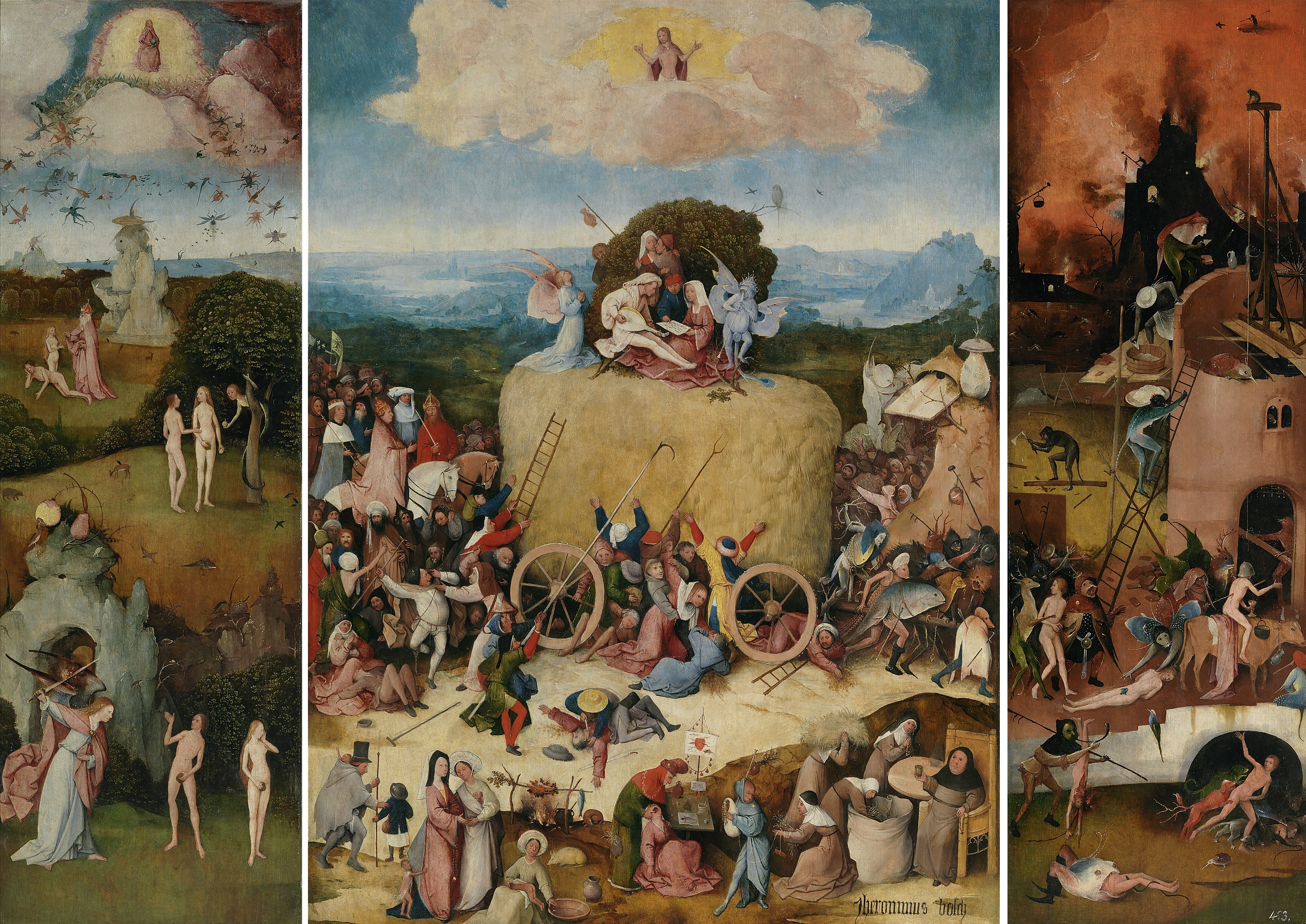
Le Chariot de foin (Jérôme Bosch).
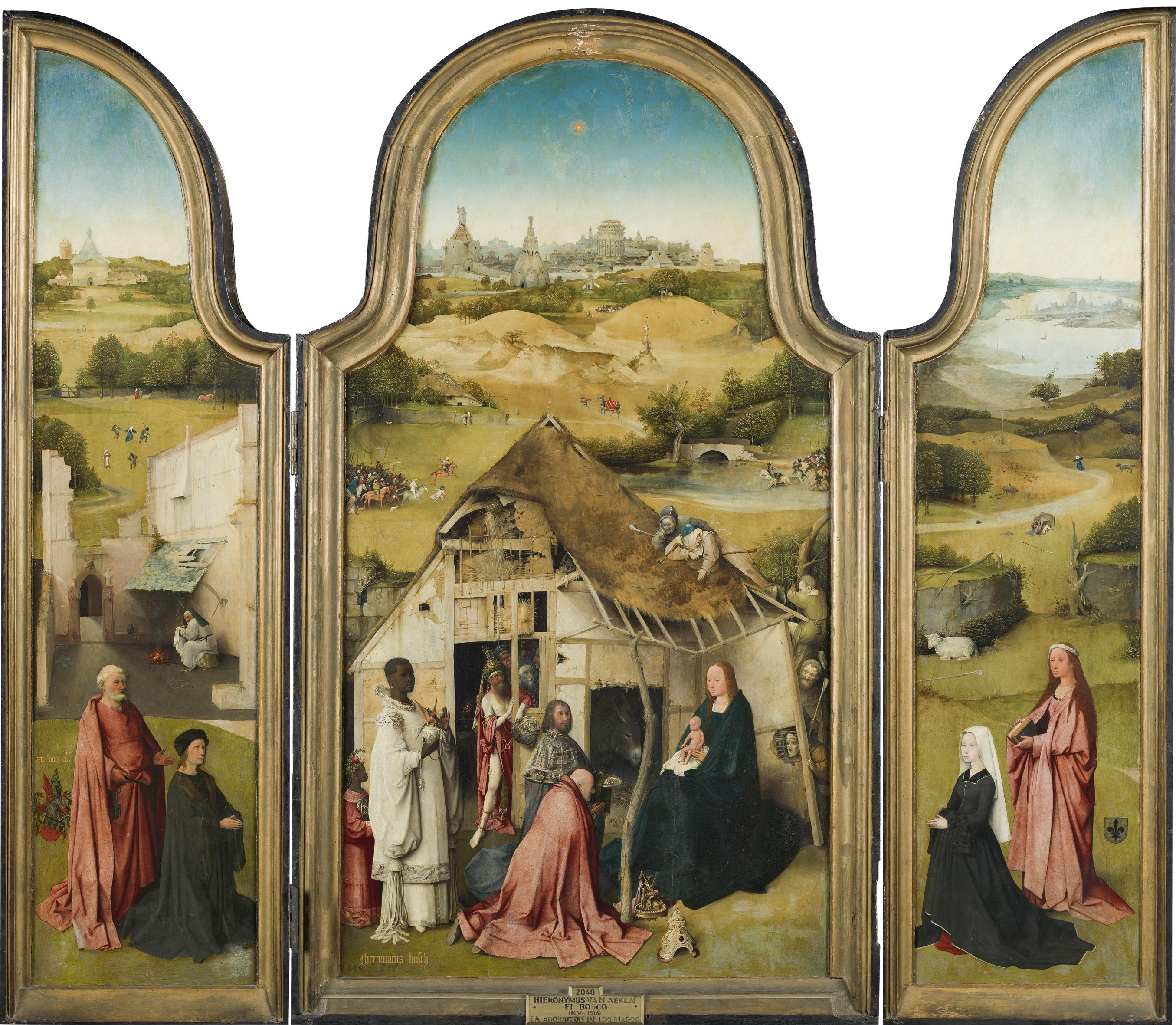
L’Épiphanie (Jérôme Bosch).
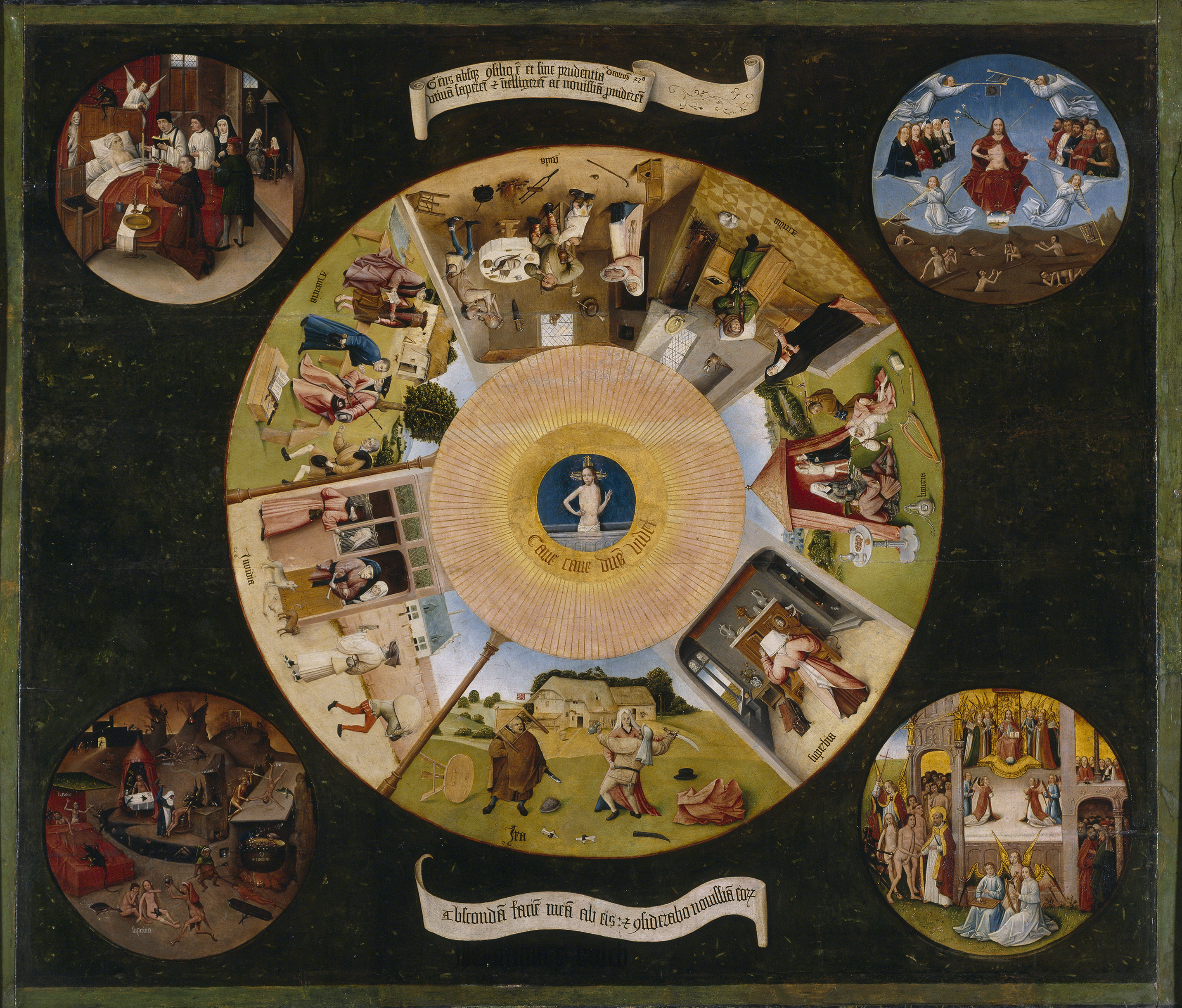
Les Sept Péchés capitaux et les Quatre Dernières Étapes humaines (Jérôme Bosch).
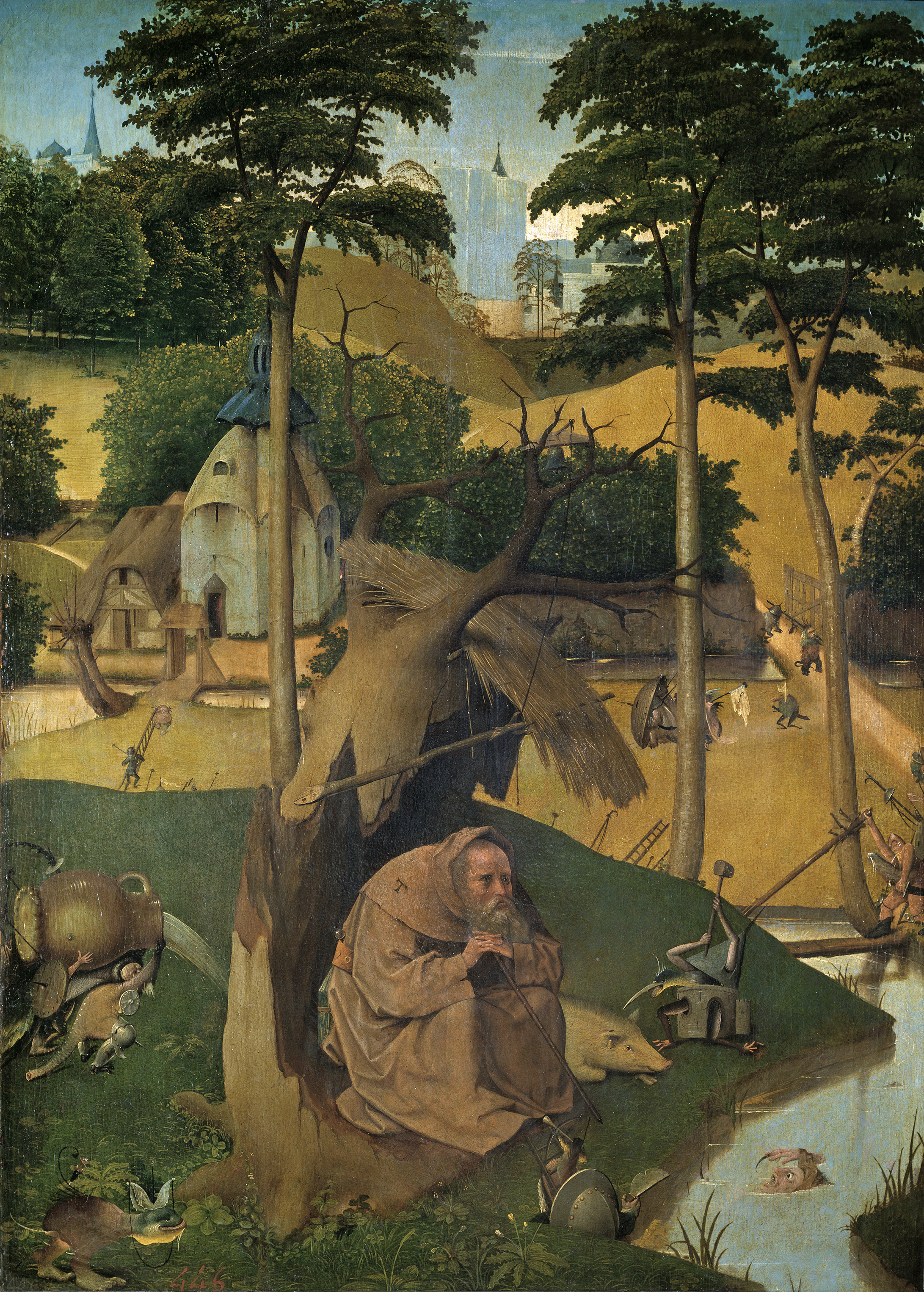
La Tentation de Saint Antoine (Jérôme Bosch).
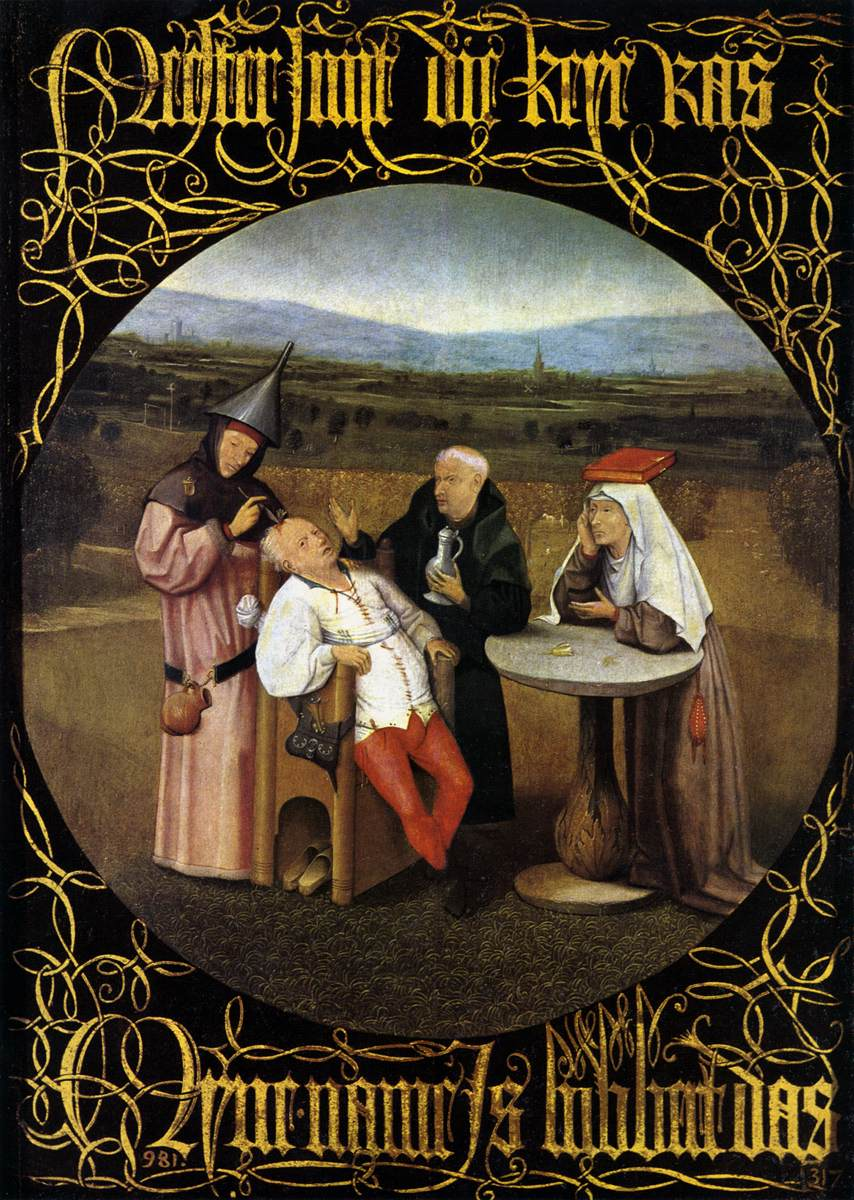
La Lithotomie (Jérôme Bosch).
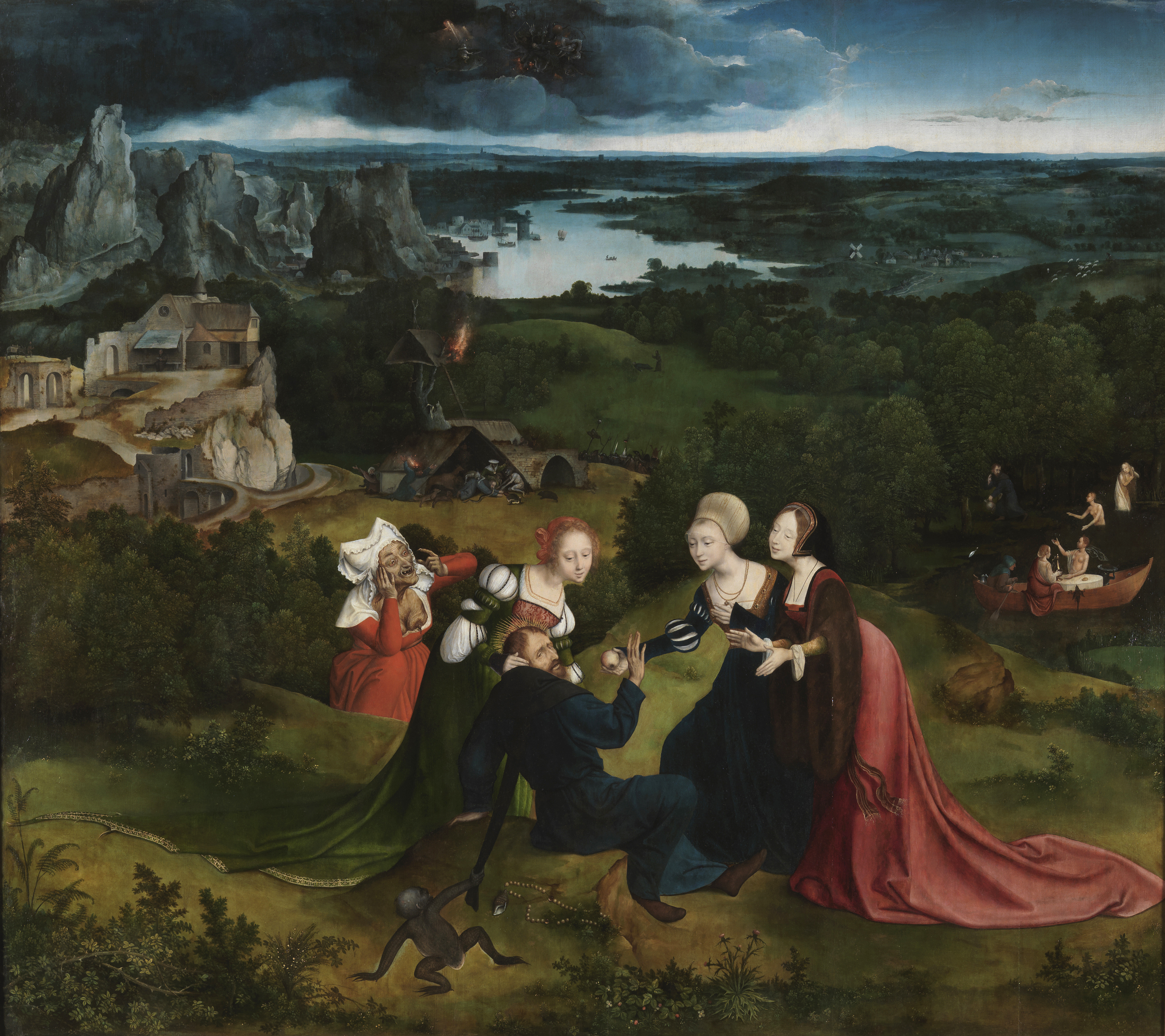
Tentation de saint Antoine (Joachim Patinier et Quentin Metsys).
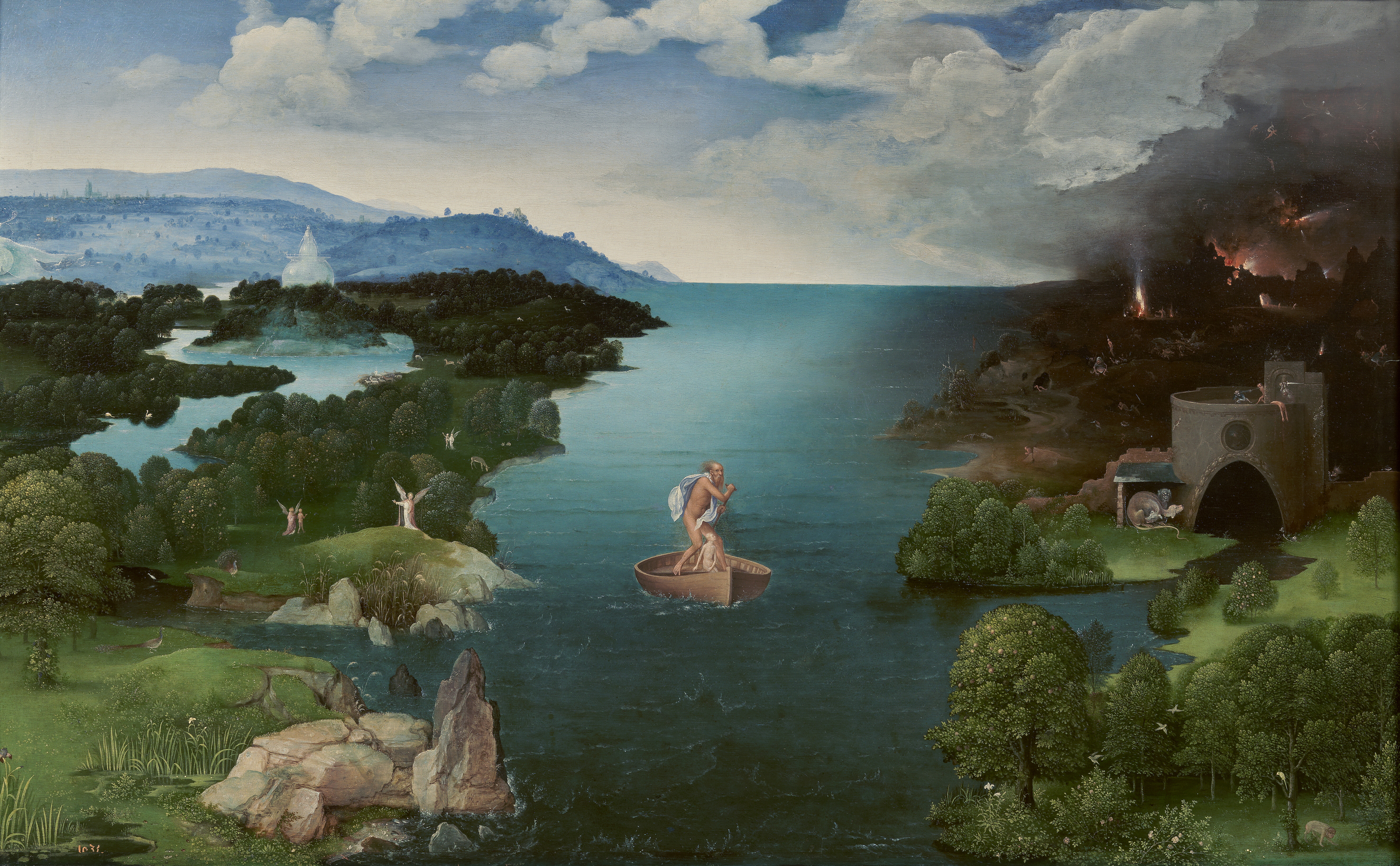
Traversée du monde souterrain (Joachim Patinier).
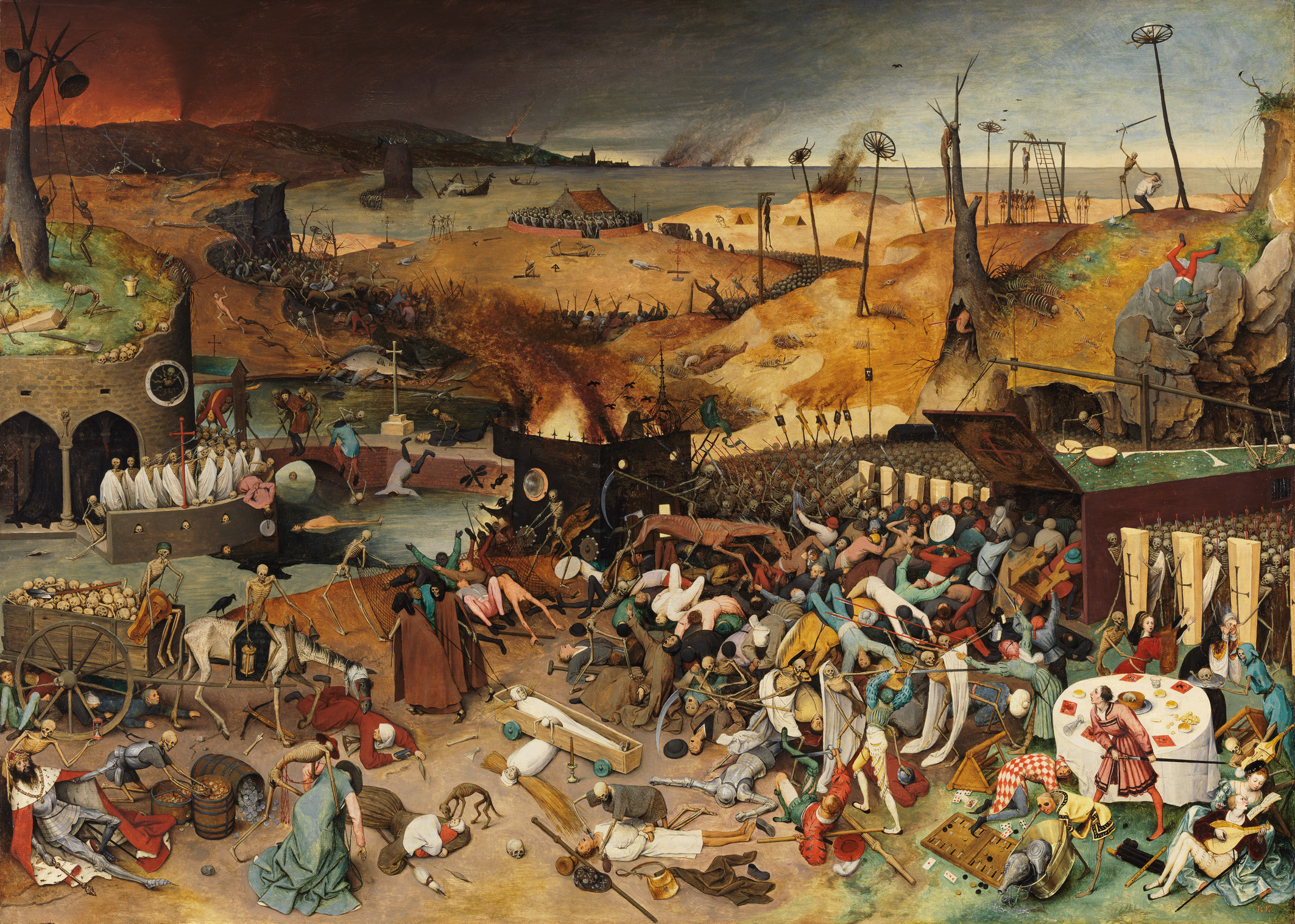
Le Triomphe de la Mort (Pieter Brueghel l'Ancien).
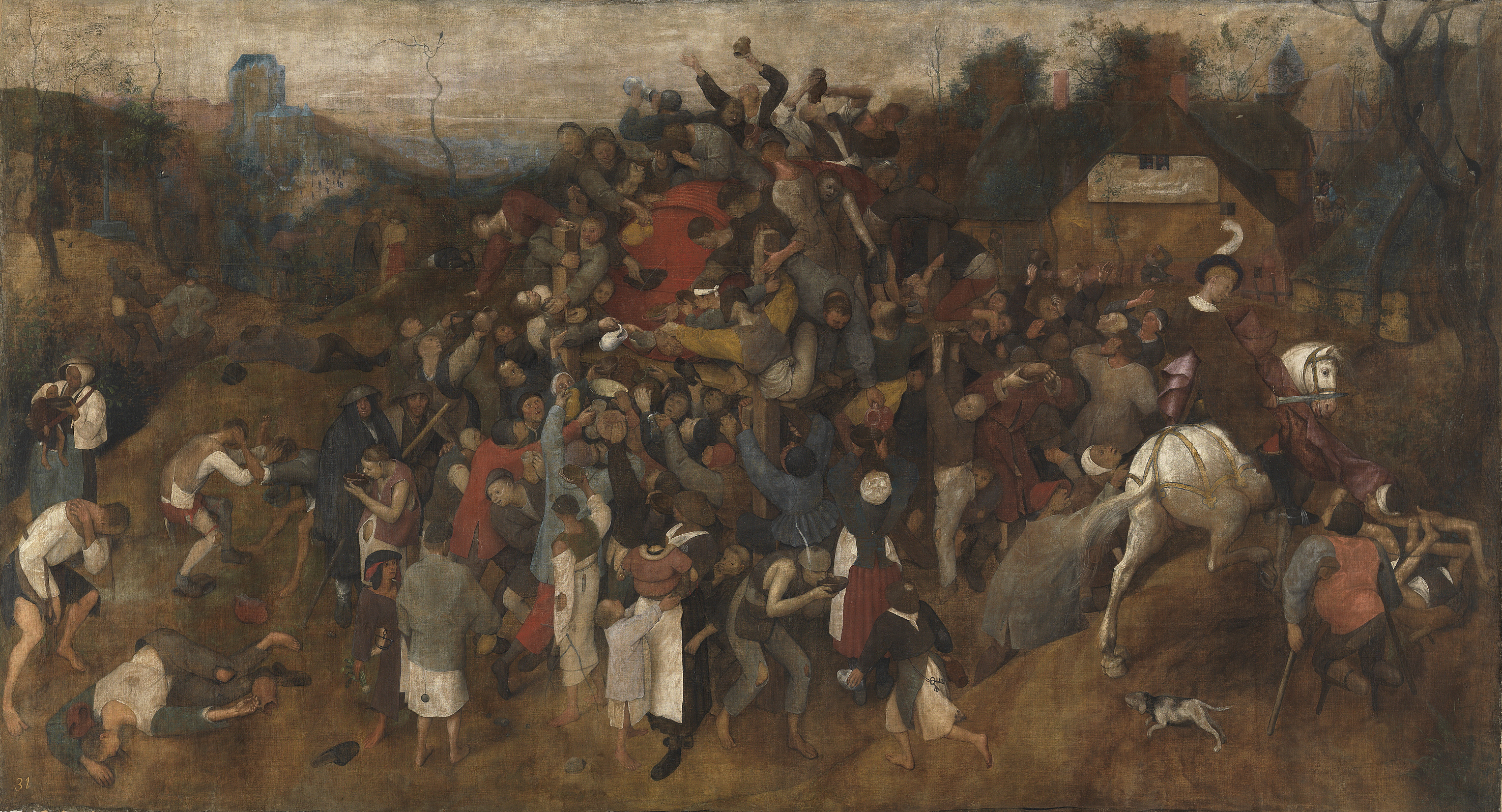
Le Vin de la Saint-Martin (Pieter Brueghel l'Ancien).
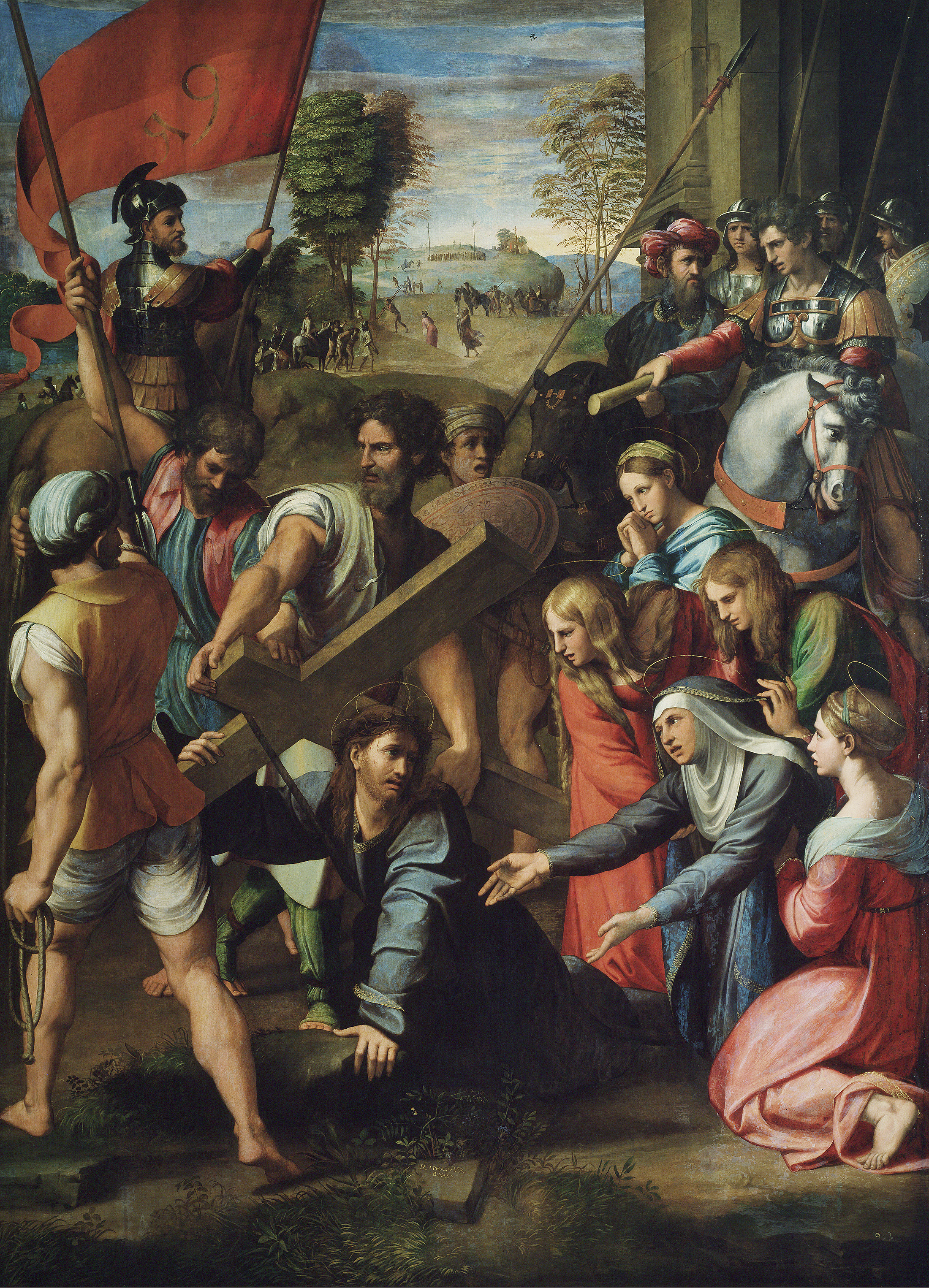
Le Portement de Croix (Raphaël) (Raphaël).
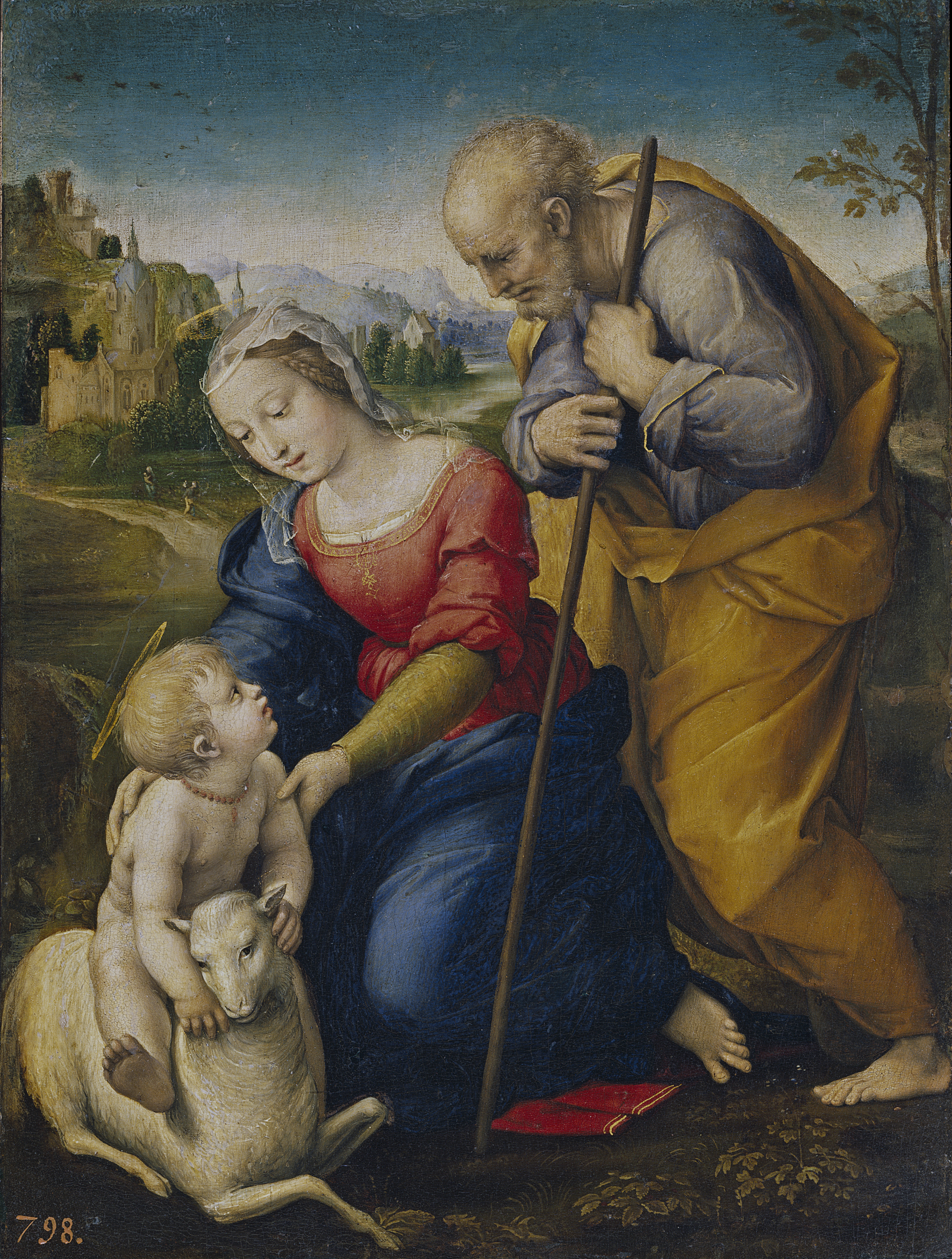
La Sainte Famille à l'agneau (Raphaël).
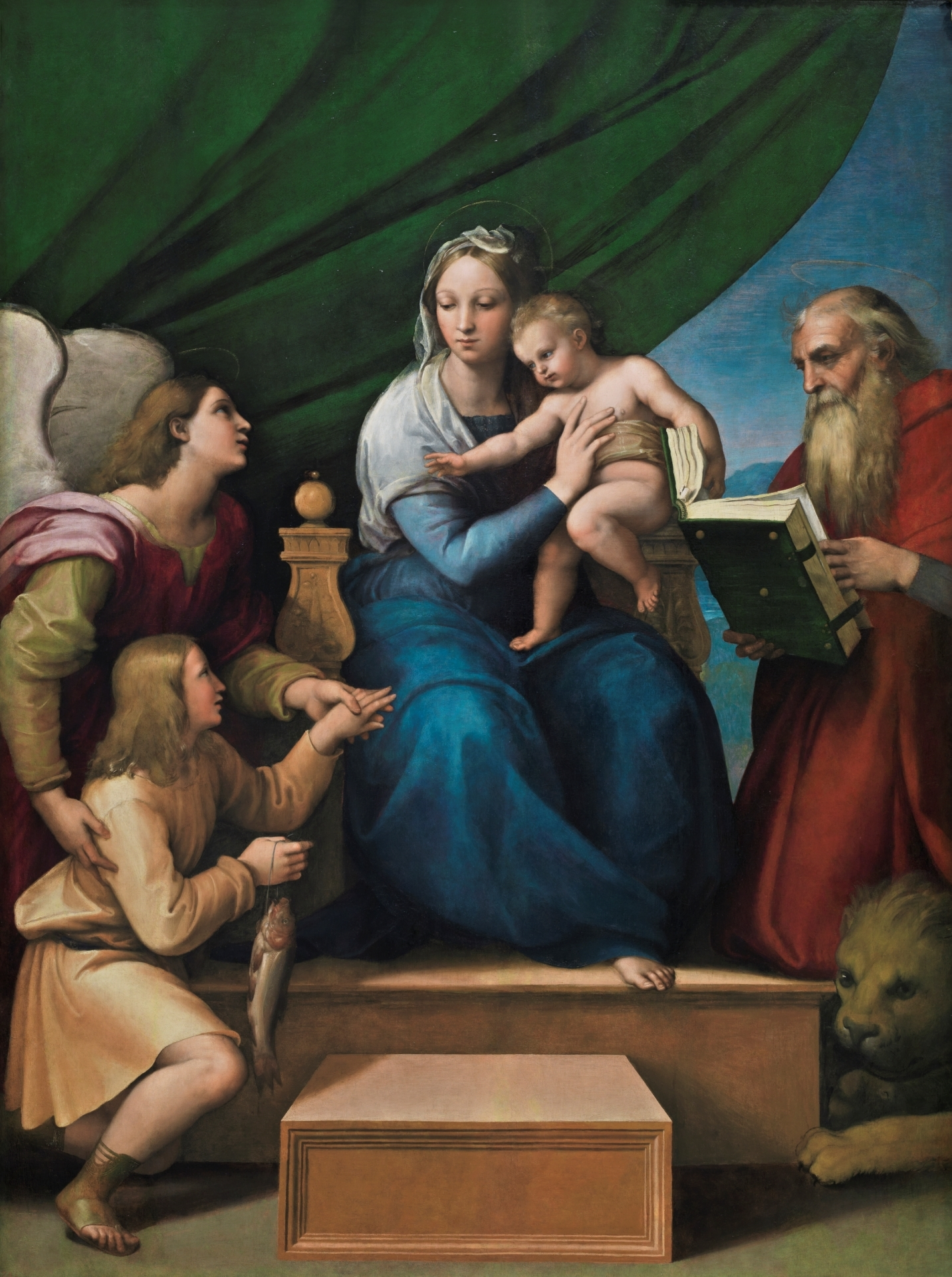
La Vierge au poisson (Raphaël).
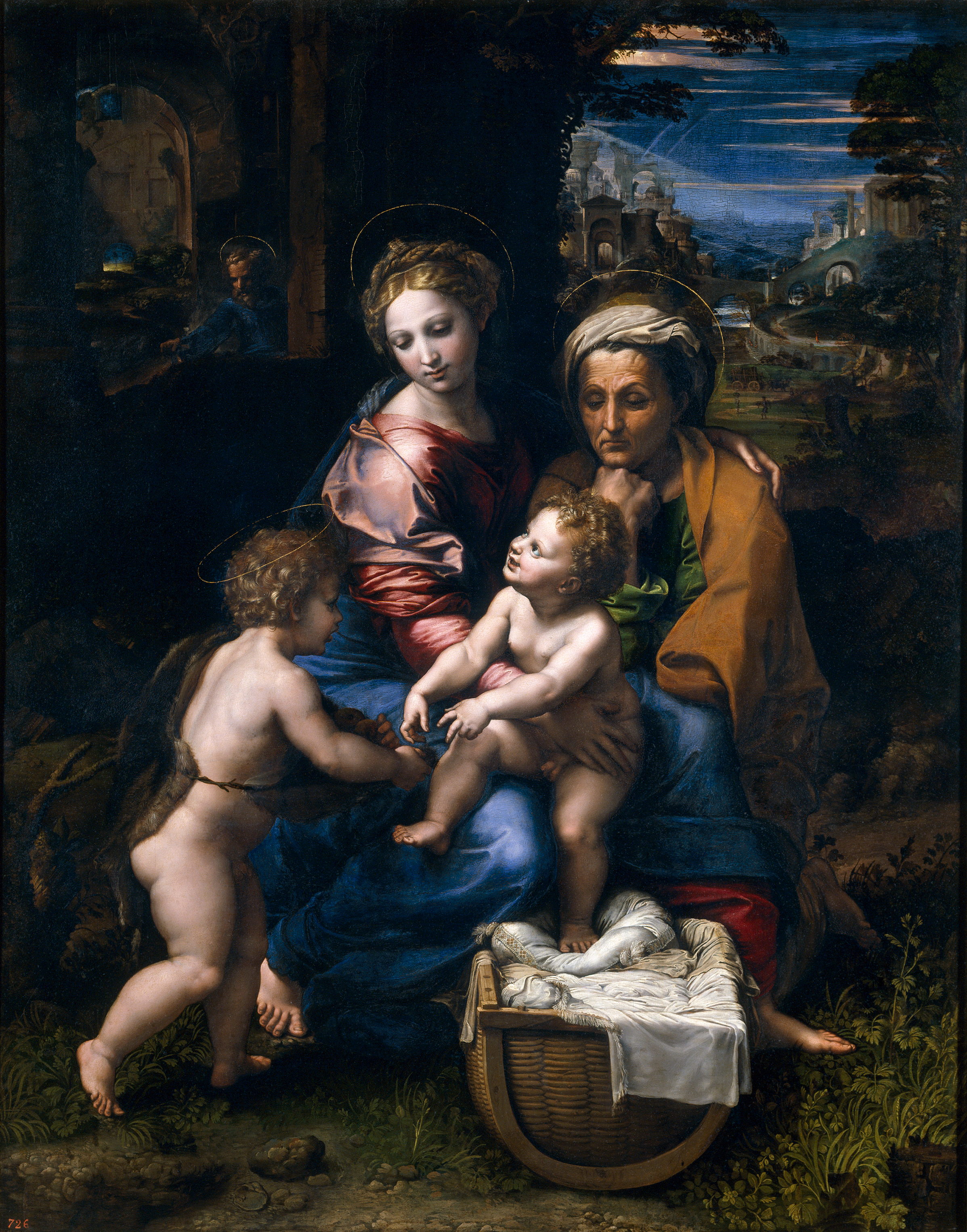
La Sainte Famille (La Perla) (Raphaël).
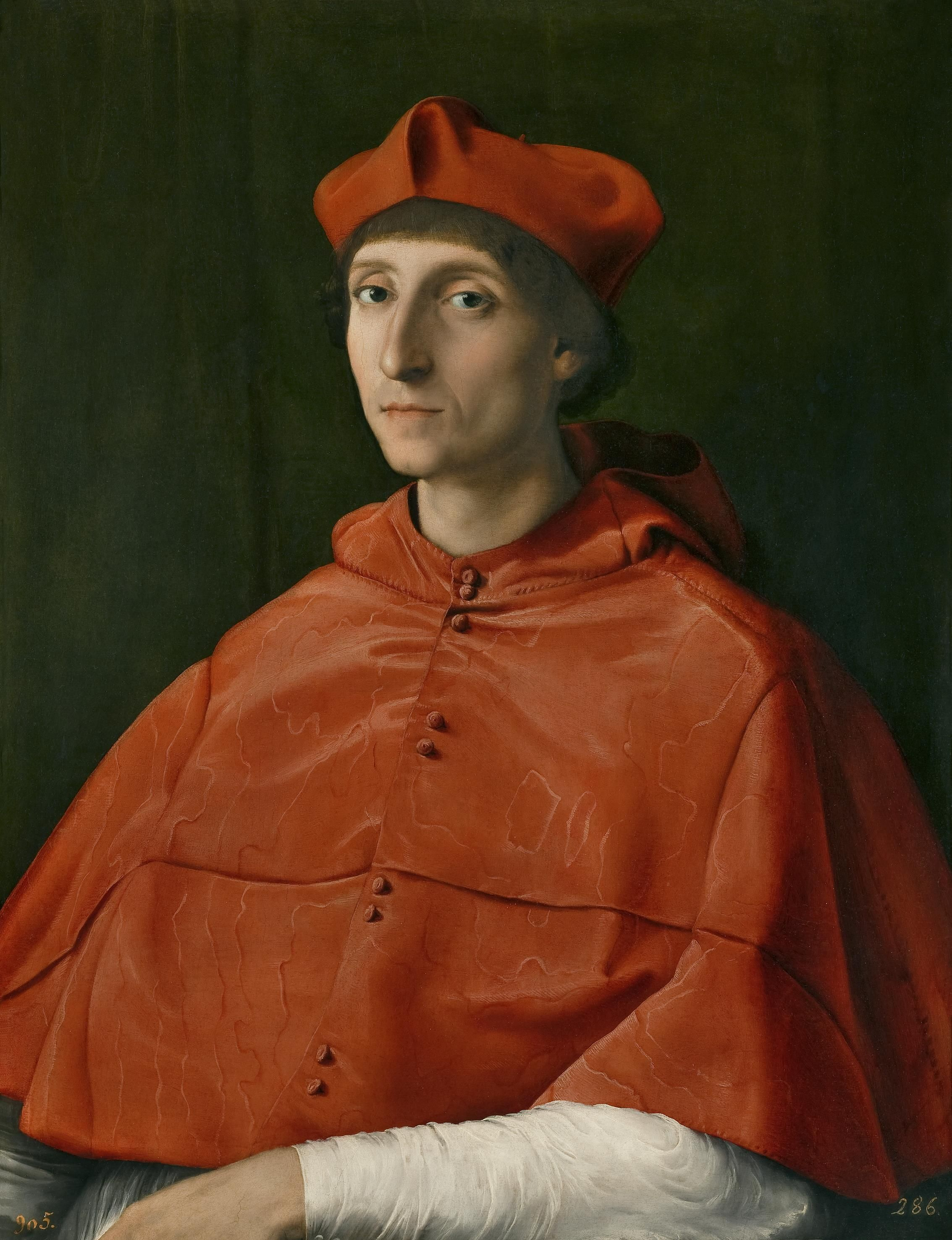
Portrait d'un cardinal (Raphaël).
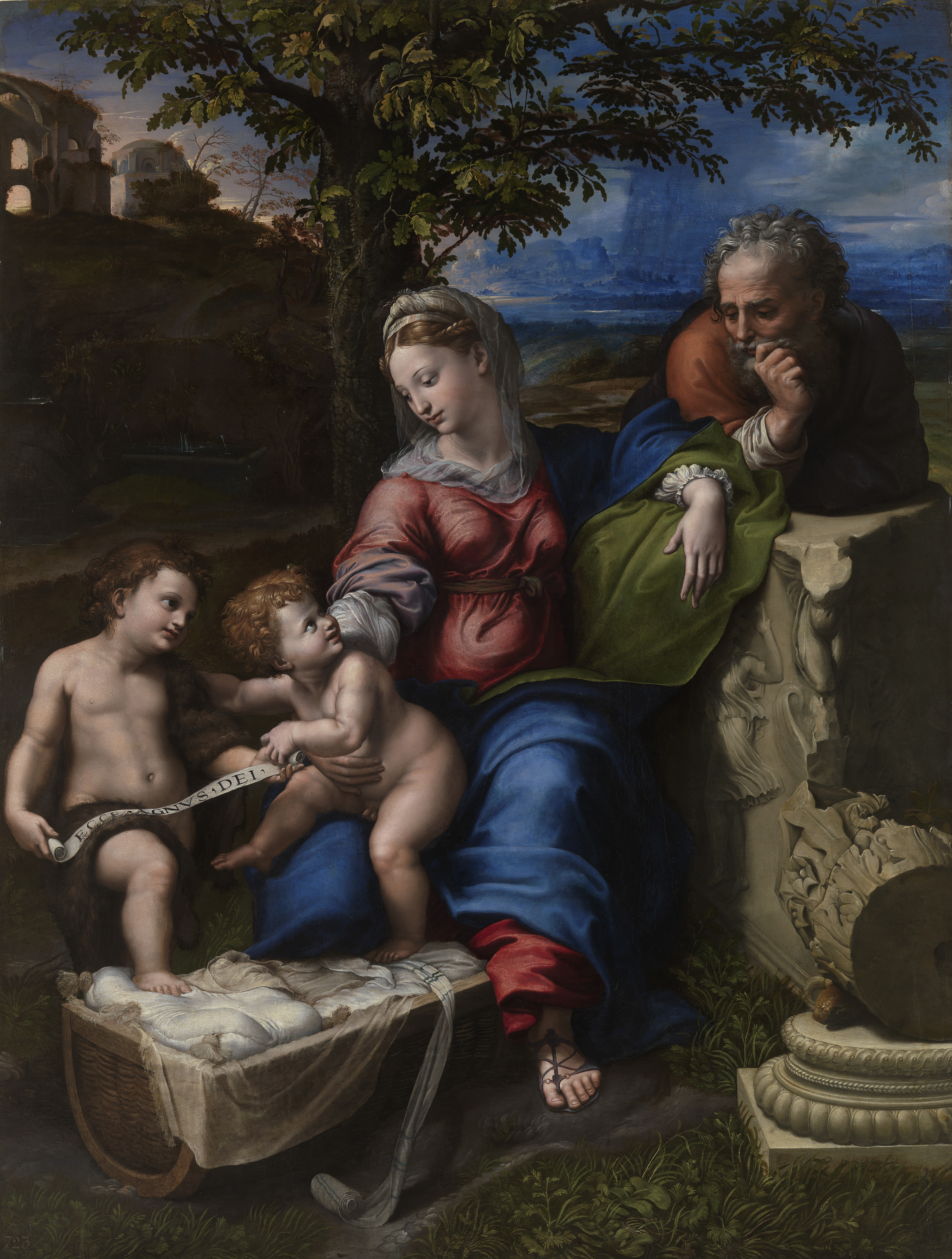
La Sainte Famille sous un chêne (Raphaël).
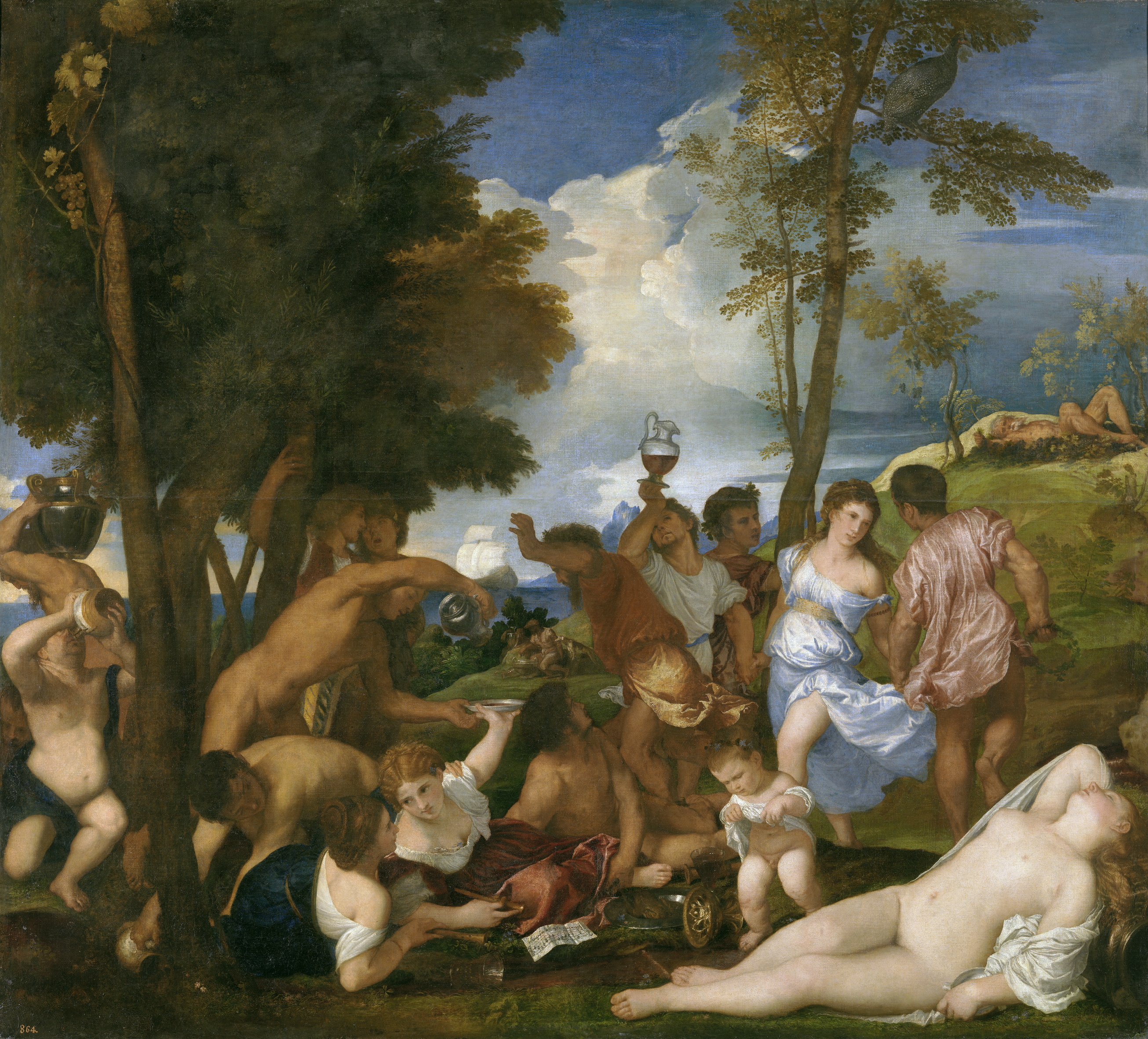
La Bacchanale des Andriens (Titien).
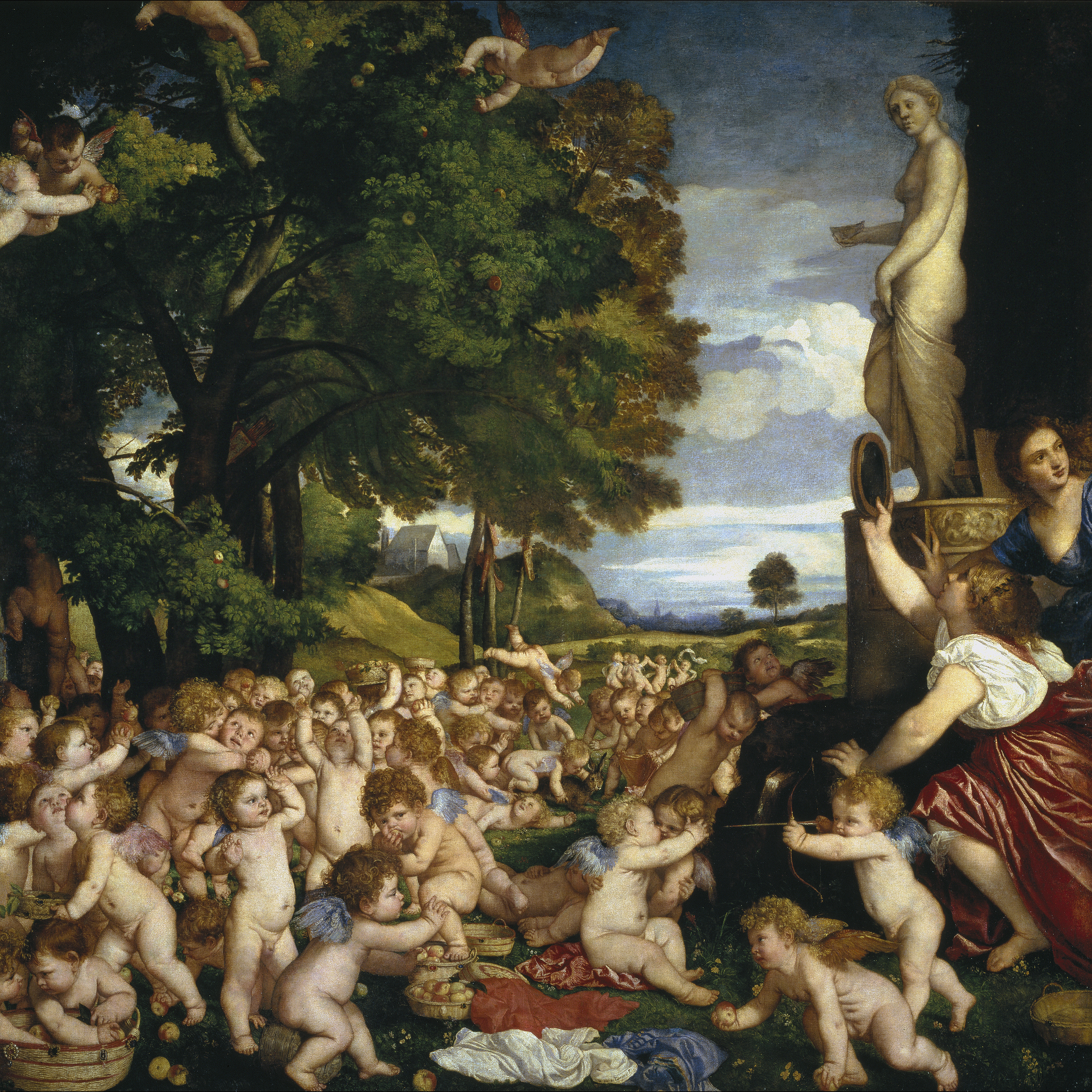
L'Offrande à Vénus (Titien).
Charles Quint à cheval à Mühlberg (Titien).
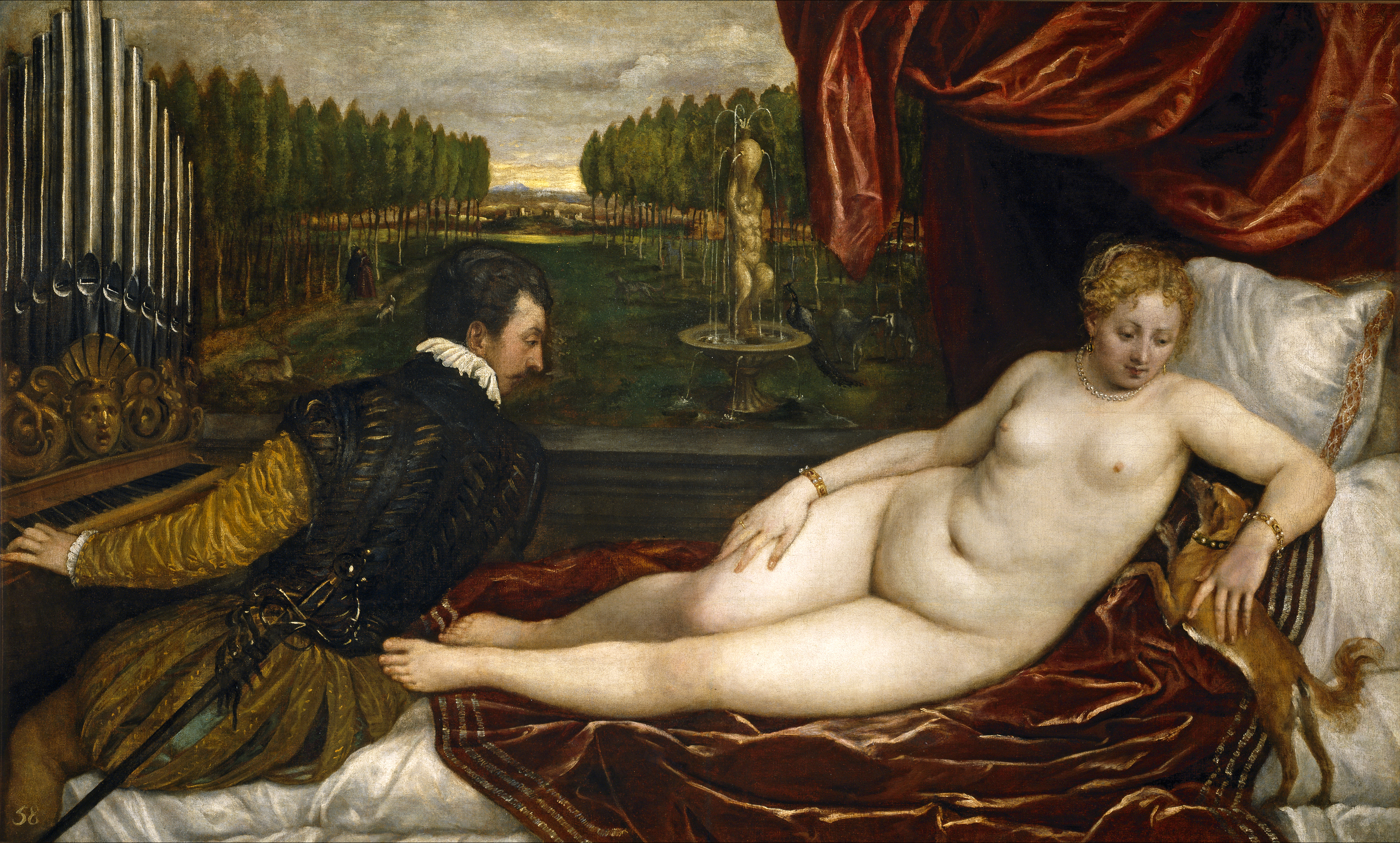
Vénus se recrée en musique (Titien).
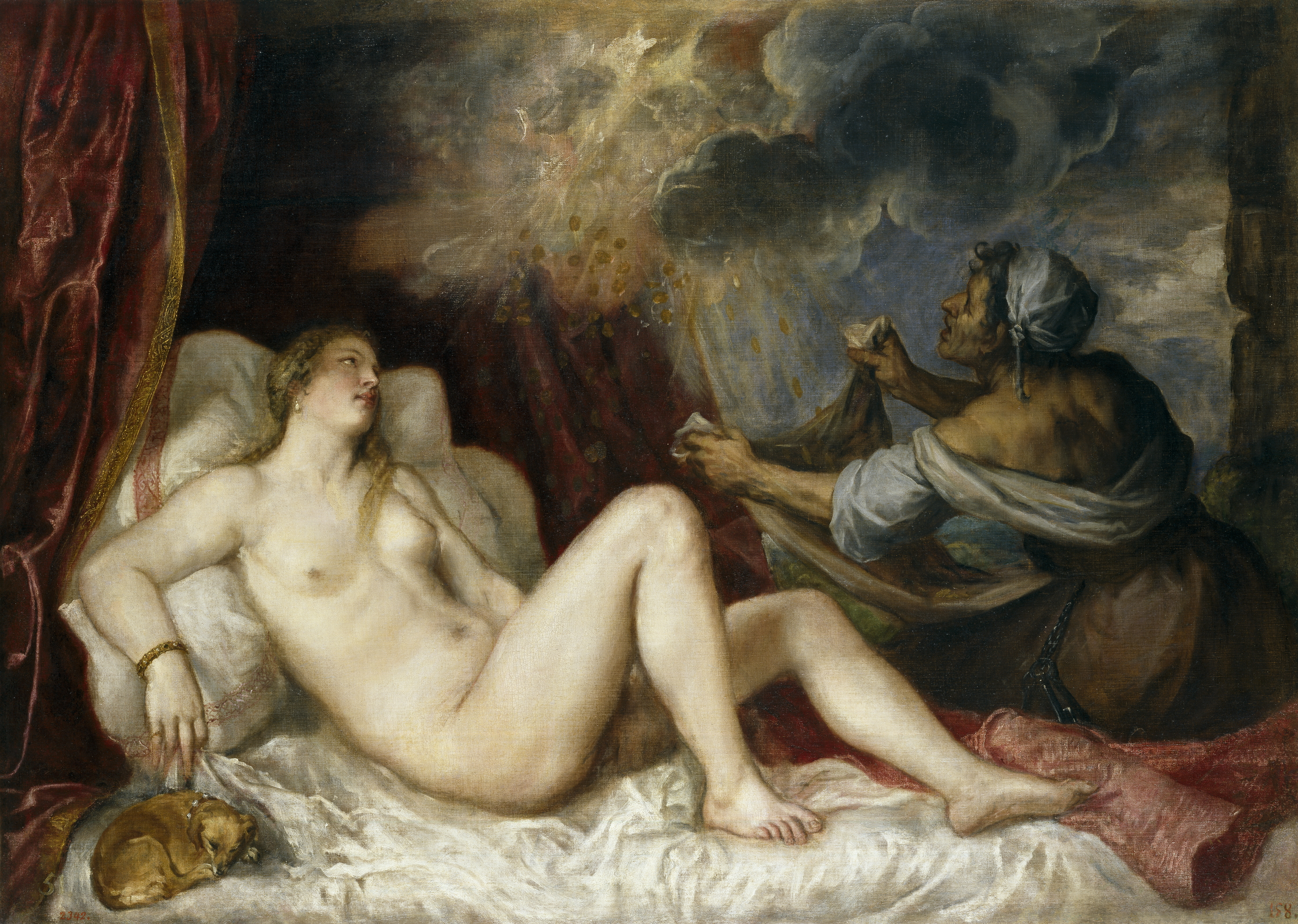
Danaé (Titien).
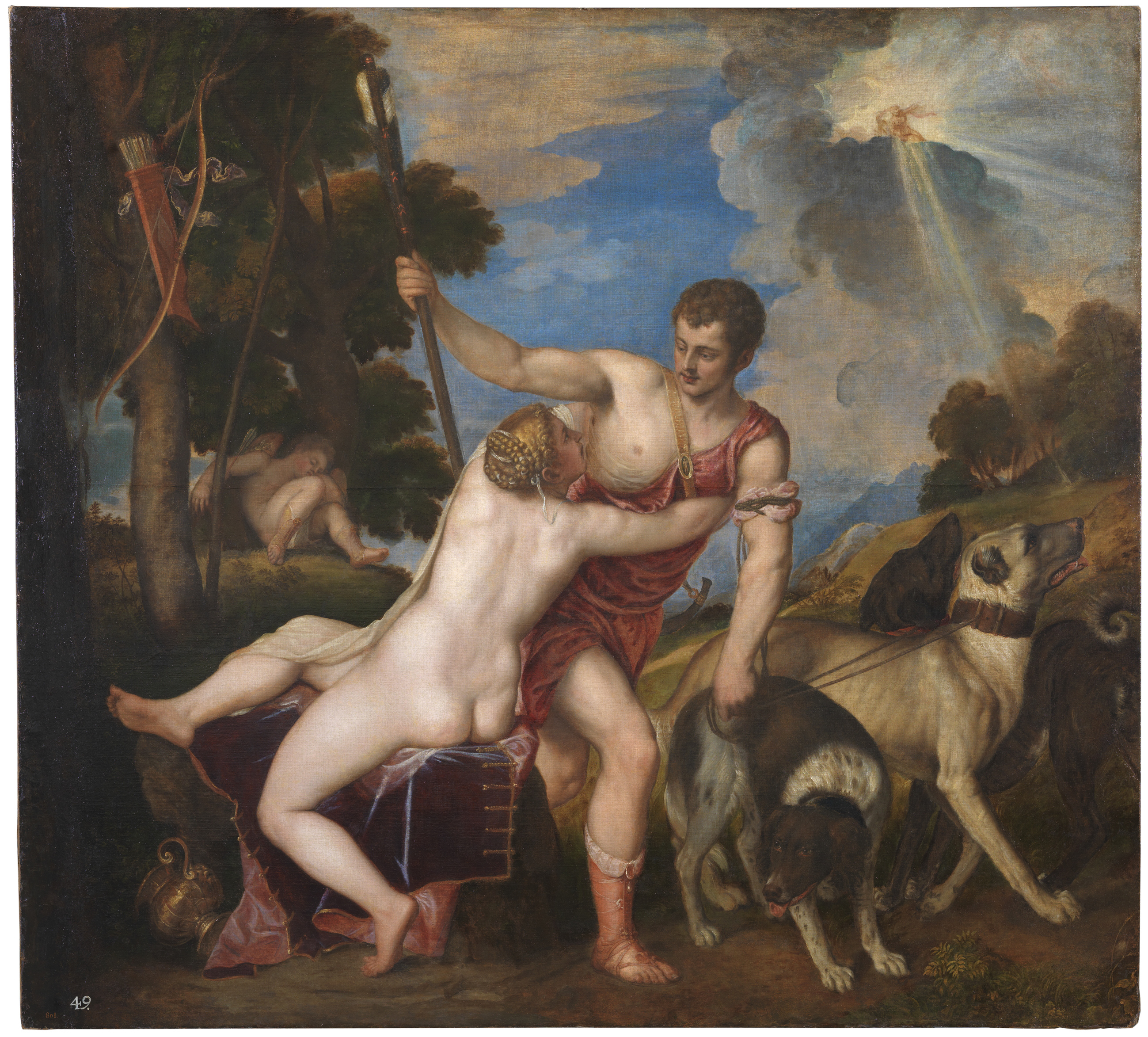
Vénus et Adonis (Titien).
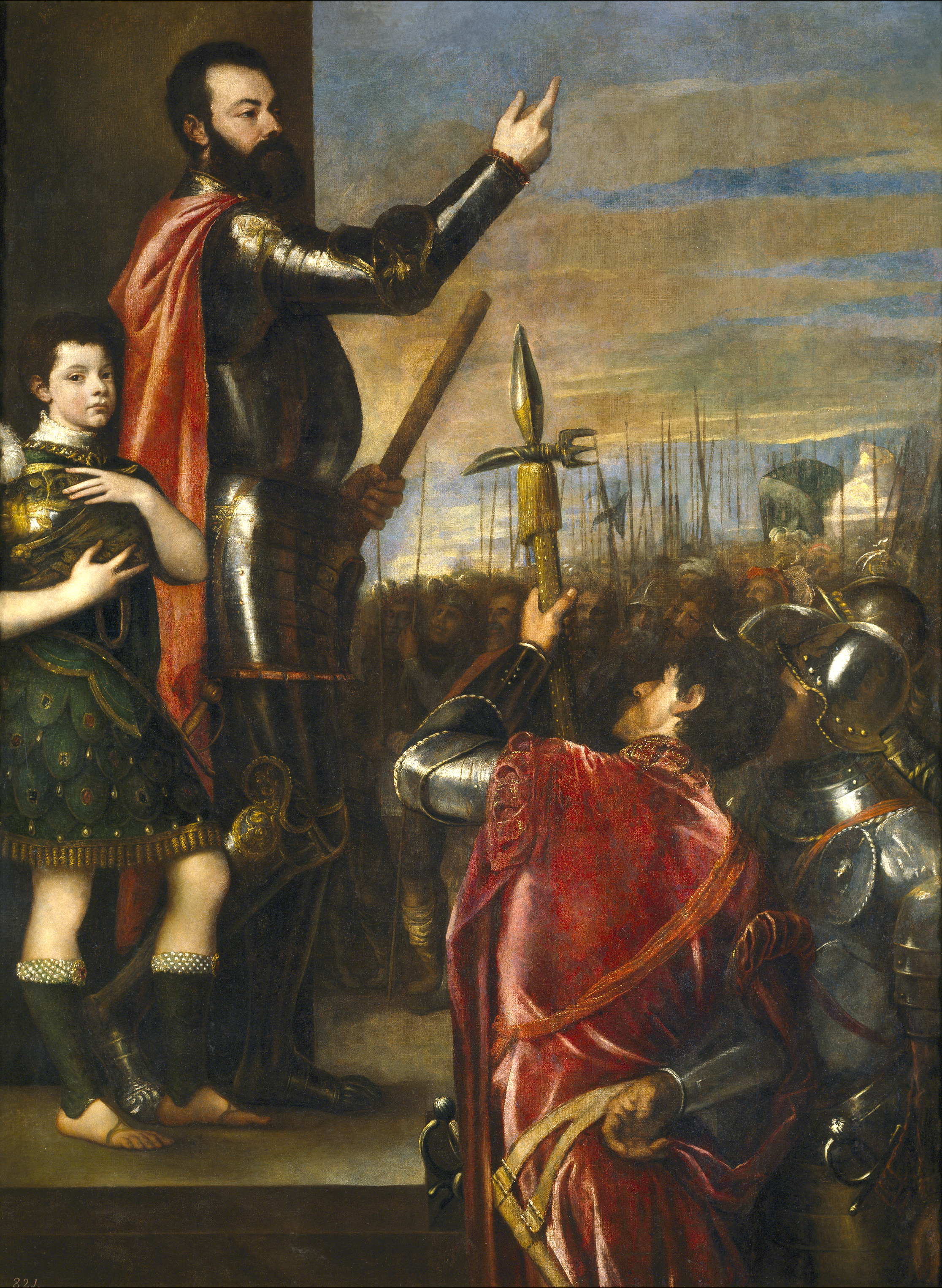
Allocution d'Alphonse d'Avalos (Titien).
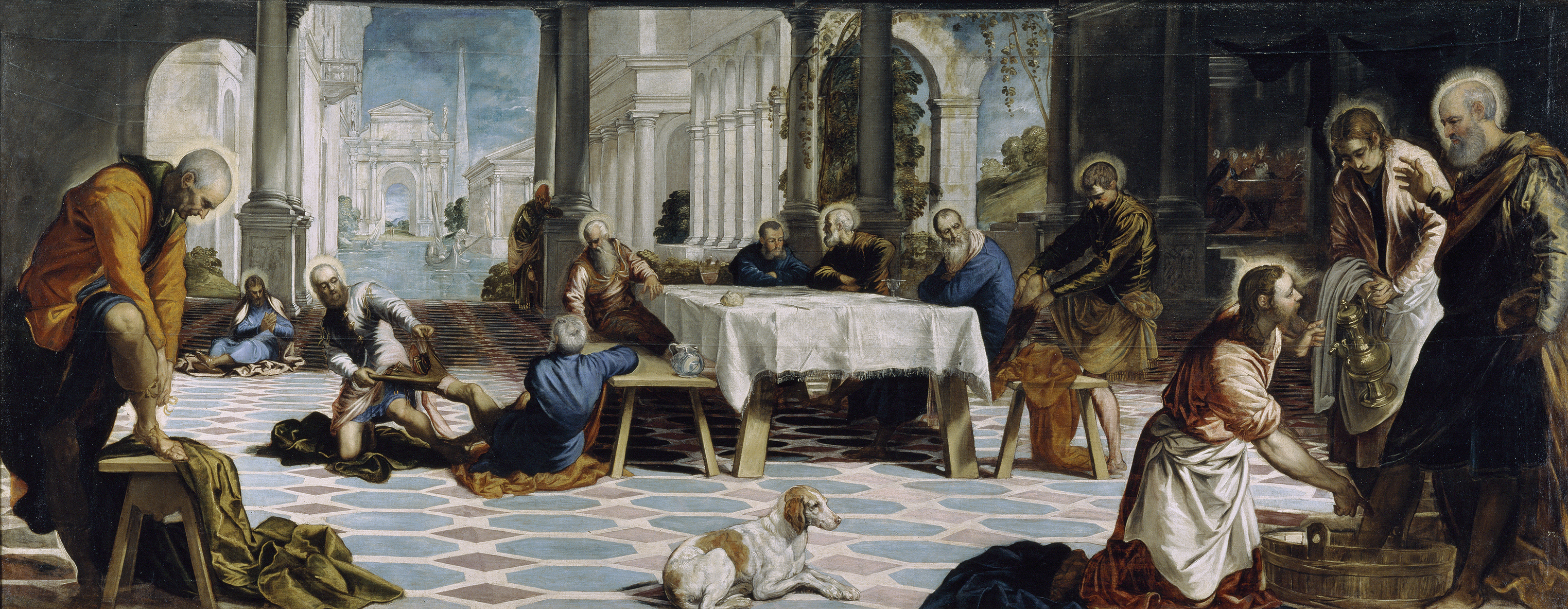
Le Lavement des pieds (Tintoretto).
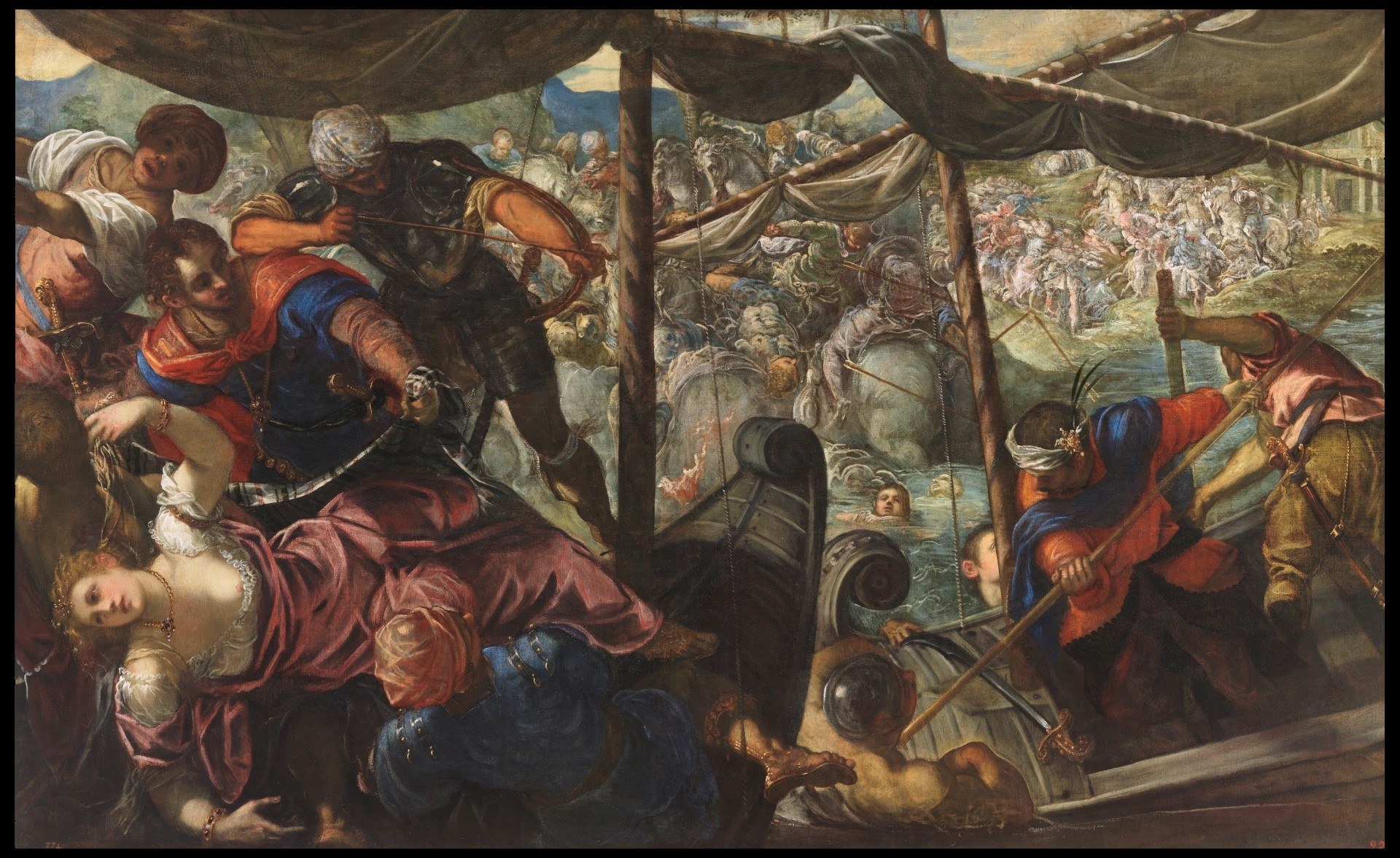
L'enlèvement d'Helena (Tintoretto).
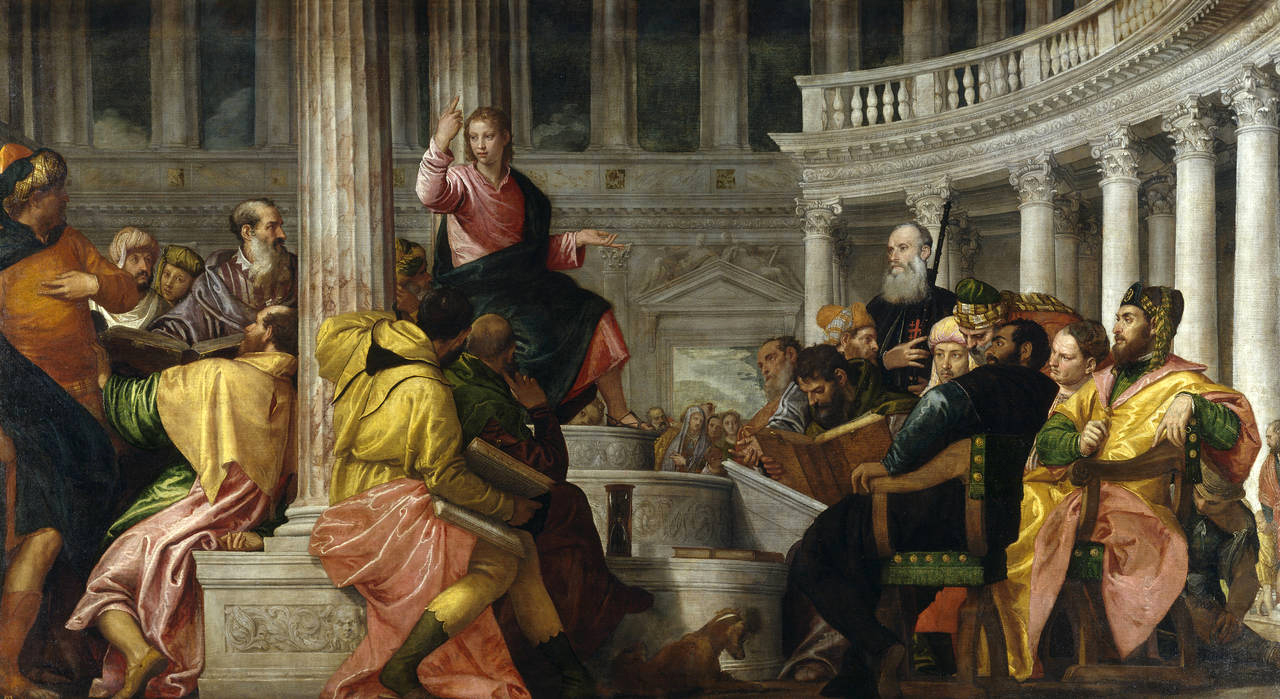
Jésus parmi les docteurs (Véronèse).
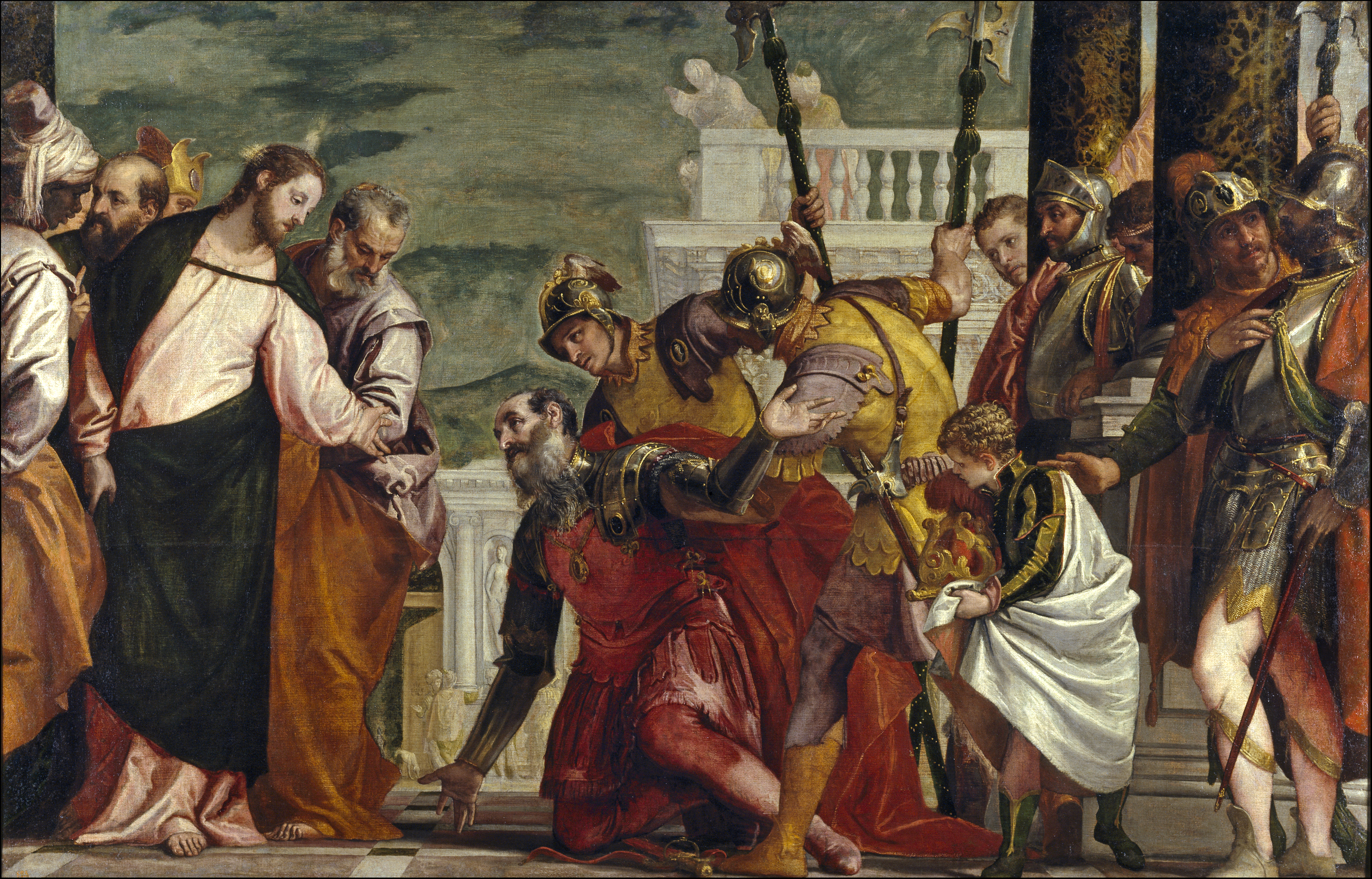
Jésus et le centurion (Véronèse).
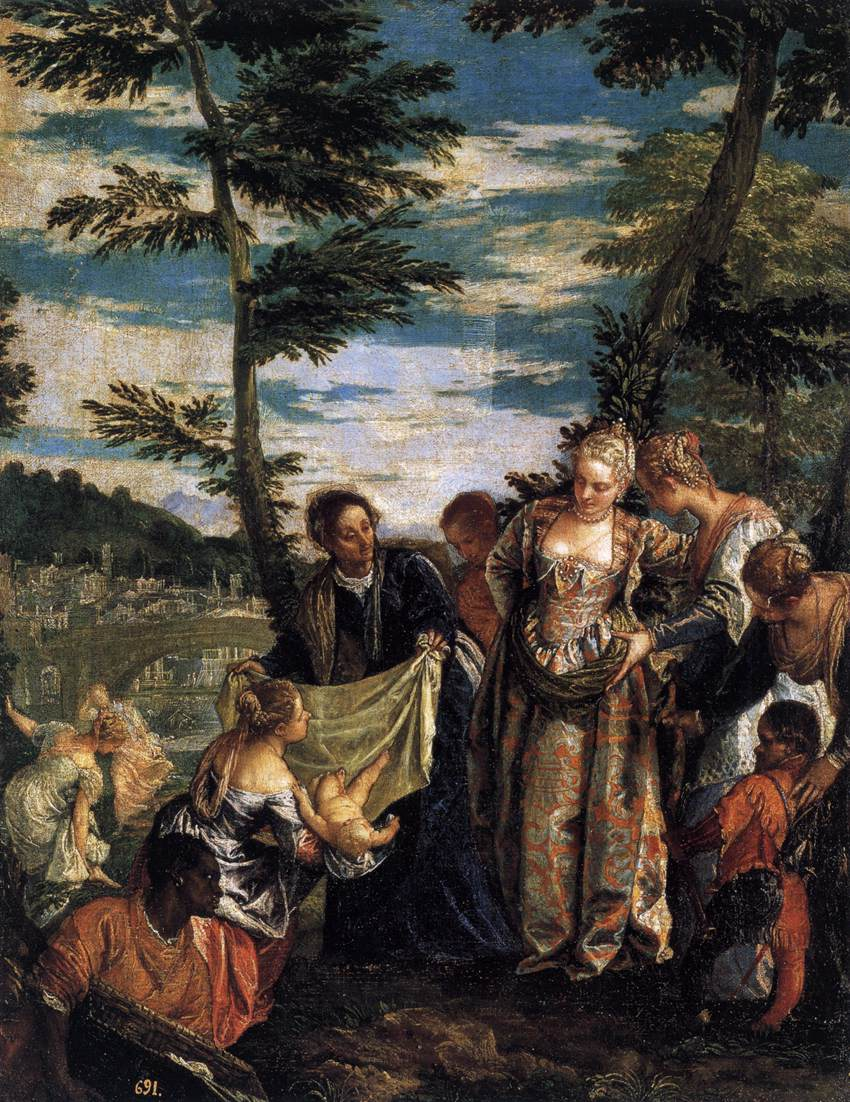
Moïse sauvé des eaux du Nil (Véronèse).
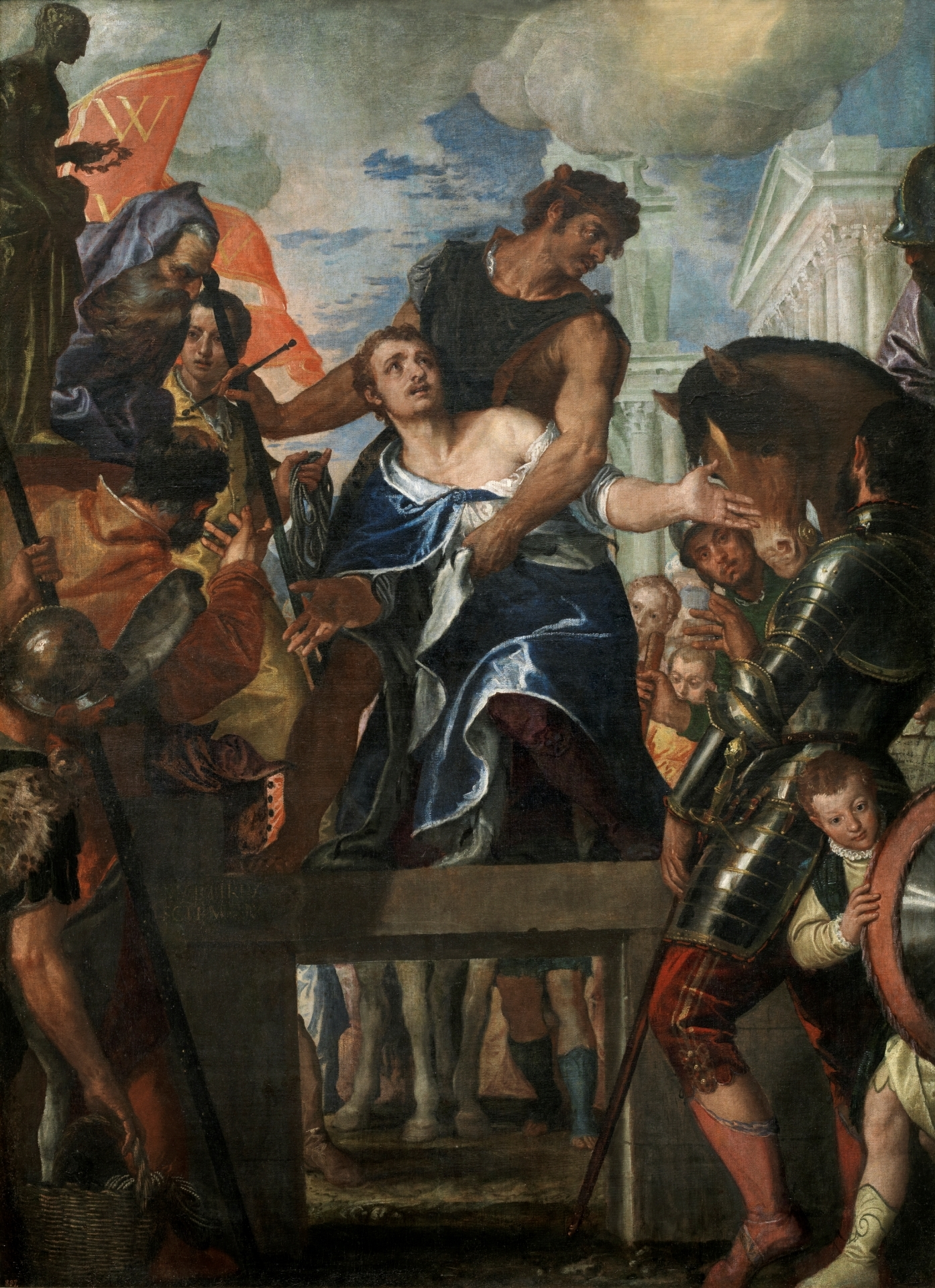
Martyre de Saint Mena (Véronèse).
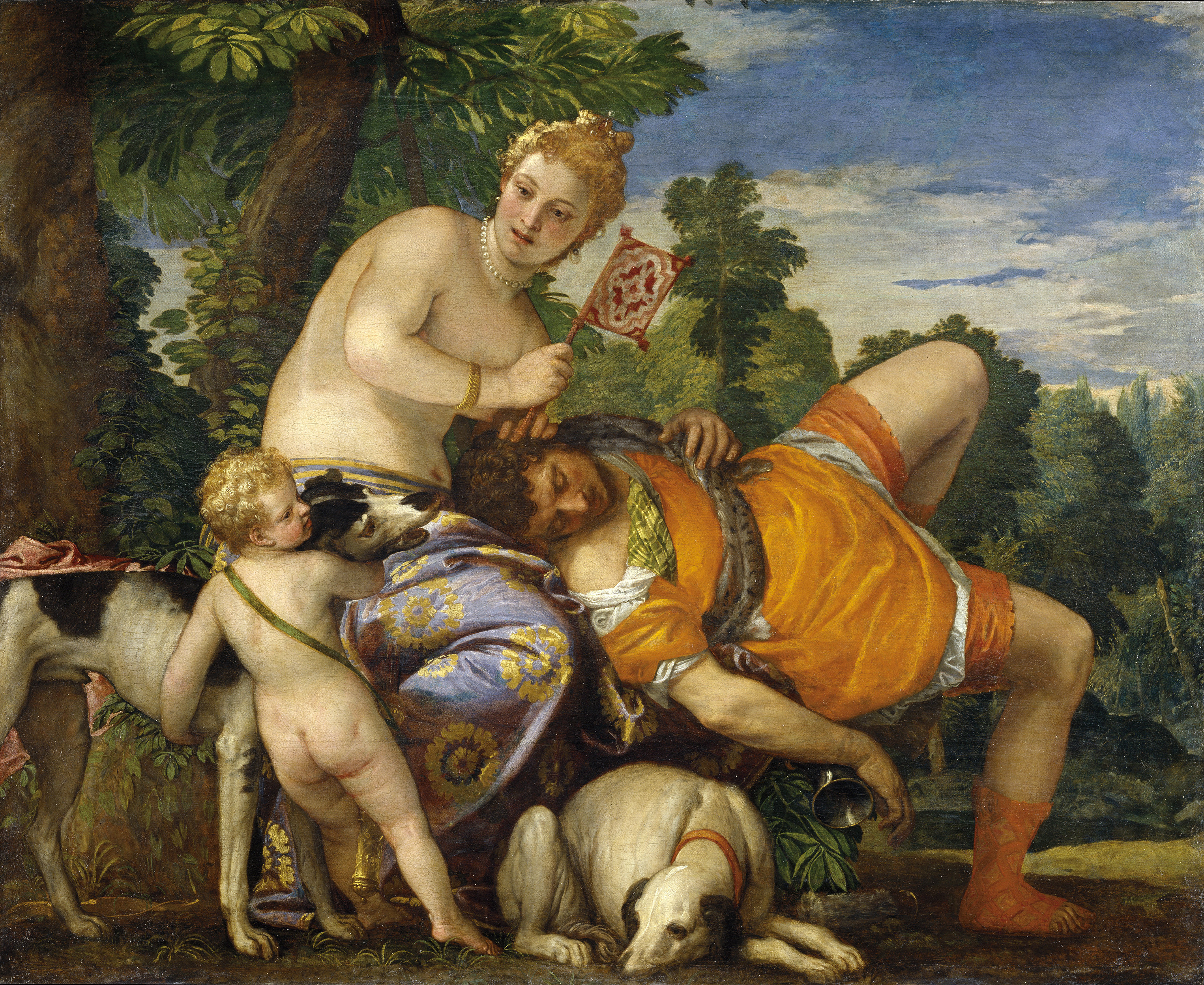
Vénus et Adonis (Véronèse).
Le Gentilhomme à la main sur la poitrine (Le Greco).
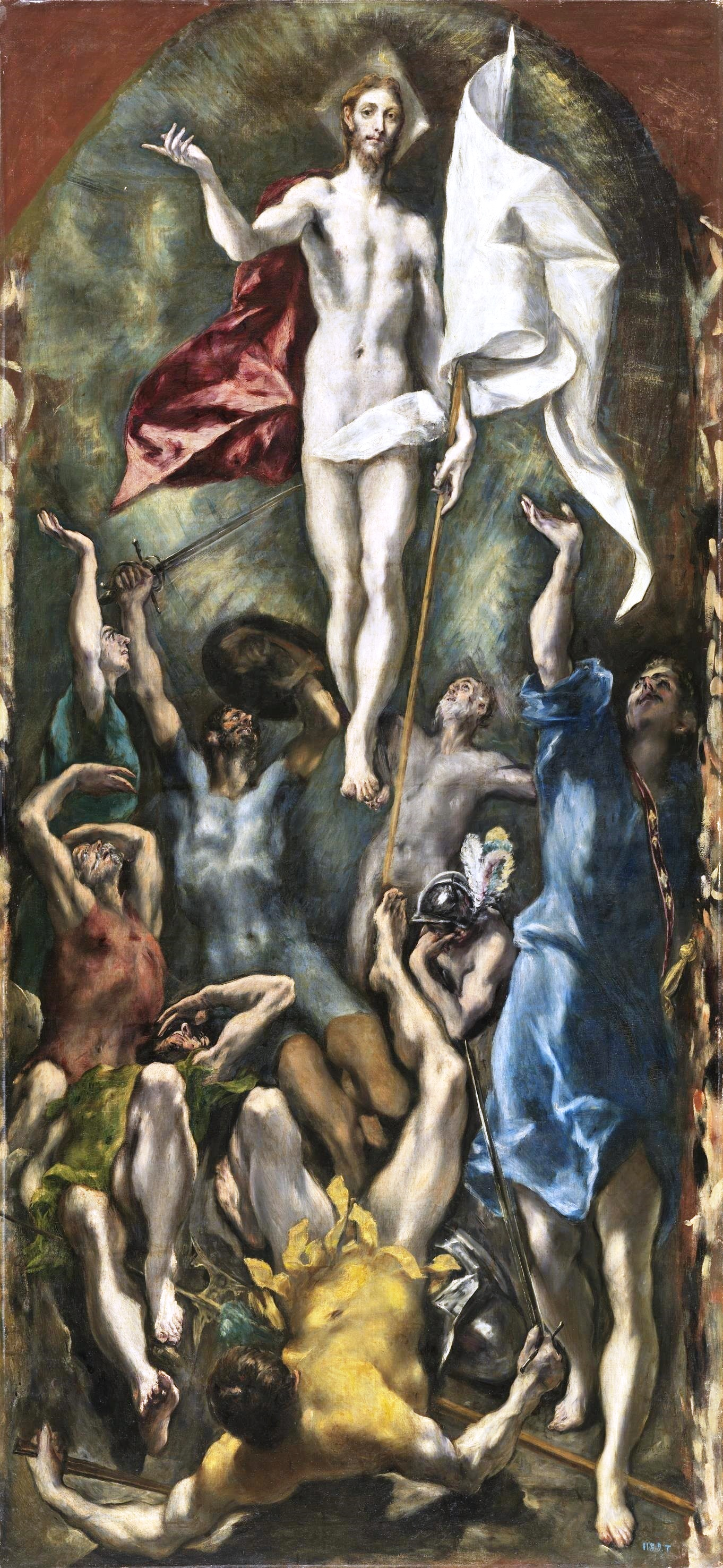
La Résurrection du Christ (Retable de María de Aragón) (Le Greco).
La Pentecôte (Le Greco).
L'Annonciation (Retable de María de Aragón) (Le Greco).
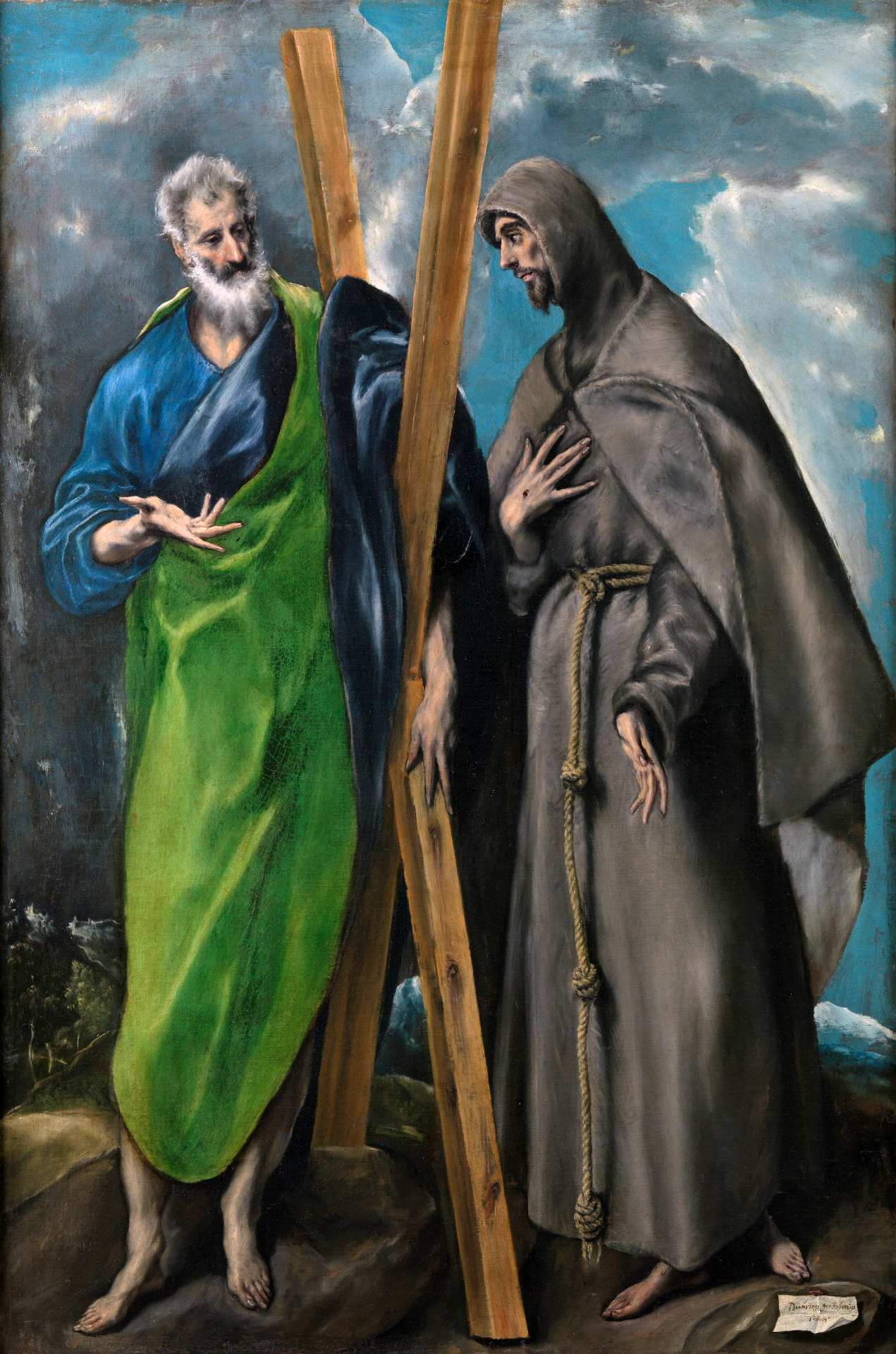
Saint André et Saint François (Le Greco).
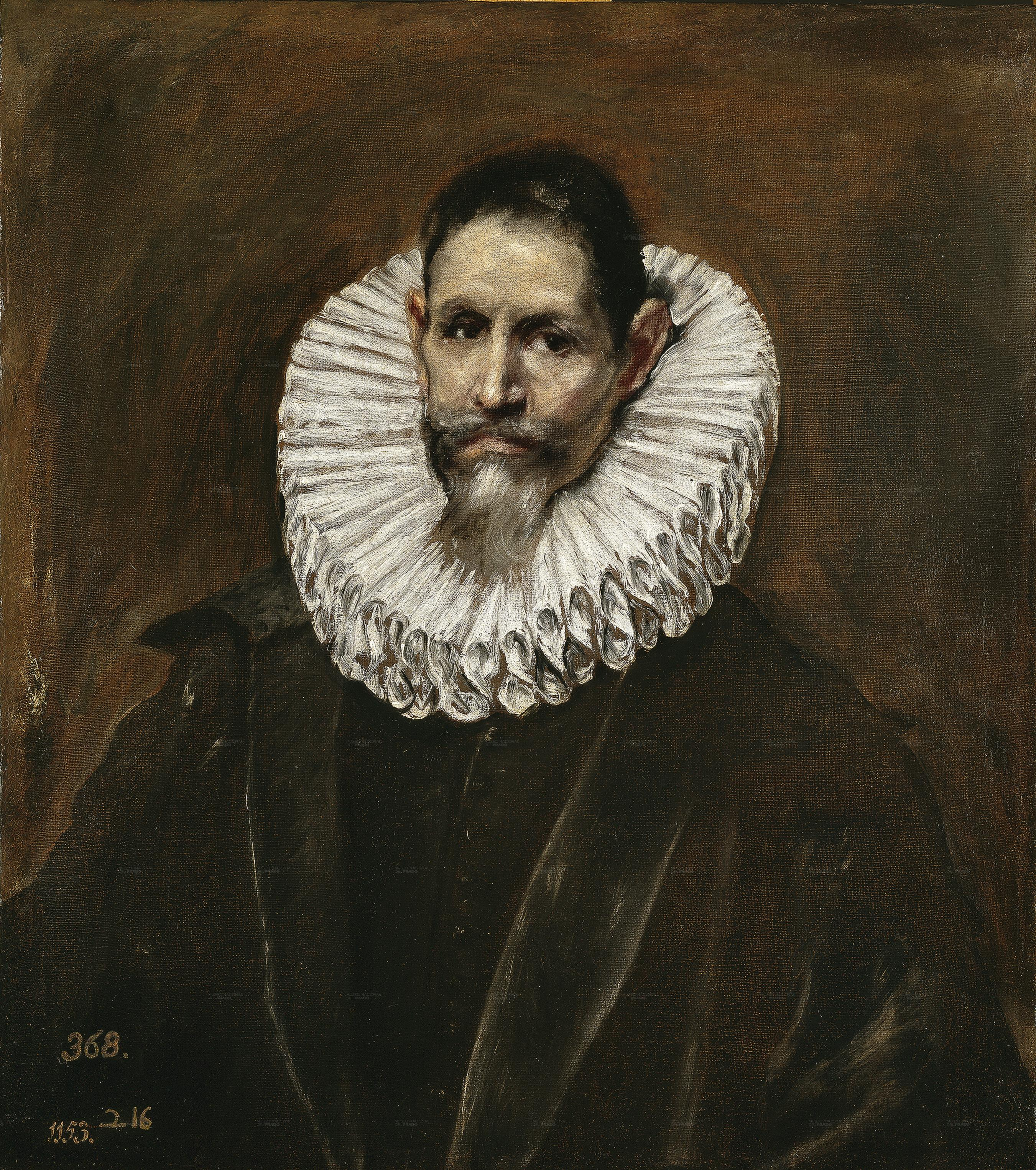
Portrait de Jerónimo de Cevallos (Le Greco).
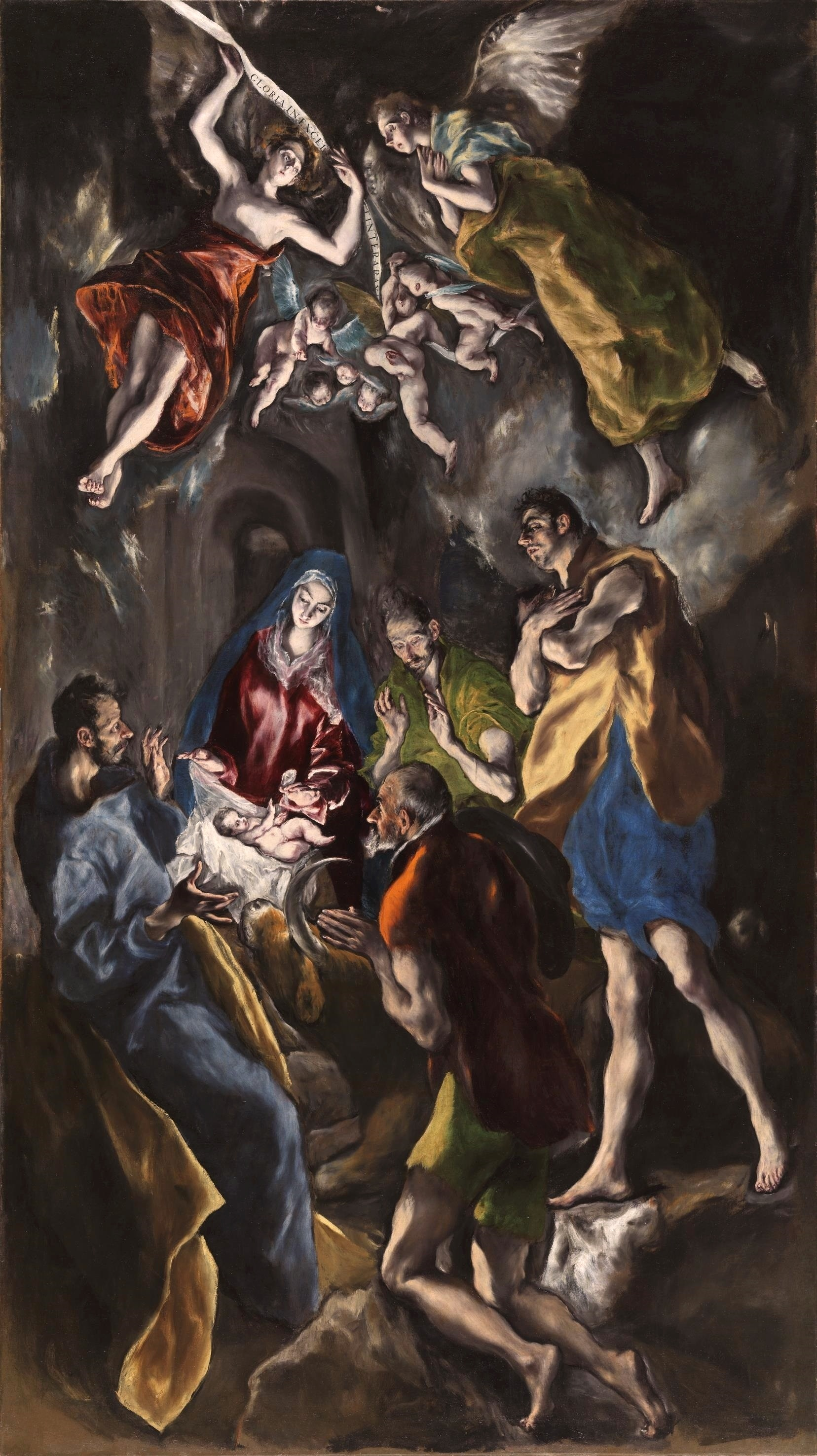
L'Adoration des bergers (Le Greco).
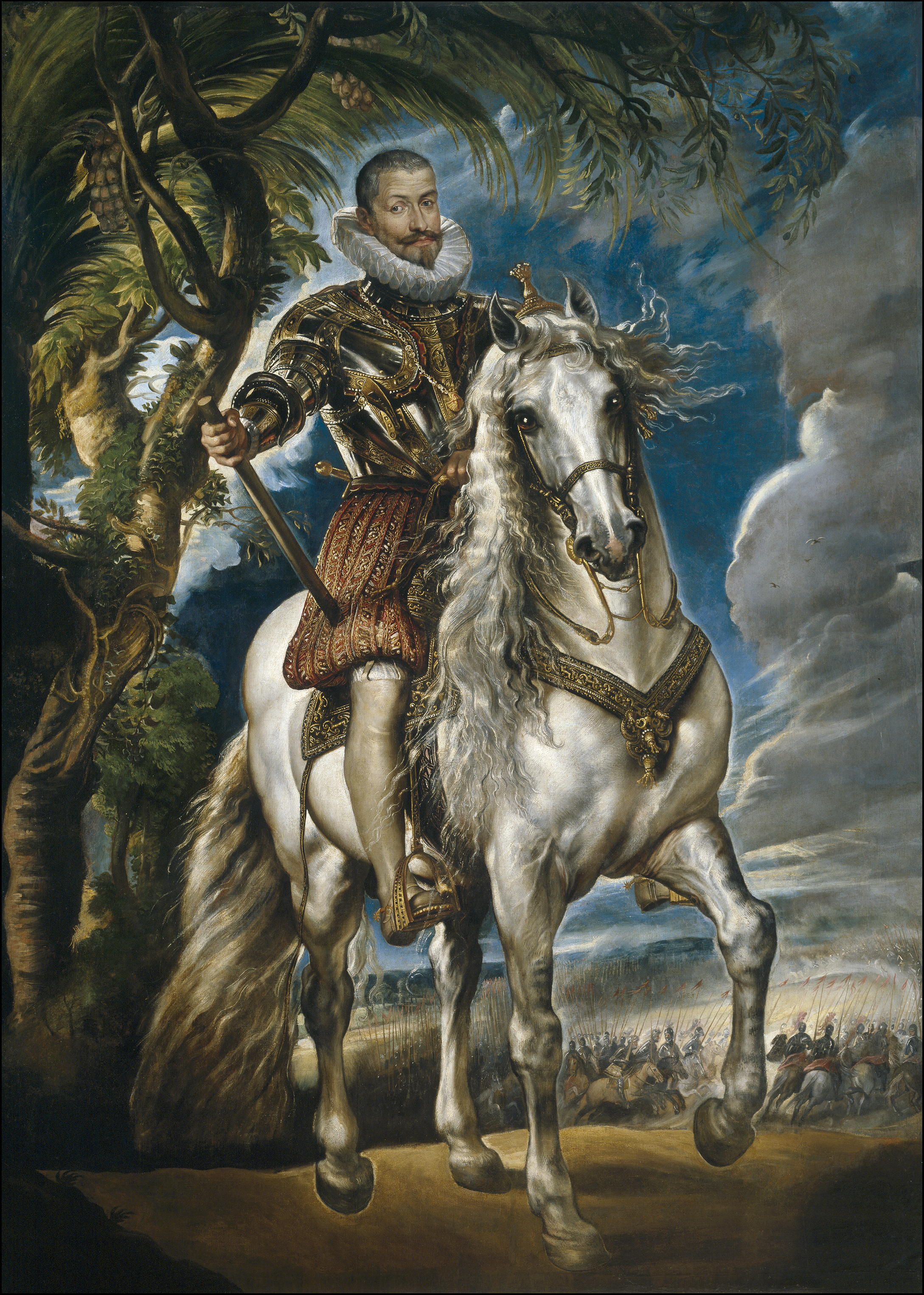
Portrait équestre du Duc de Lerme (Pierre Paul Rubens).
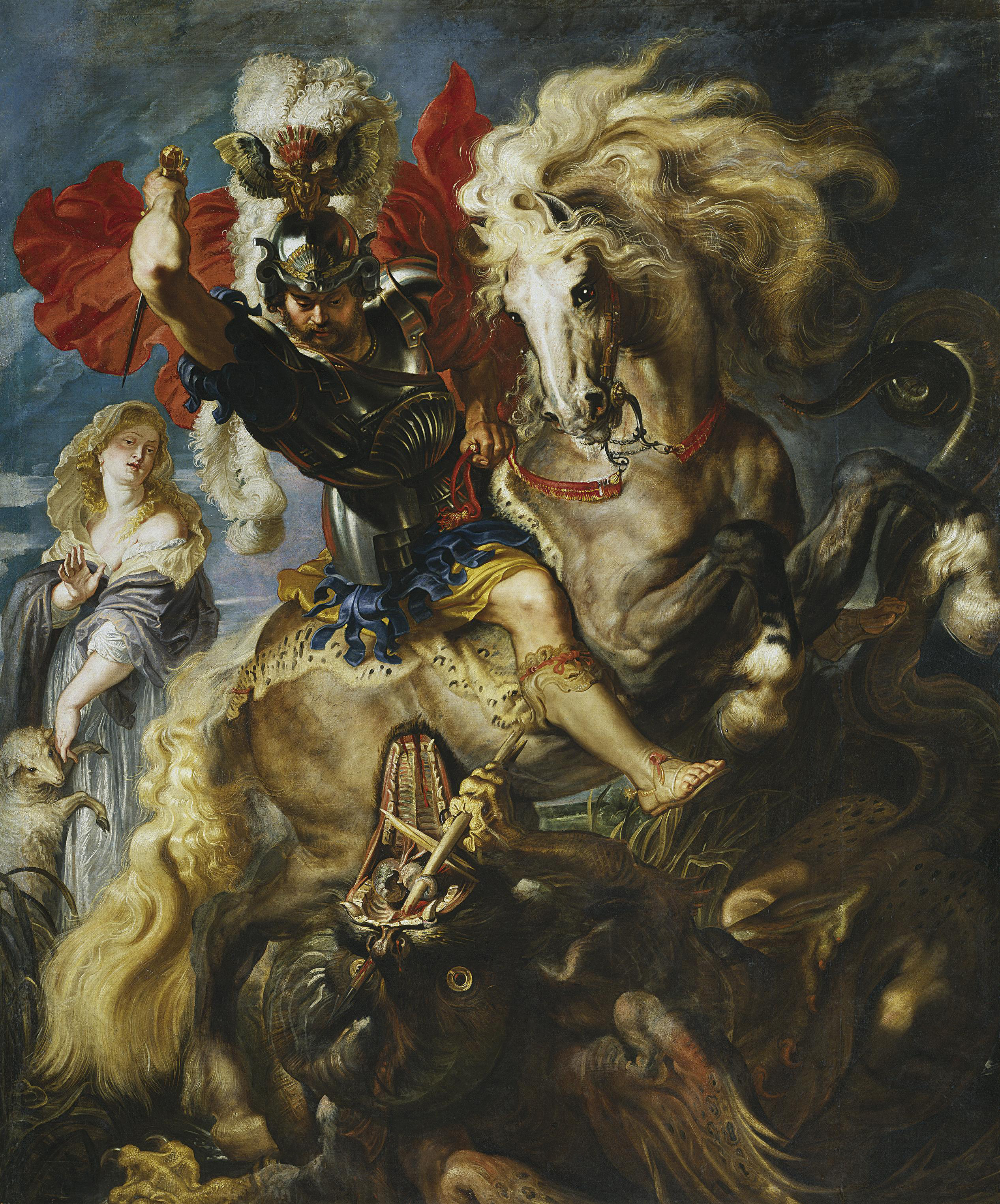
Saint Georges et le Dragon (Rubens) (Pierre Paul Rubens).
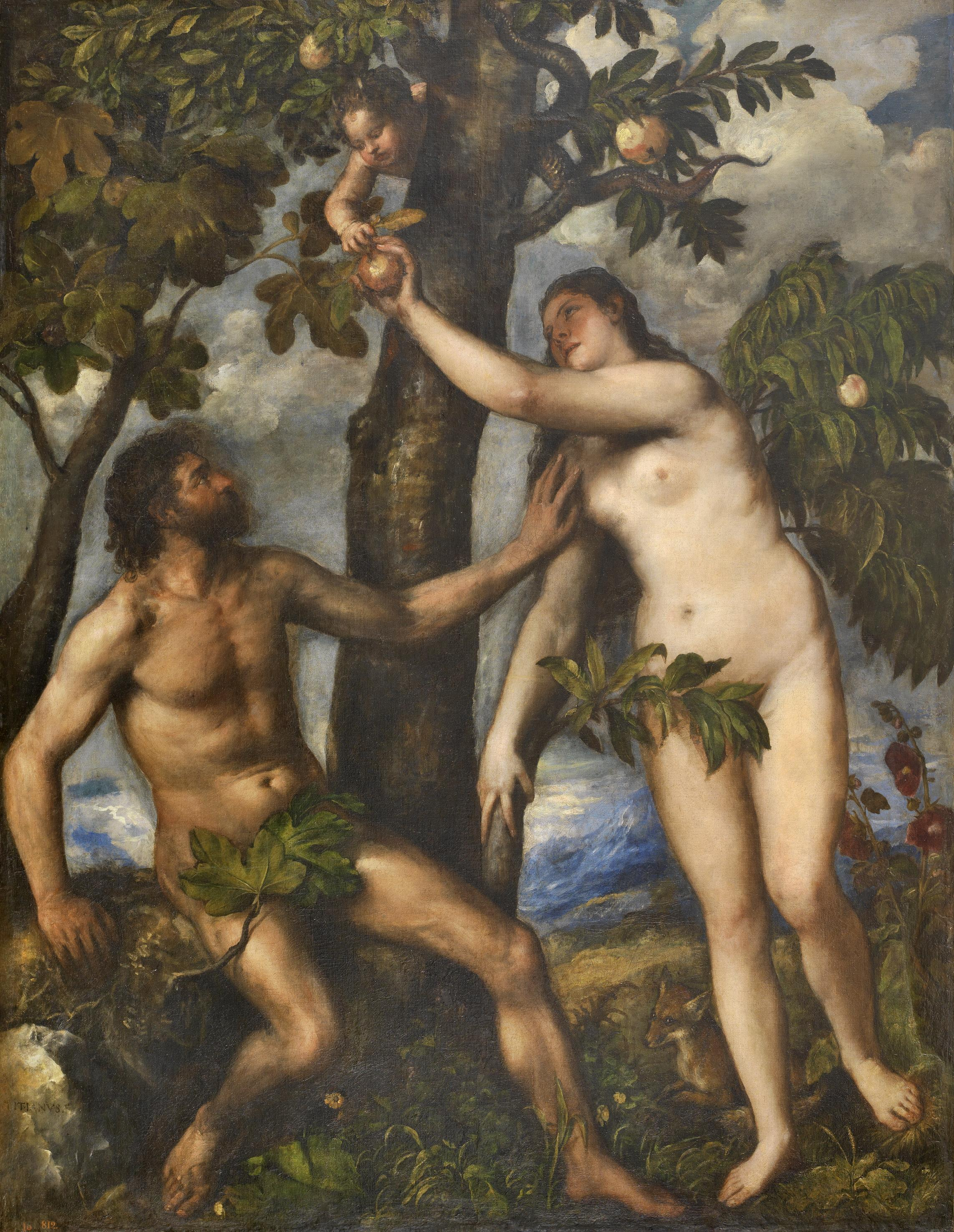
Adam et Ève (Tizian) (Titien).
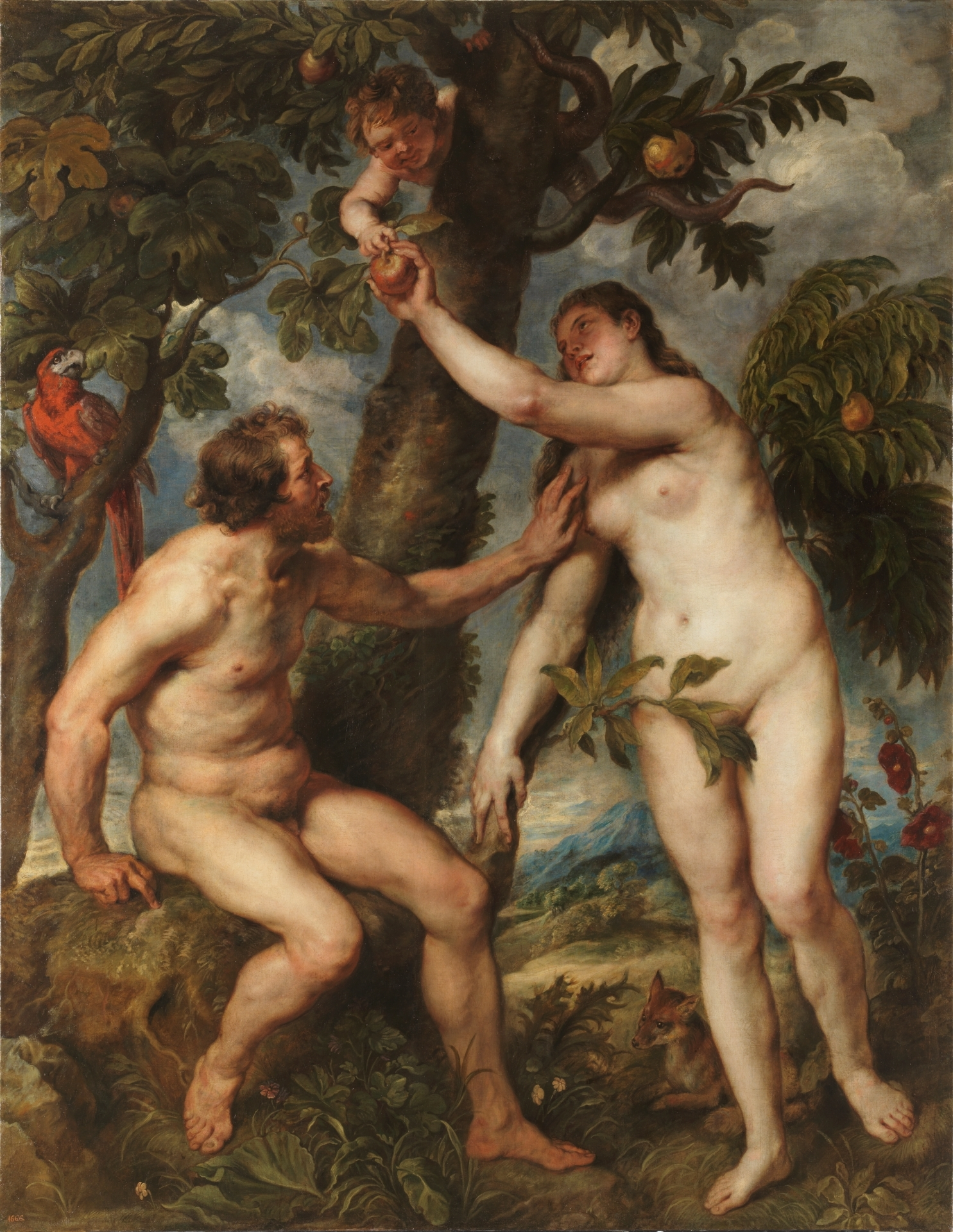
Adam et Ève (Rubens) (Pierre Paul Rubens).
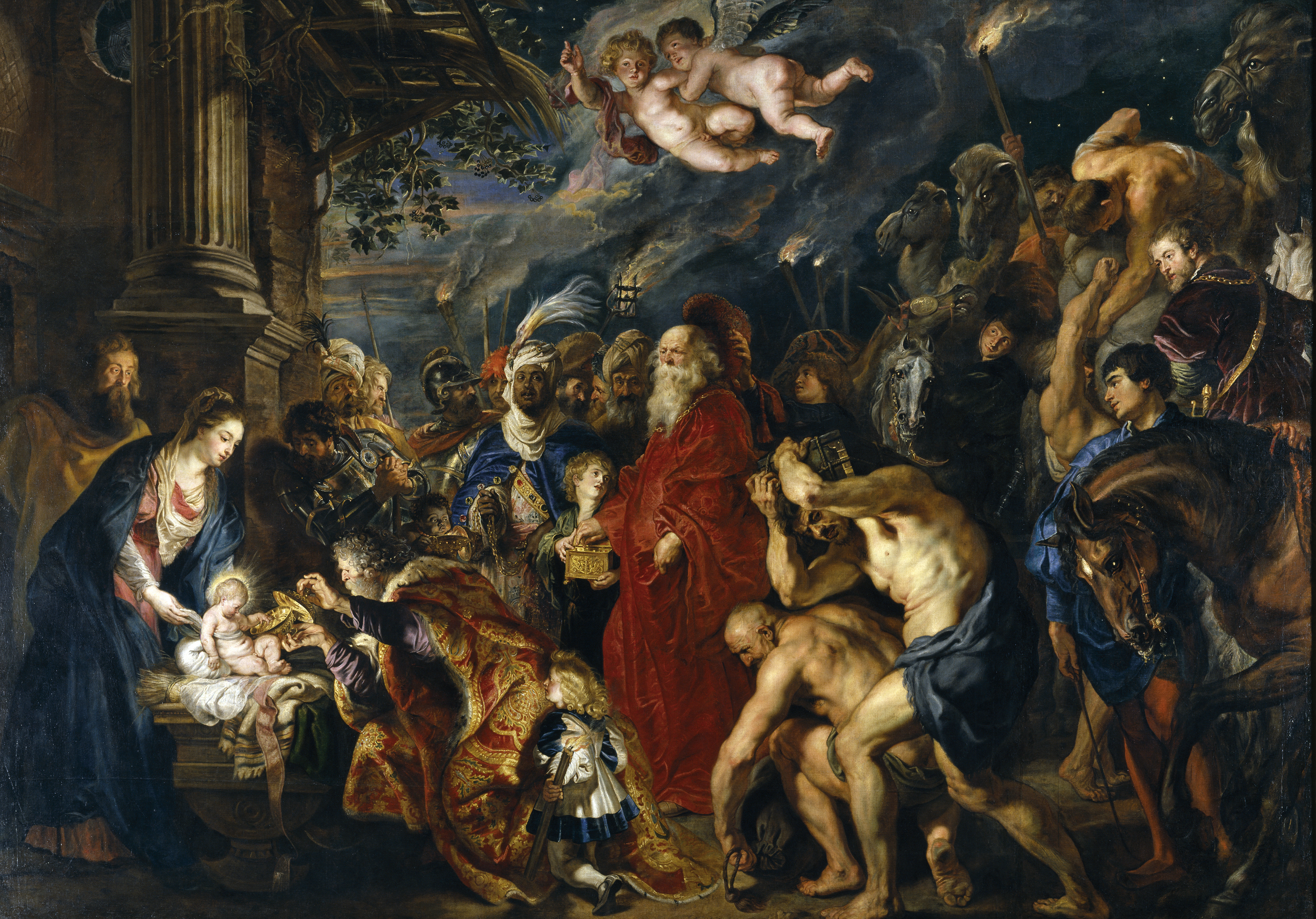
L'Adoration des mages (Rubens) (Pierre Paul Rubens).
Les Trois Grâces (Rubens, 1639) (Pierre Paul Rubens).
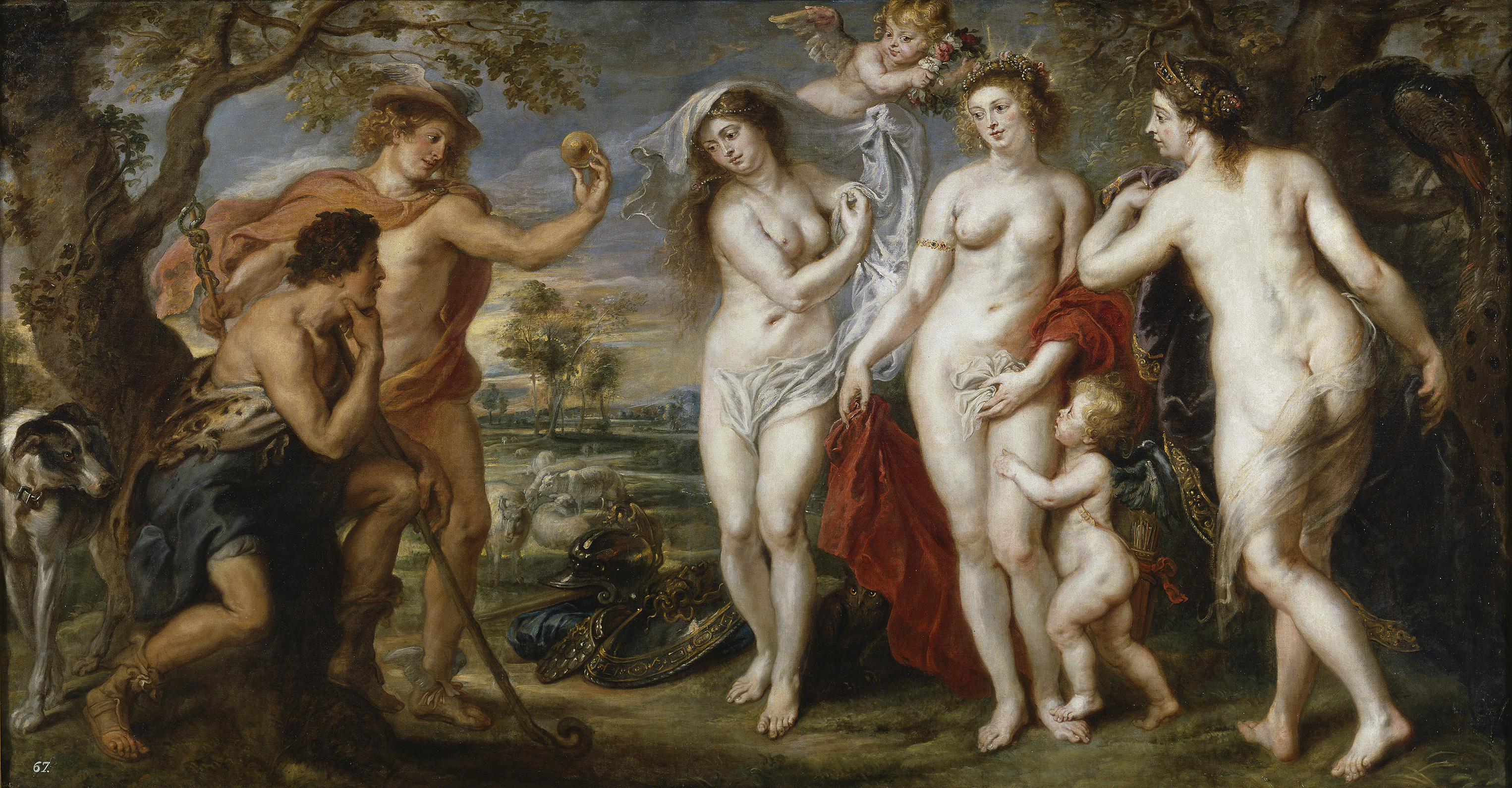
Le Jugement de Pâris (Rubens) (Pierre Paul Rubens).
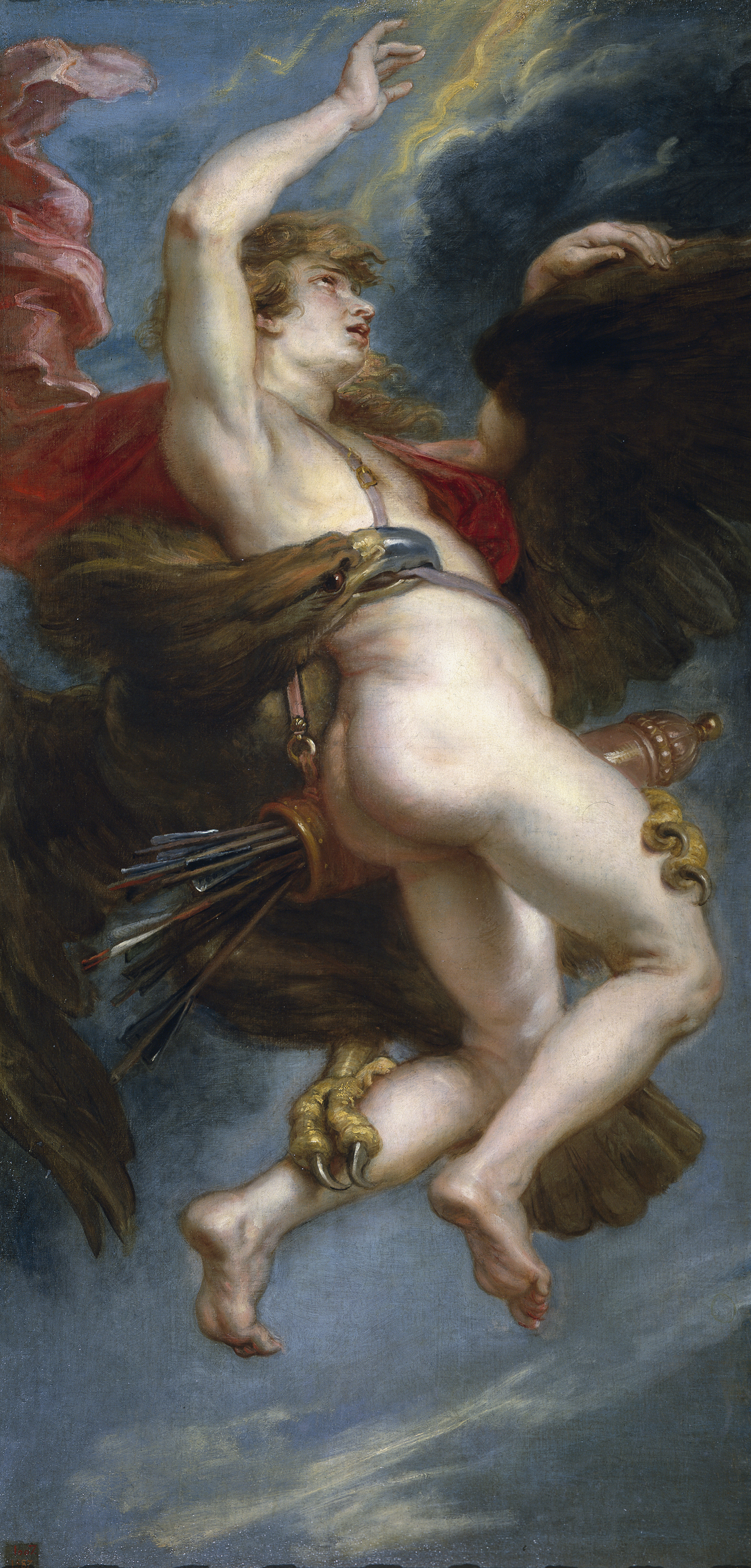
L'Enlèvement de Ganymède (Pierre Paul Rubens).
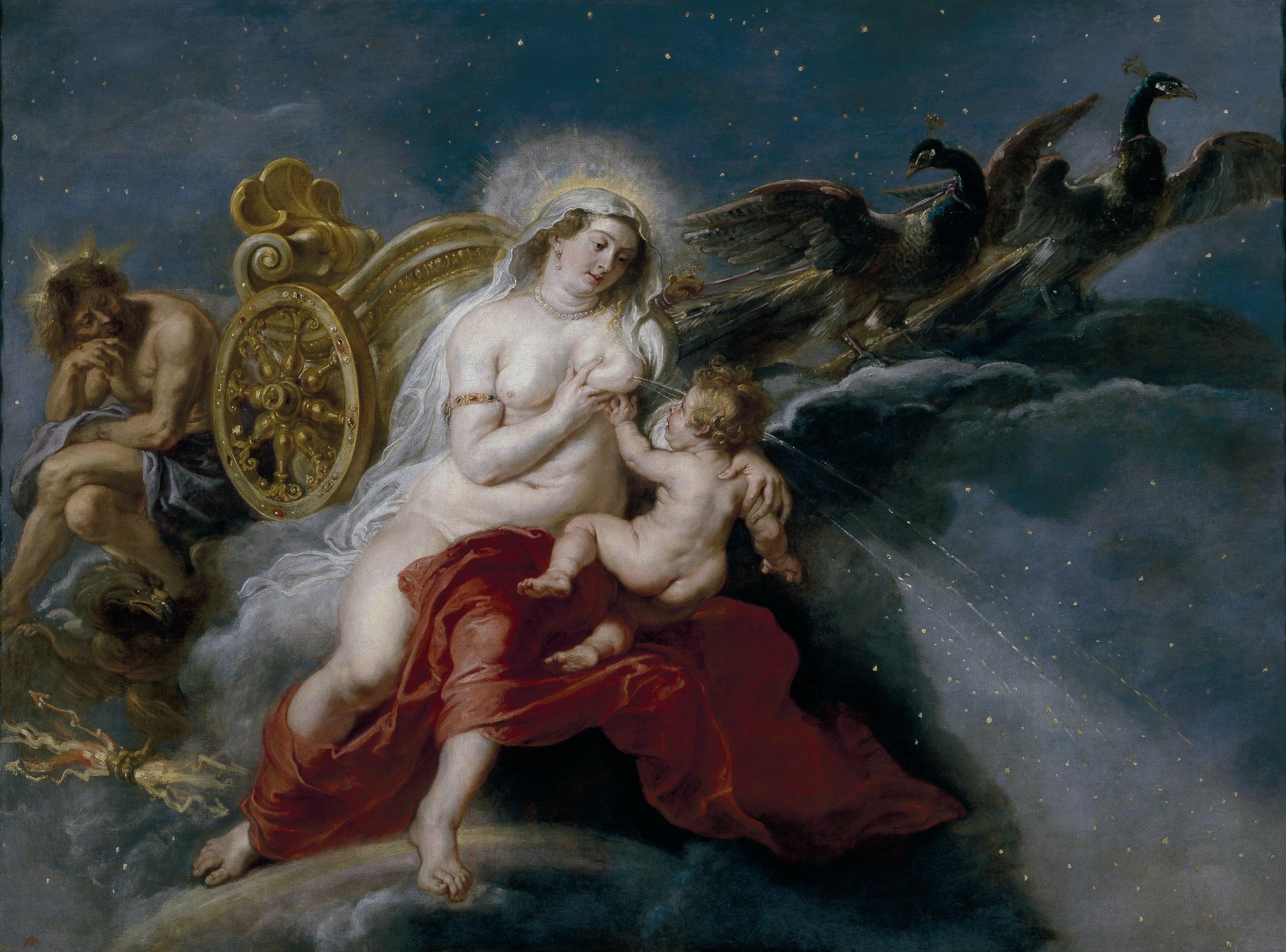
L'Origine de la Voie lactée (Rubens) (Pierre Paul Rubens).
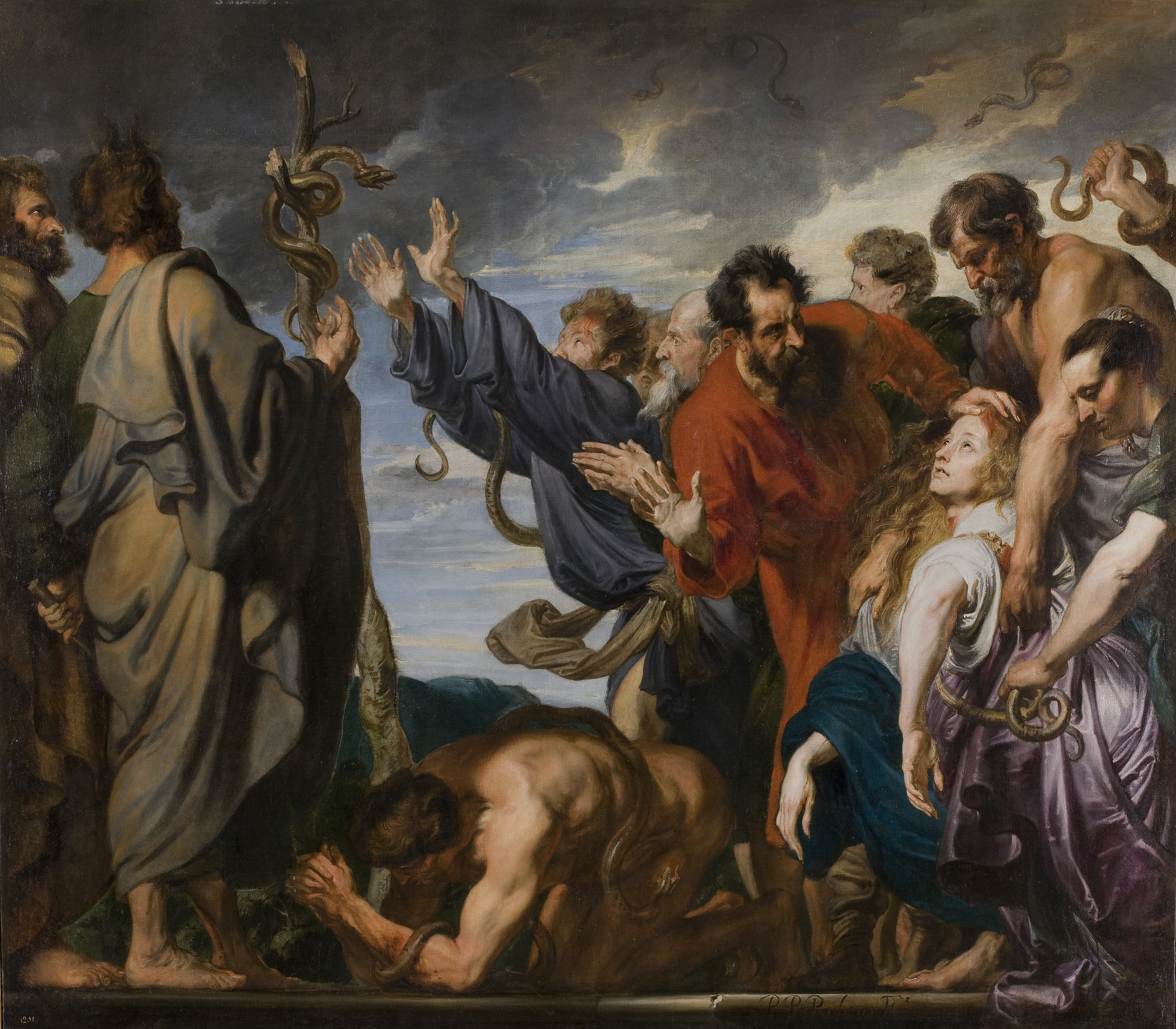
Moïse et le serpent d'airain (Anthony van Dyck).
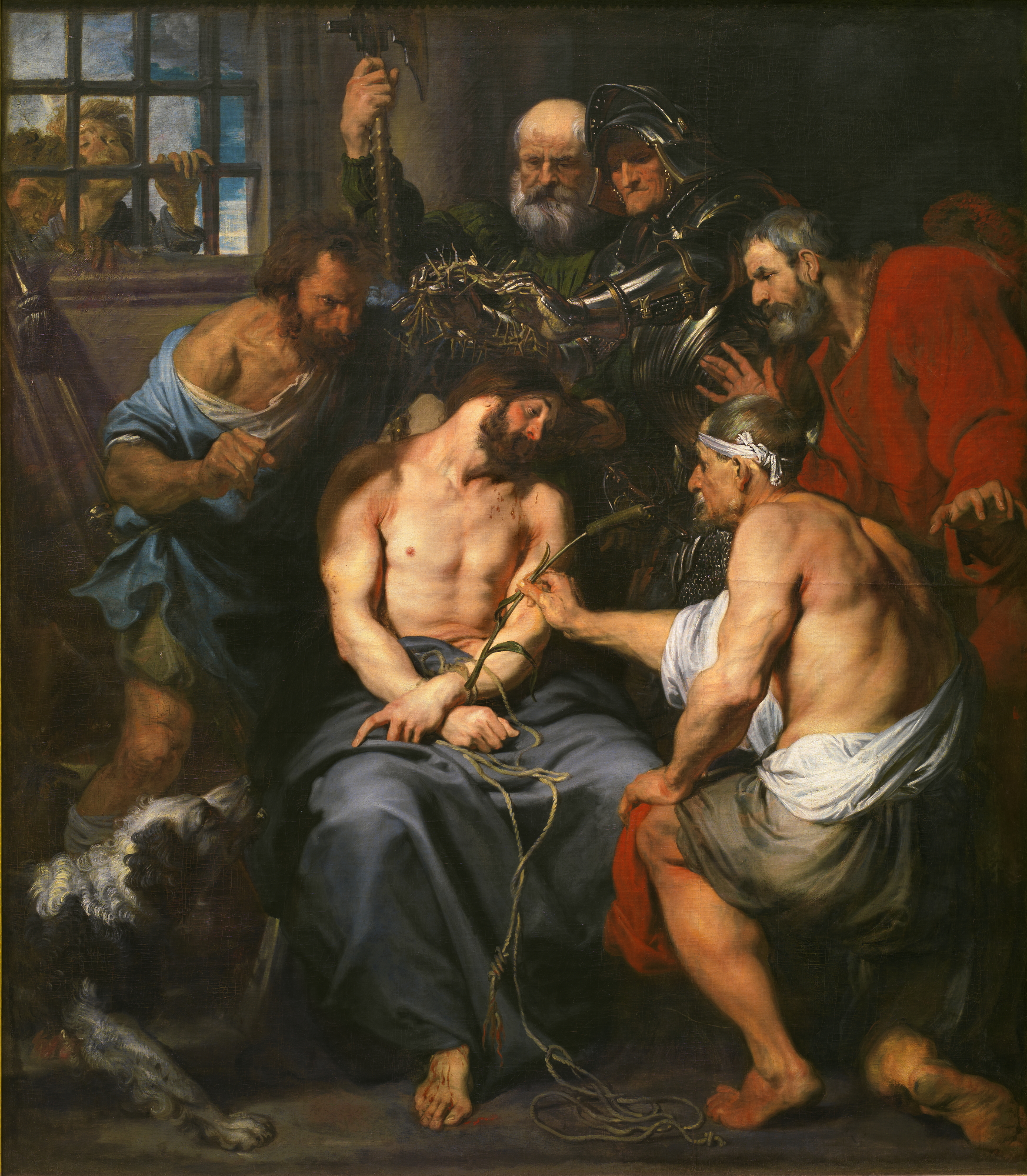
Le Couronnement d'épines (van Dyck) (Anthony van Dyck).
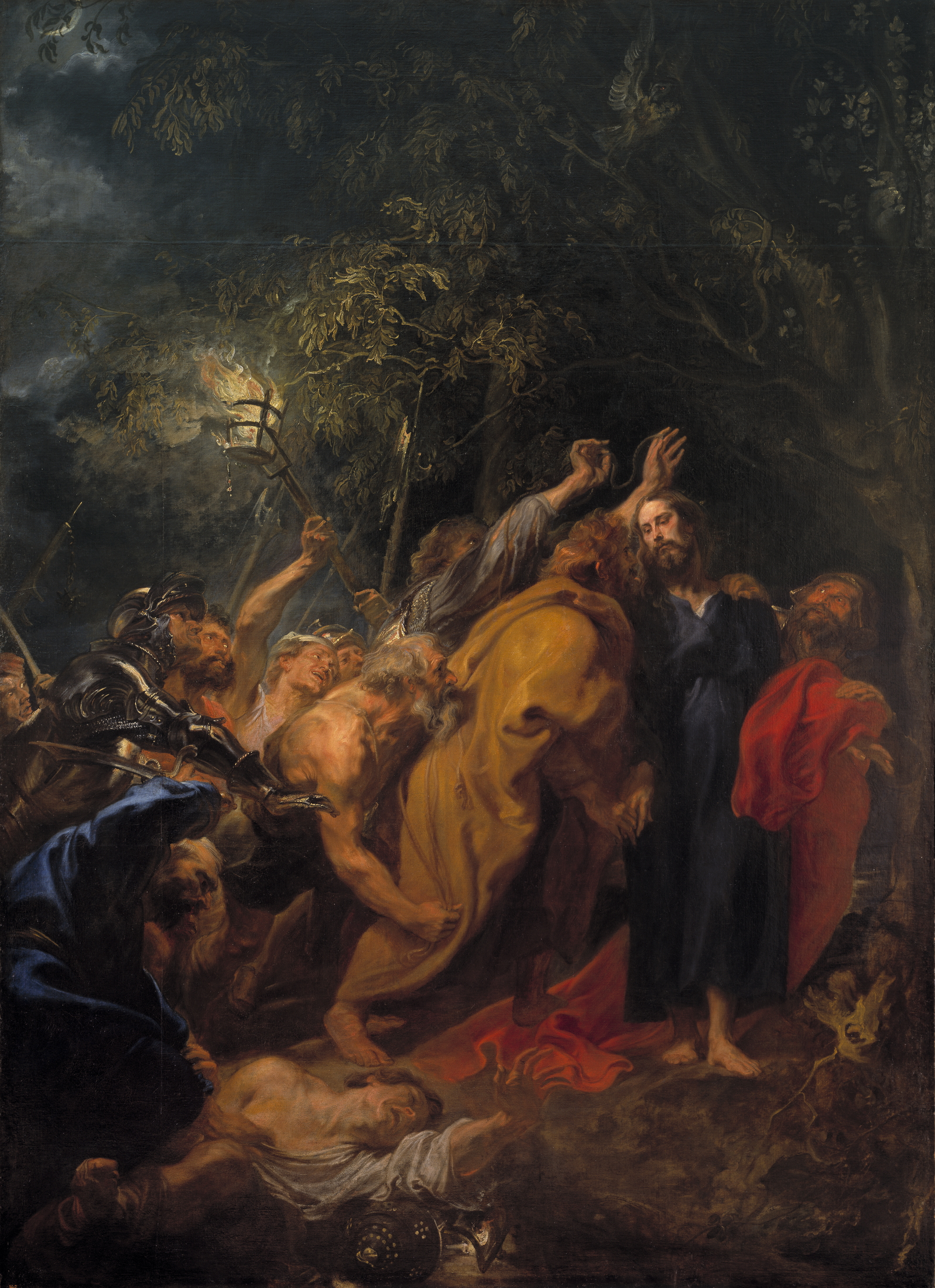
La trahison du Christ (van Dyck, Madrid) (Anthony van Dyck).
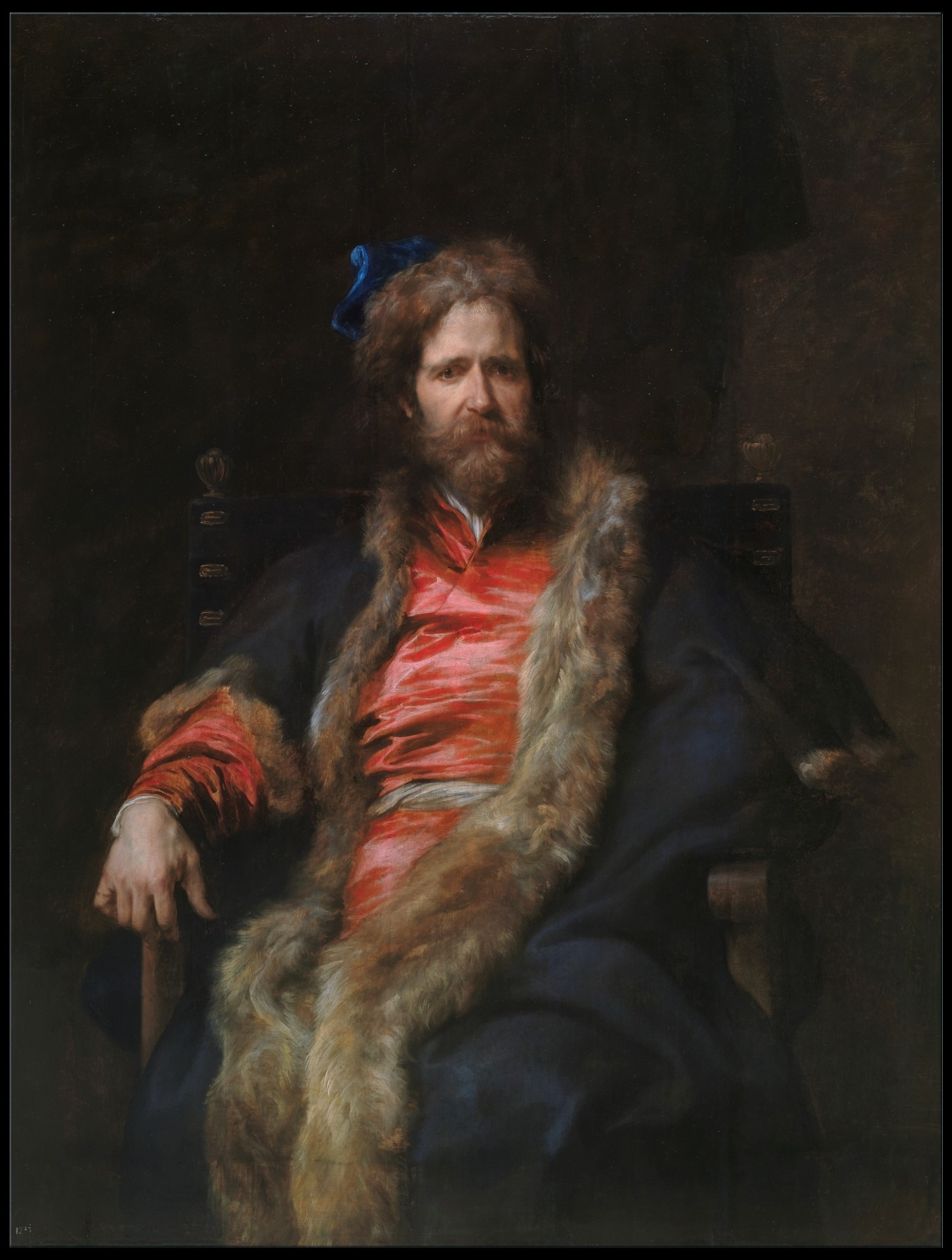
Le peintre Martin Ryckaert (Anthony van Dyck).
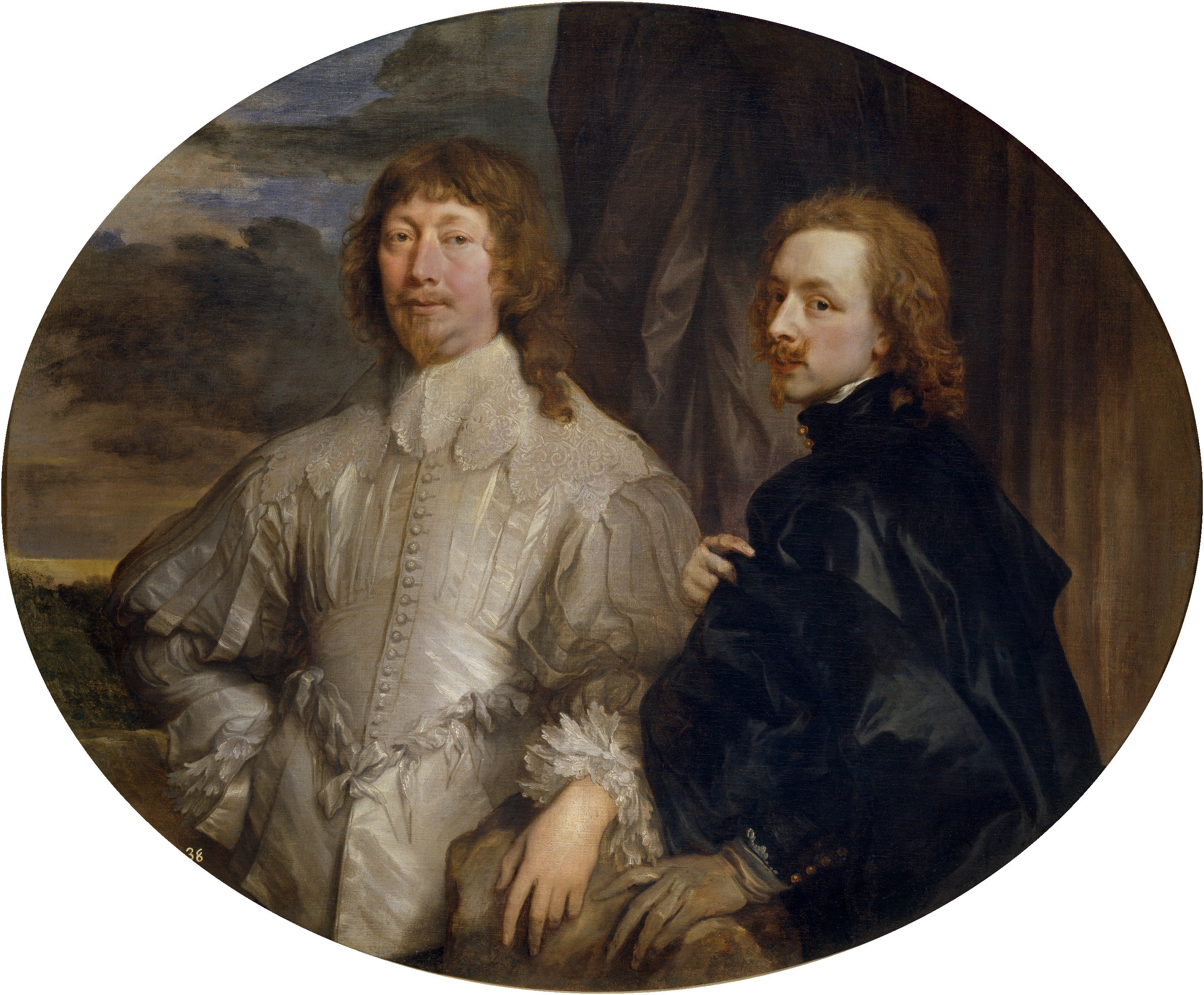
Sir Endymion Porter et Antoine van Dyck (Anthony van Dyck).
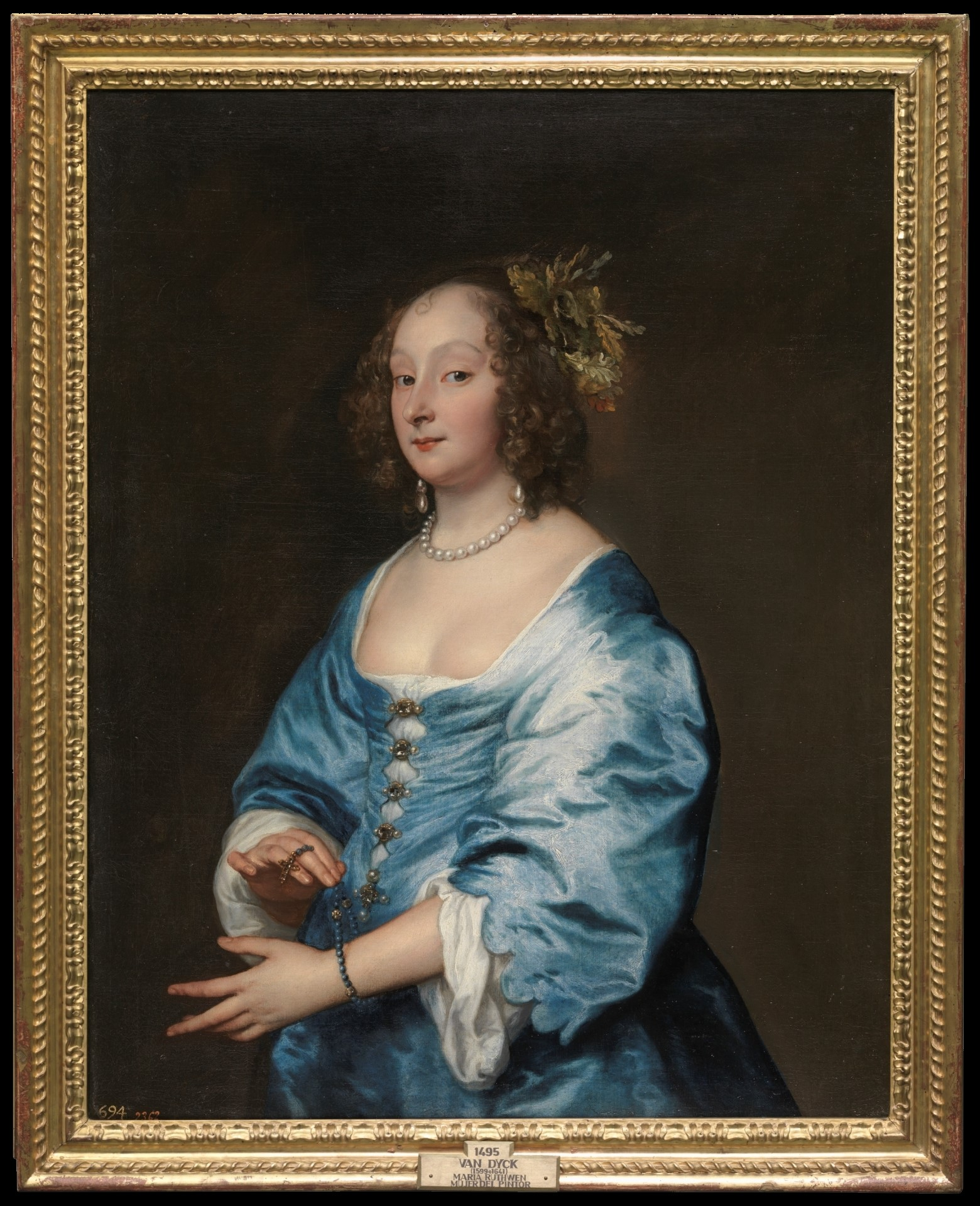
Mary, Lady van Dyck (Anthony van Dyck).
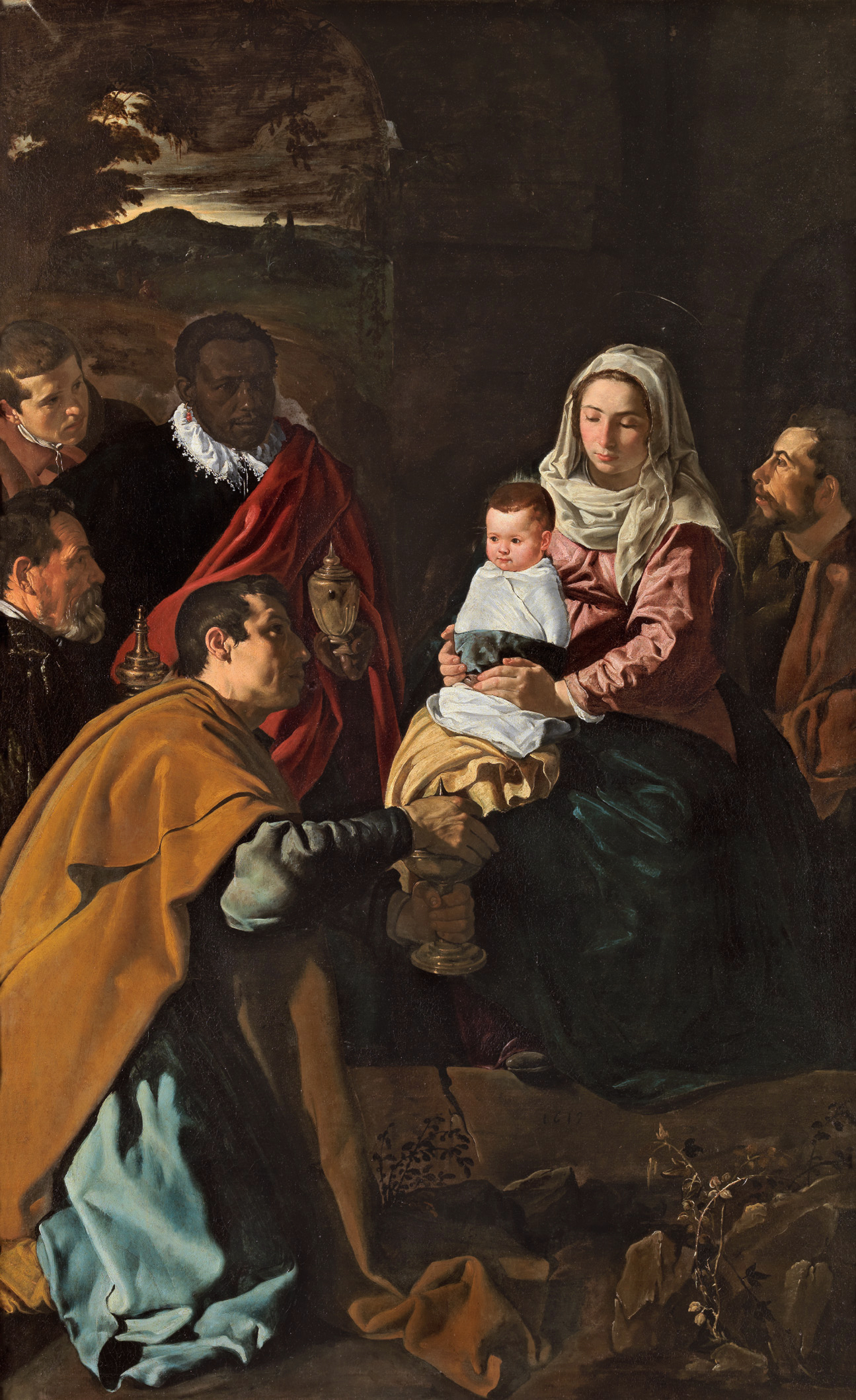
Adoration des Mages (Vélasquez) (Diego Vélasquez).
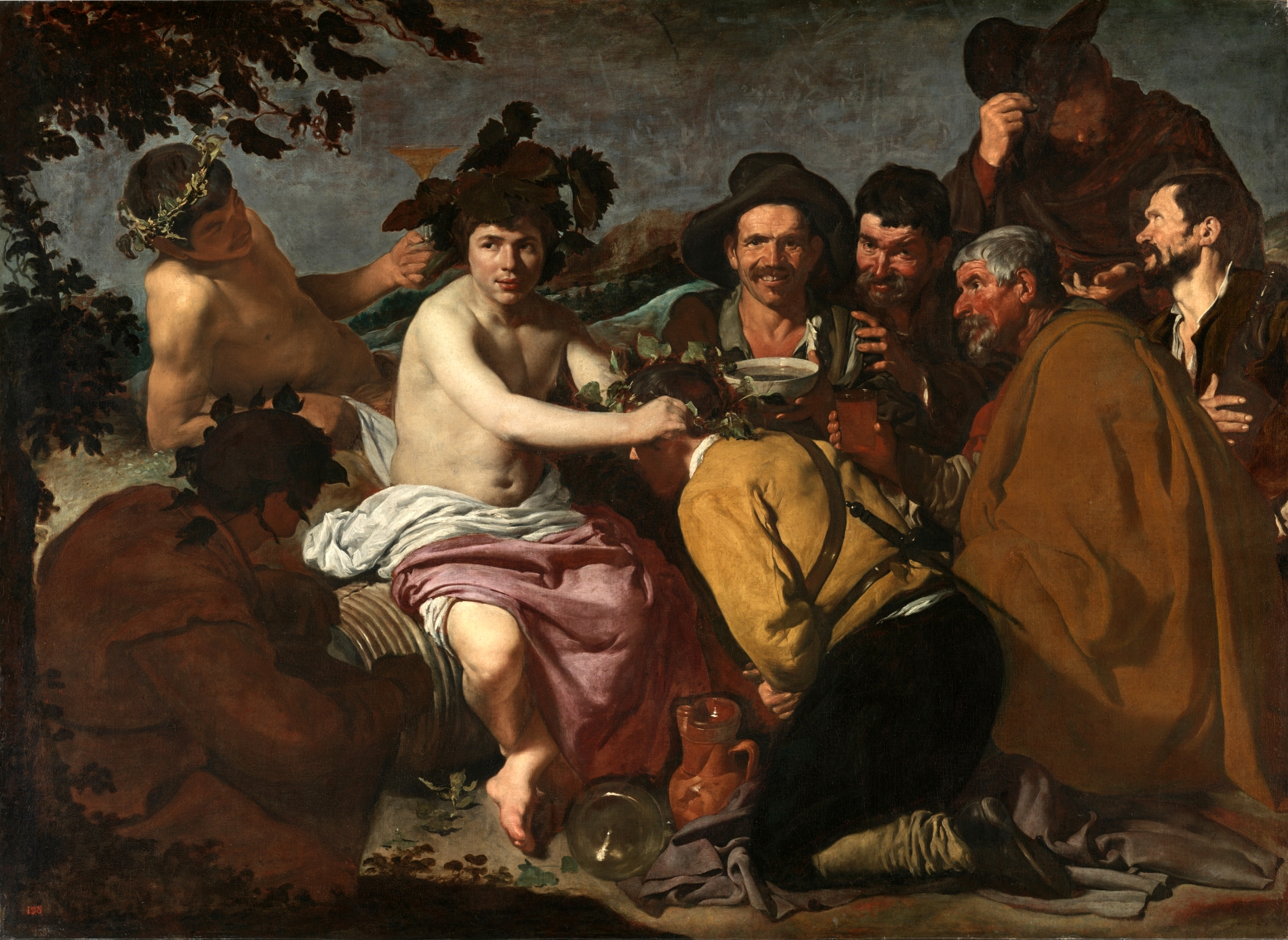
Le Triomphe de Bacchus (Diego Vélasquez).
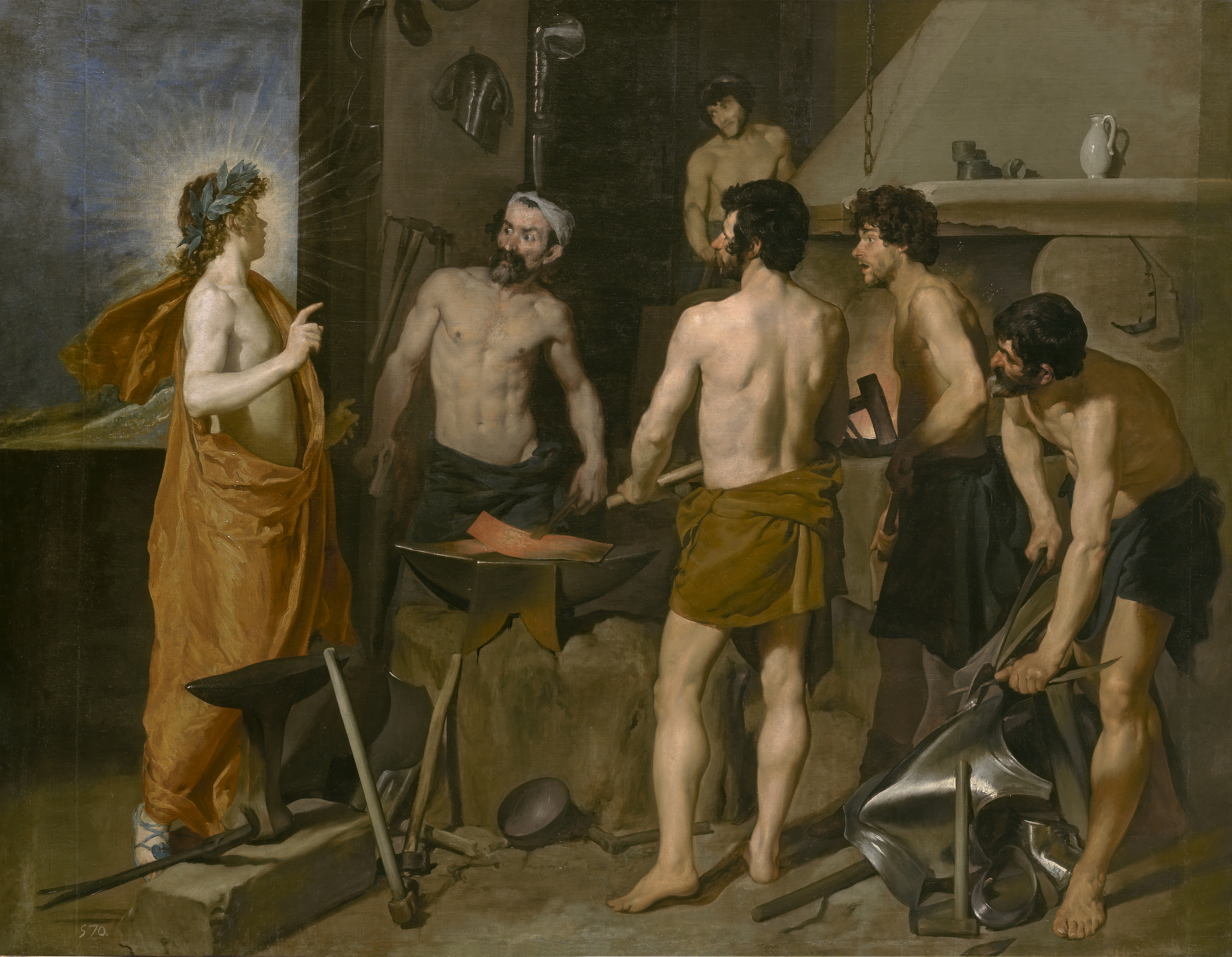
La Forge de Vulcain (Vélasquez) (Diego Vélasquez).
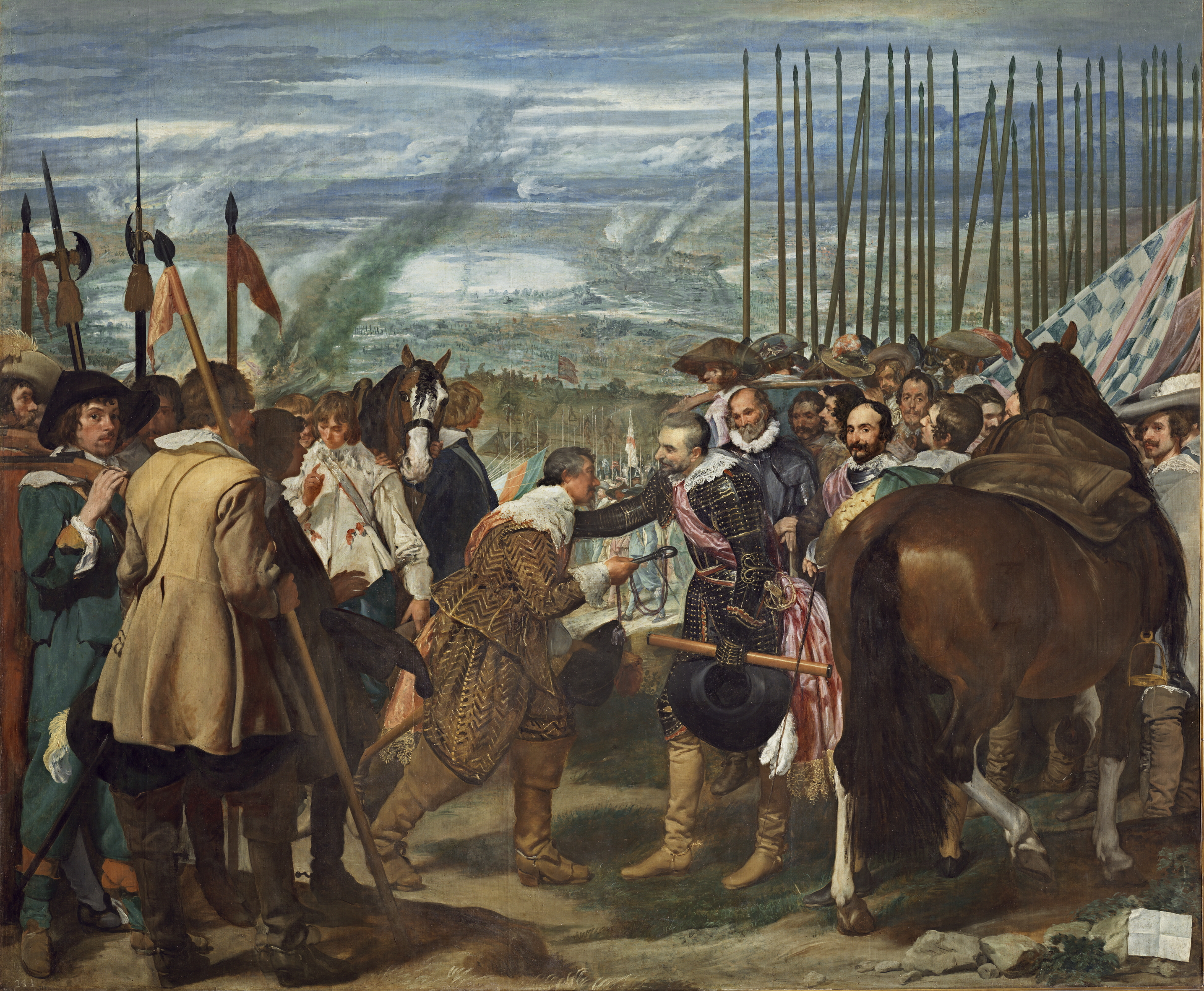
La Reddition de Bréda (Diego Vélasquez).
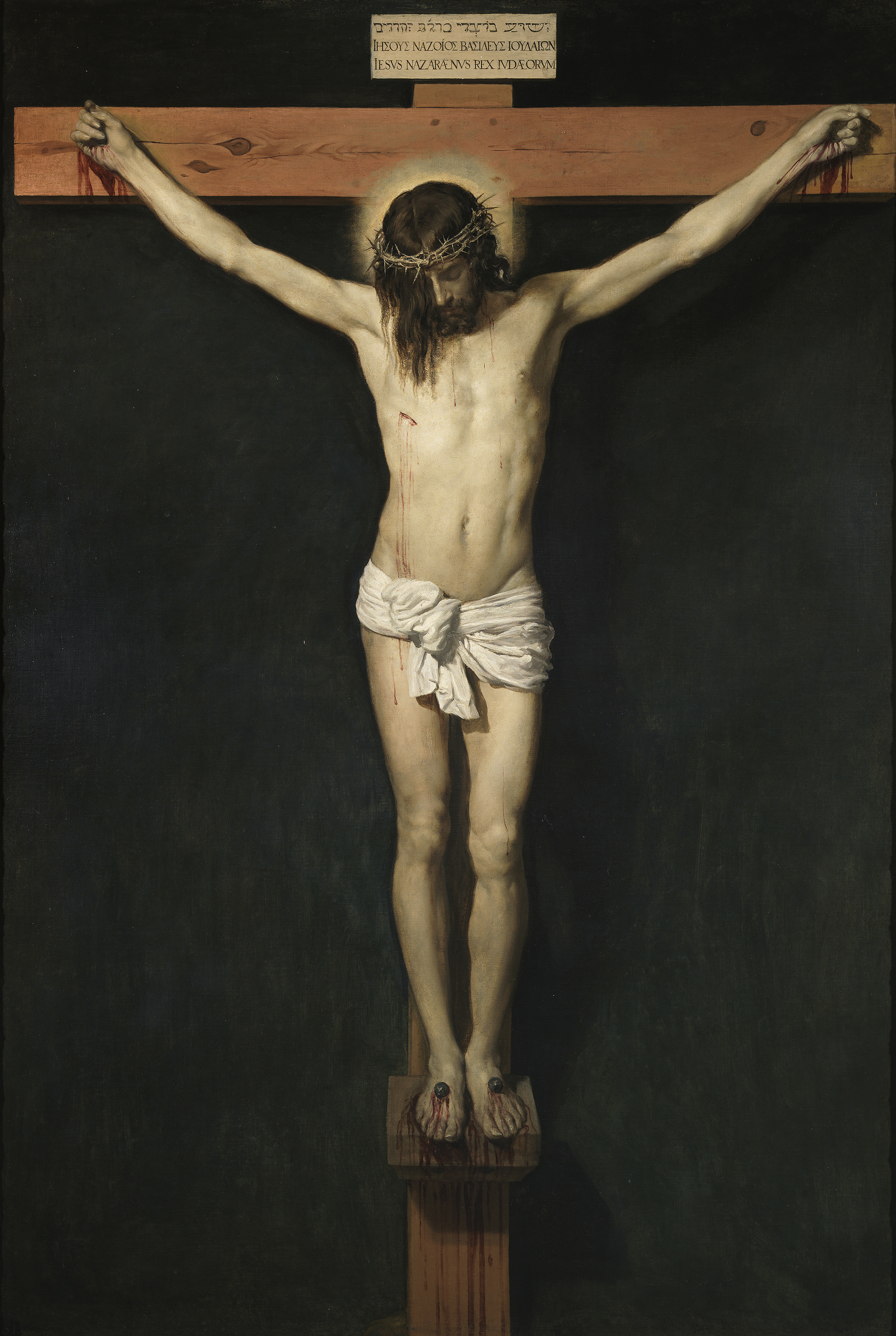
Christ crucifié (Vélasquez) (Diego Vélasquez).
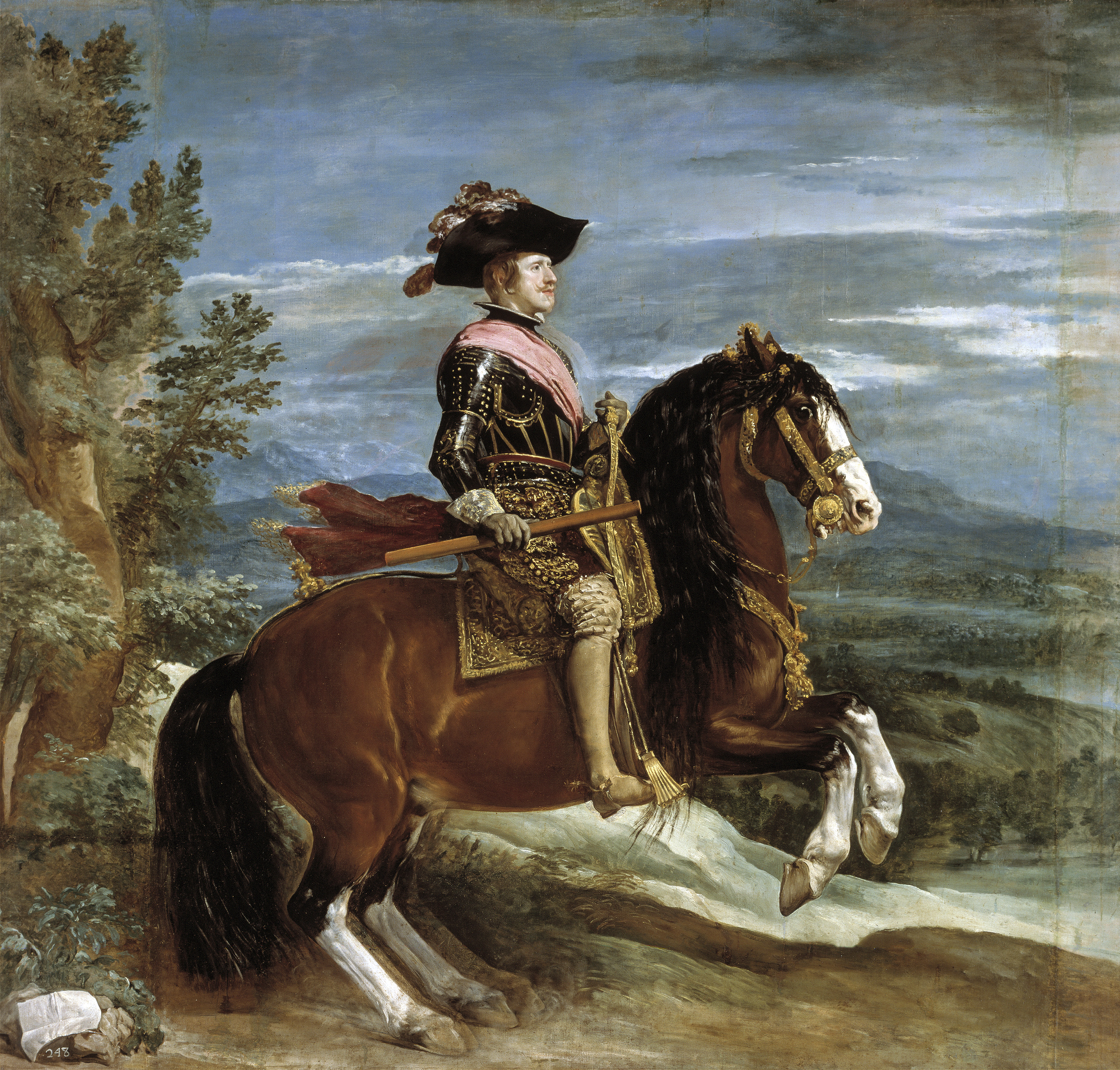
Philippe IV à cheval (Diego Vélasquez).
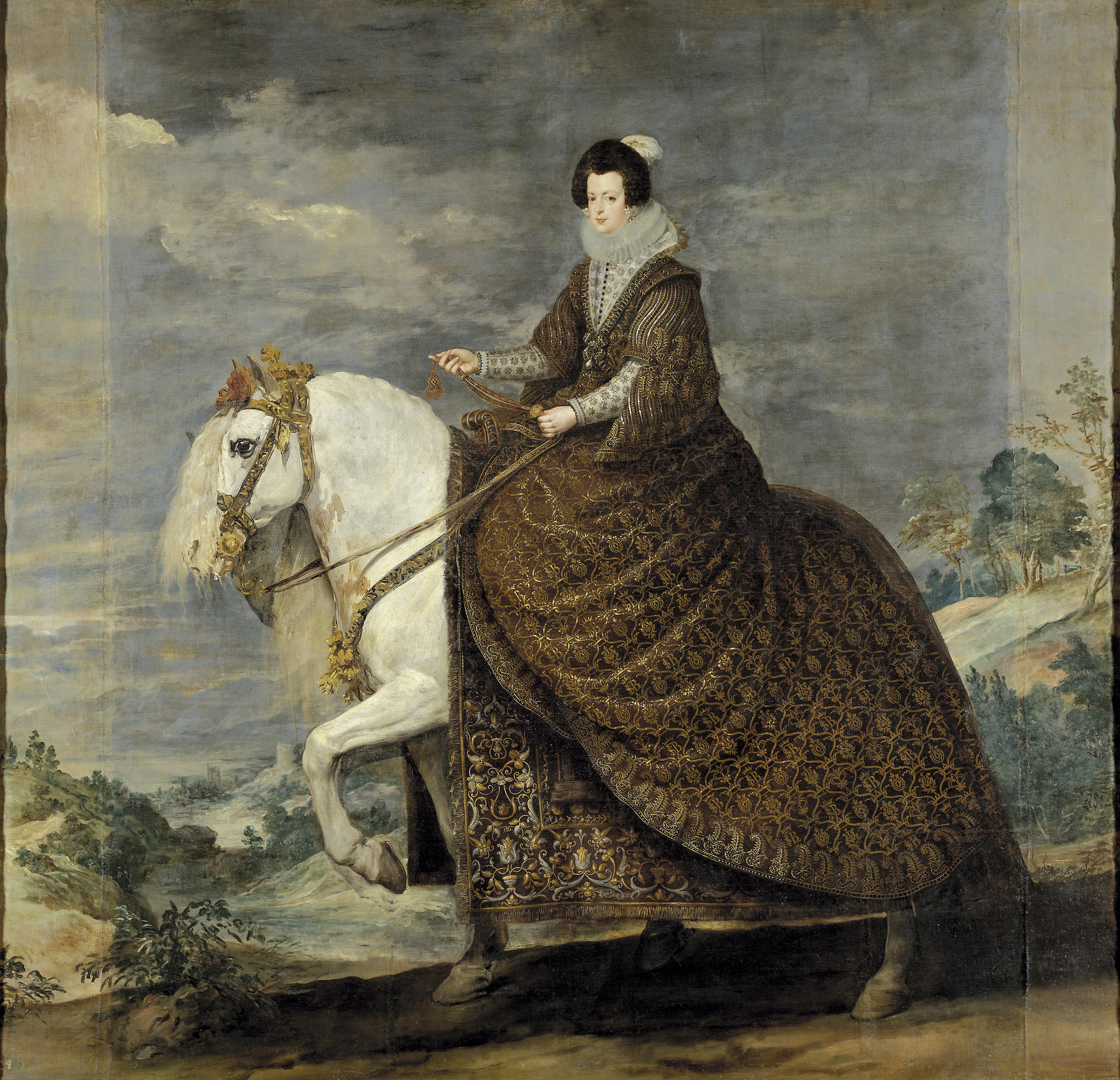
La Reine Isabelle de France à cheval (Diego Vélasquez).
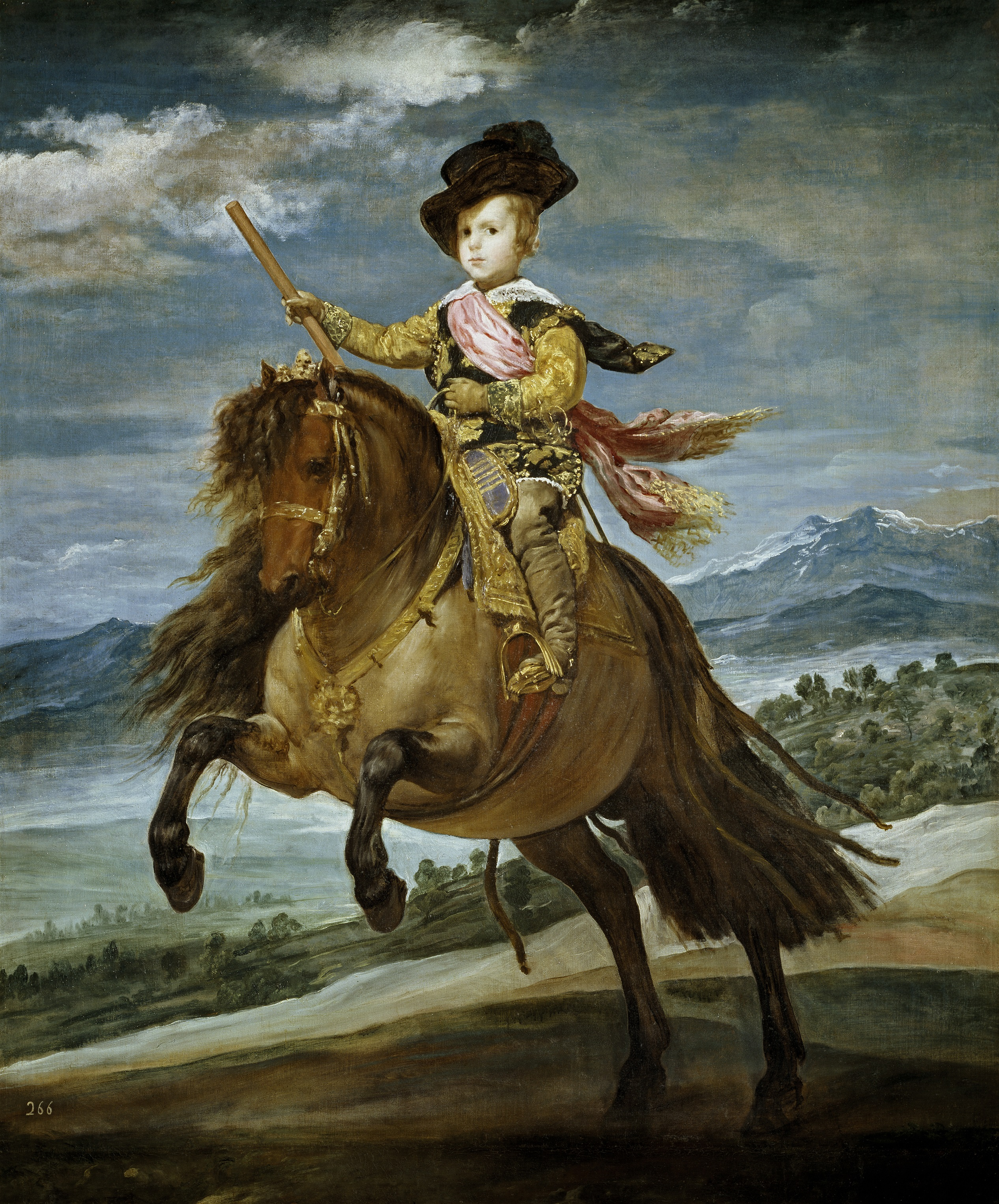
Le Prince Balthazar Carlos à cheval (Diego Vélasquez).
- Gaspar de Guzmán, comte-duc d'Olivares, à cheval (Diego Vélasquez).
El bufón el Primo (Diego Vélasquez).
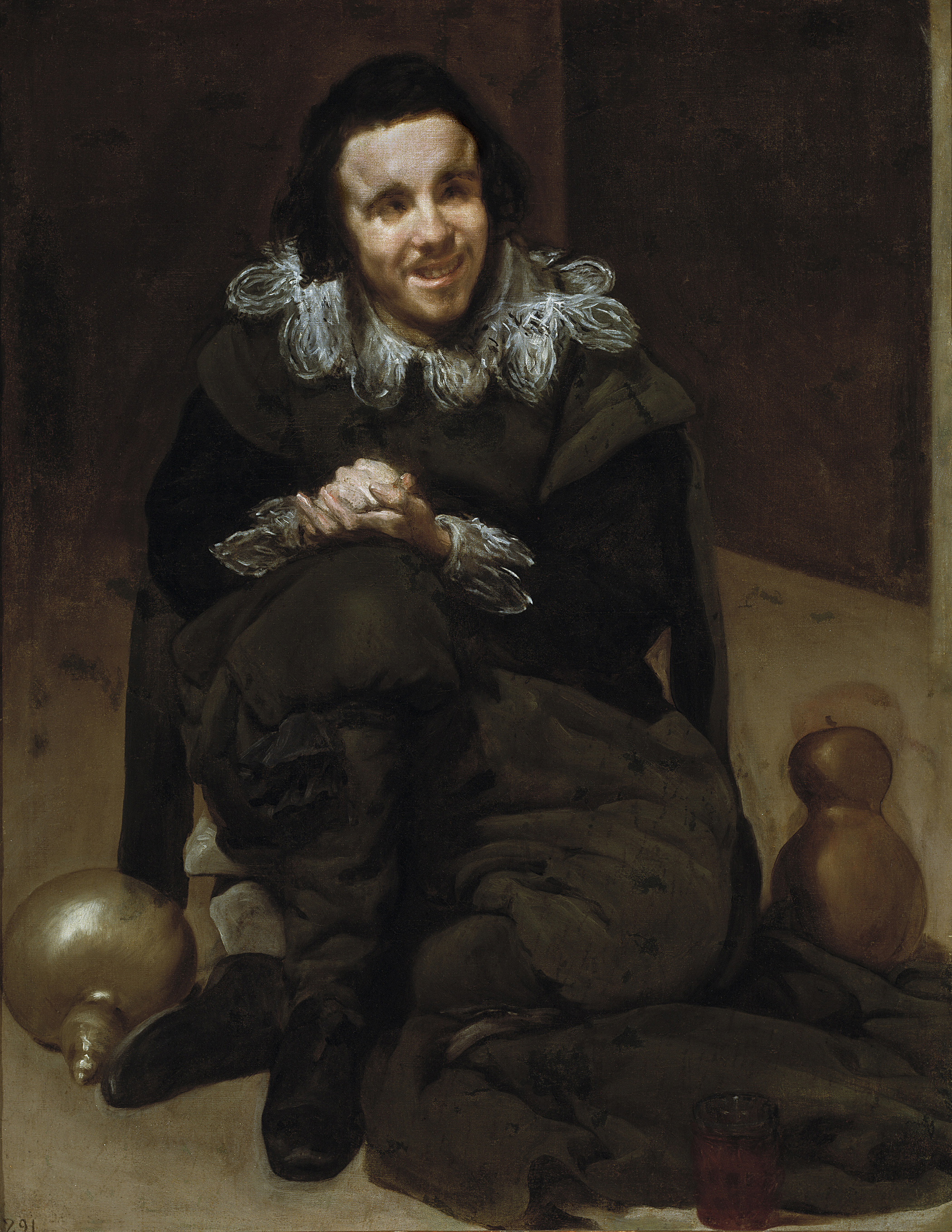
Le Bouffon Calabacillas (Vélasquez, Madrid) (Diego Vélasquez).
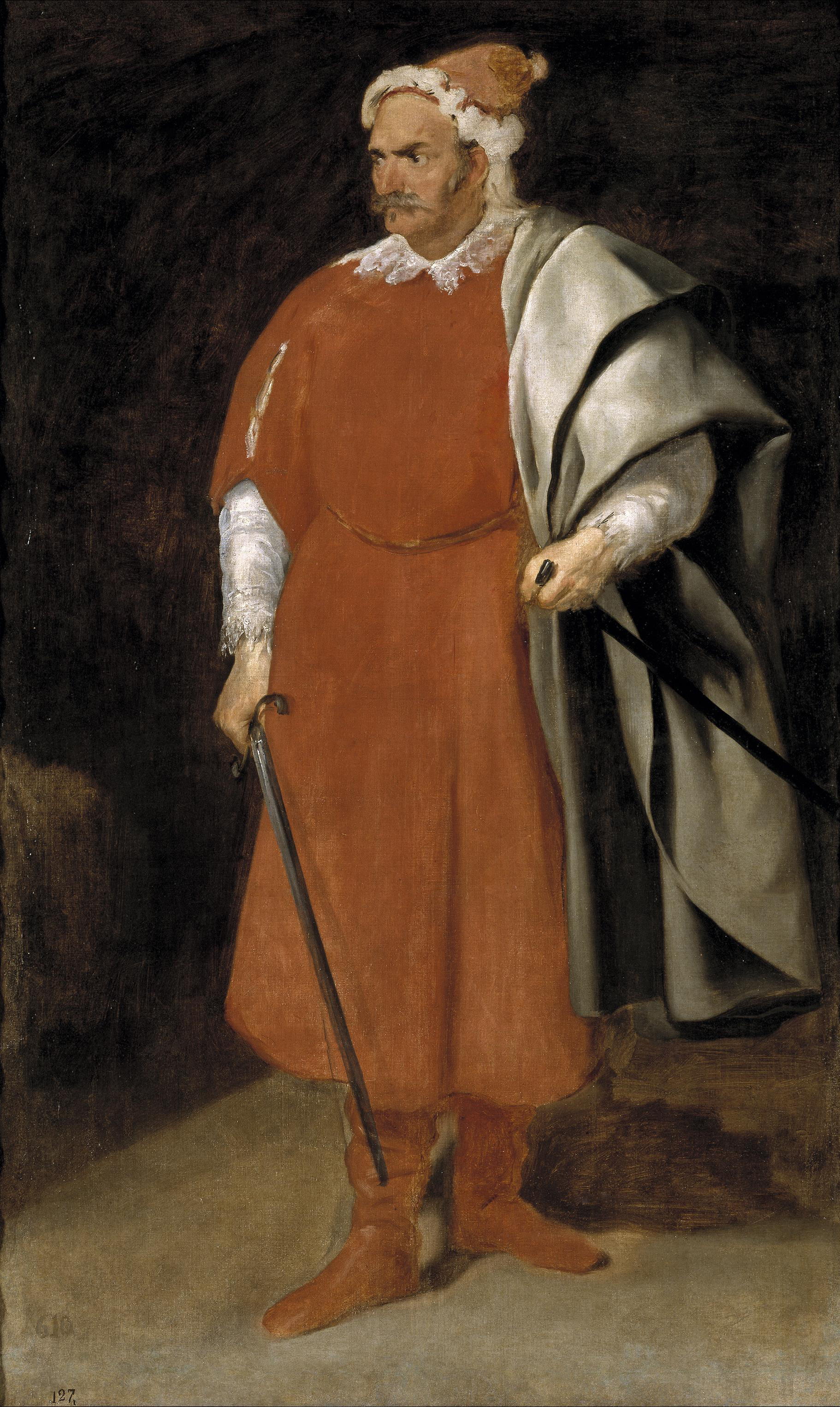
Le Bouffon don Diego de Acedo, le Cousin (Diego Vélasquez).
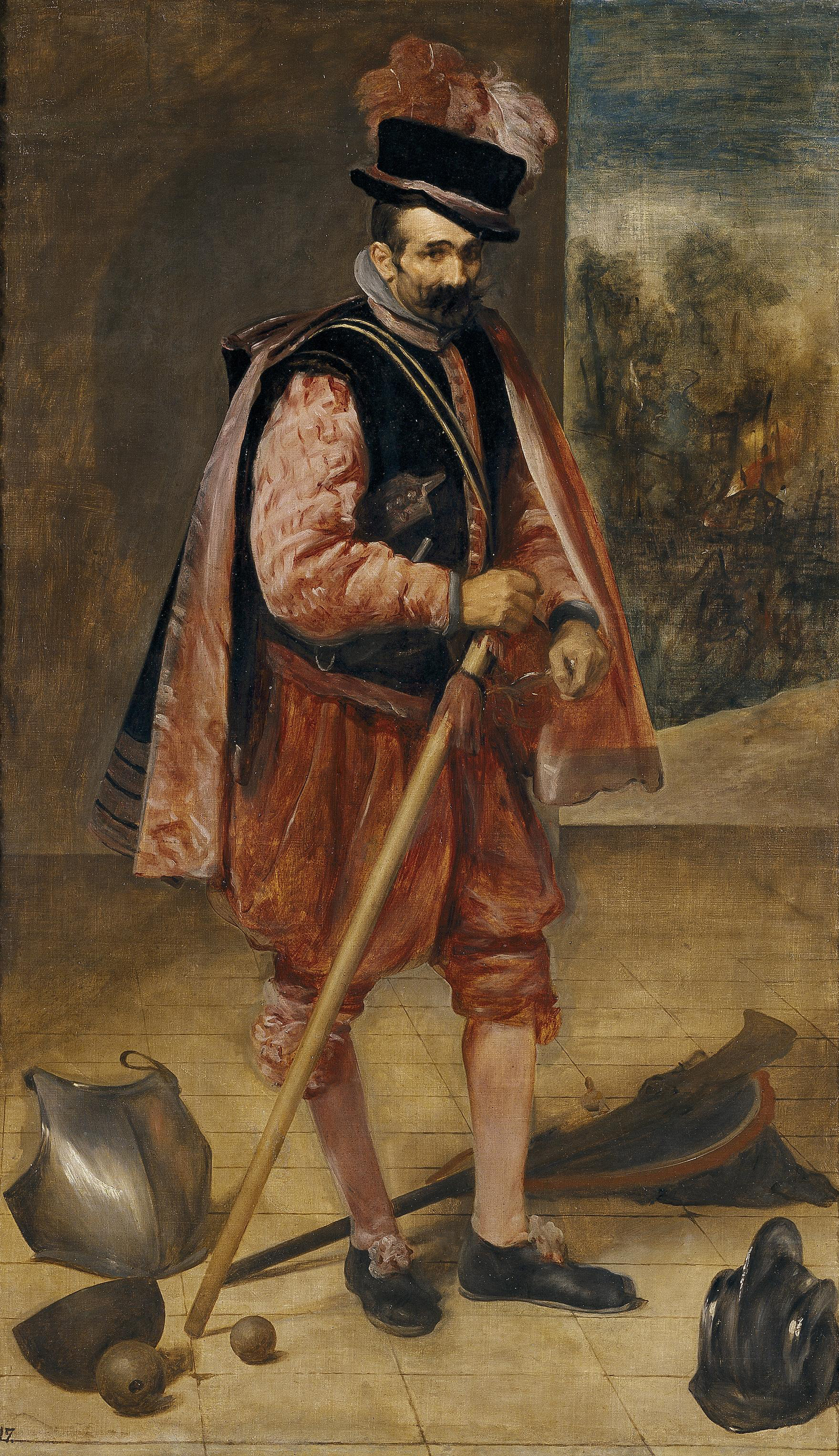
Le Bouffon Barberousse (Diego Vélasquez).
- Le Bouffon don Juan d'Autriche (Diego Vélasquez).
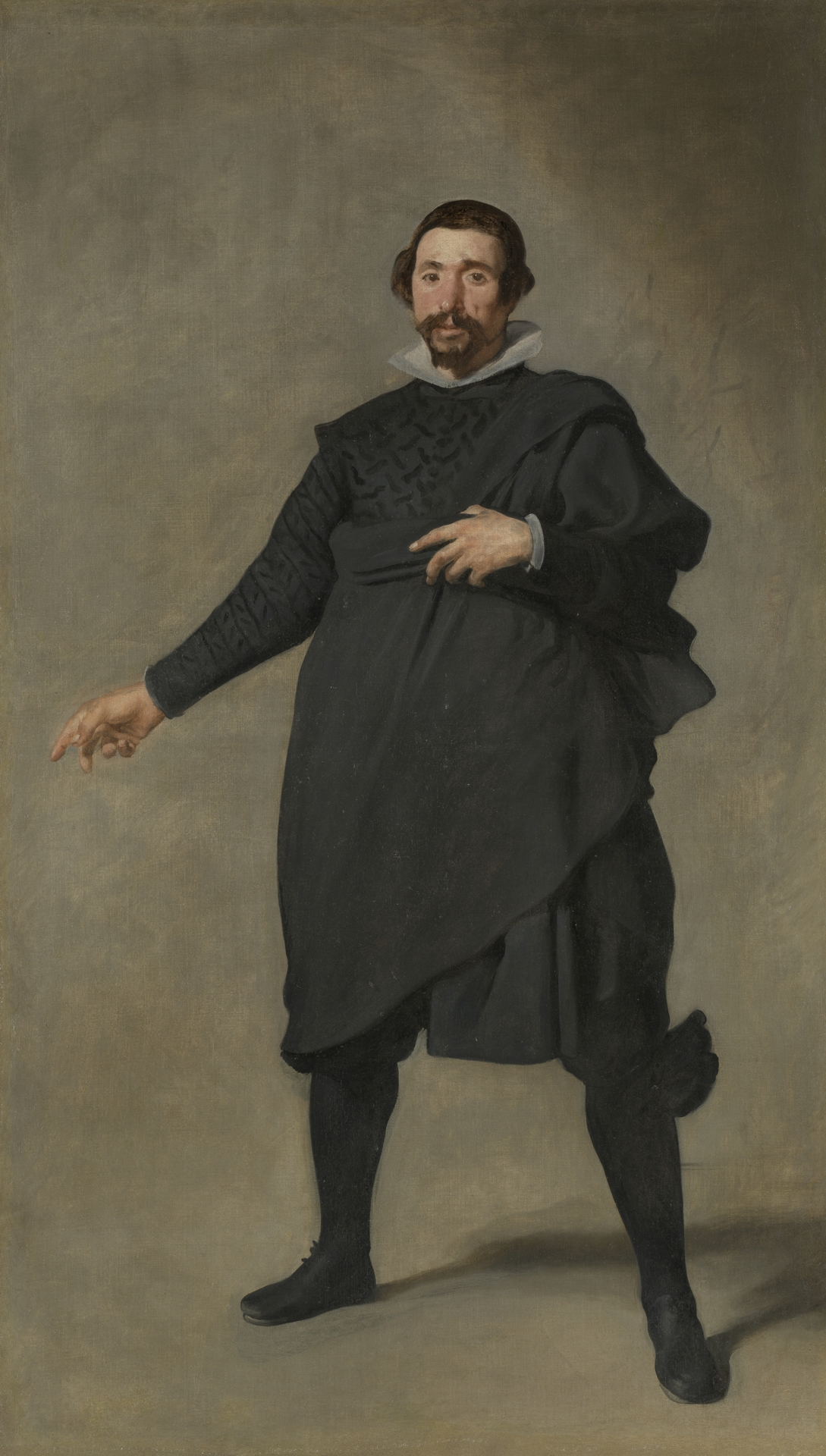
Pablo de Valladolid (Diego Vélasquez).
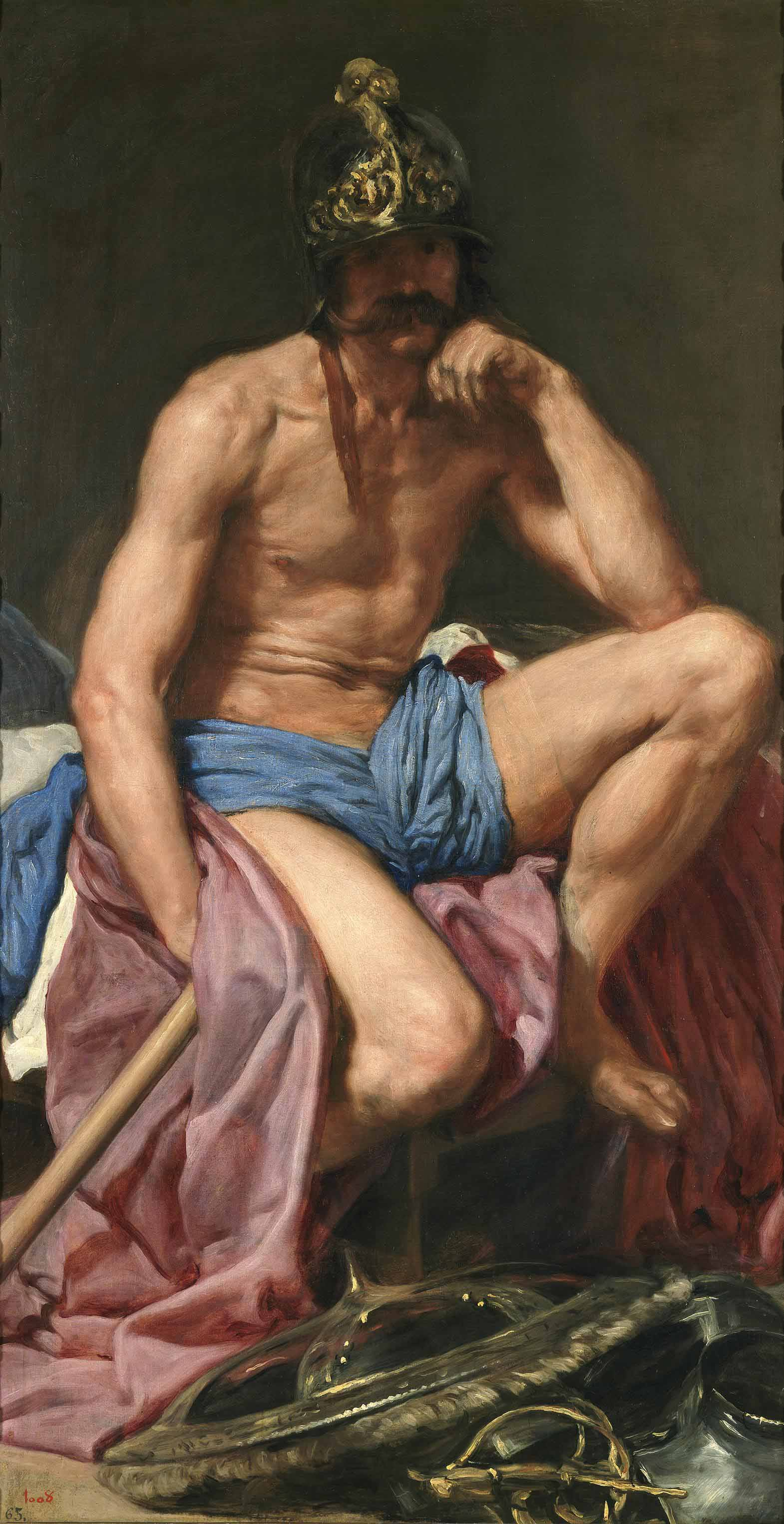
Repos de Mars (Diego Vélasquez).
Les Ménines (Diego Vélasquez).
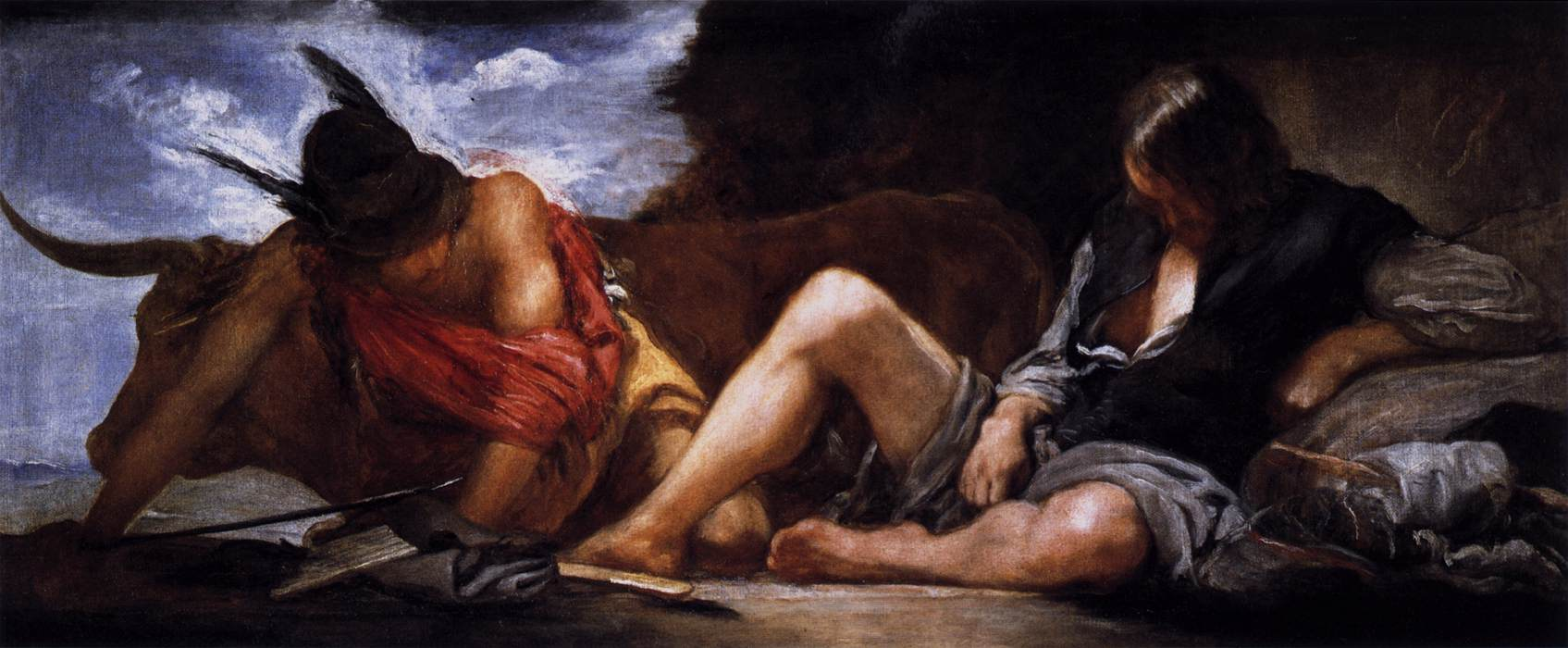
Mercure et Argos (Diego Vélasquez).
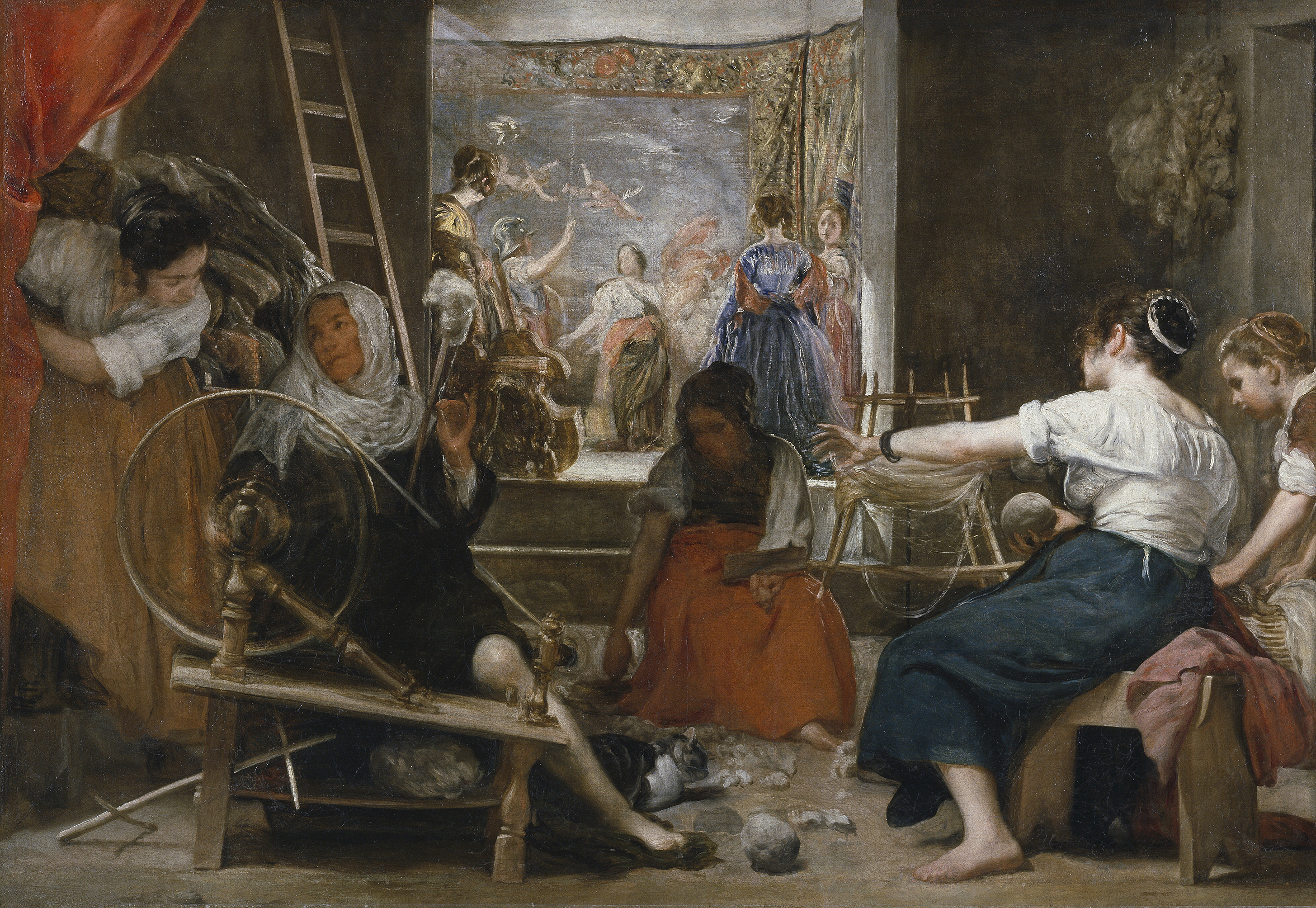
Les Fileuses (Diego Vélasquez).
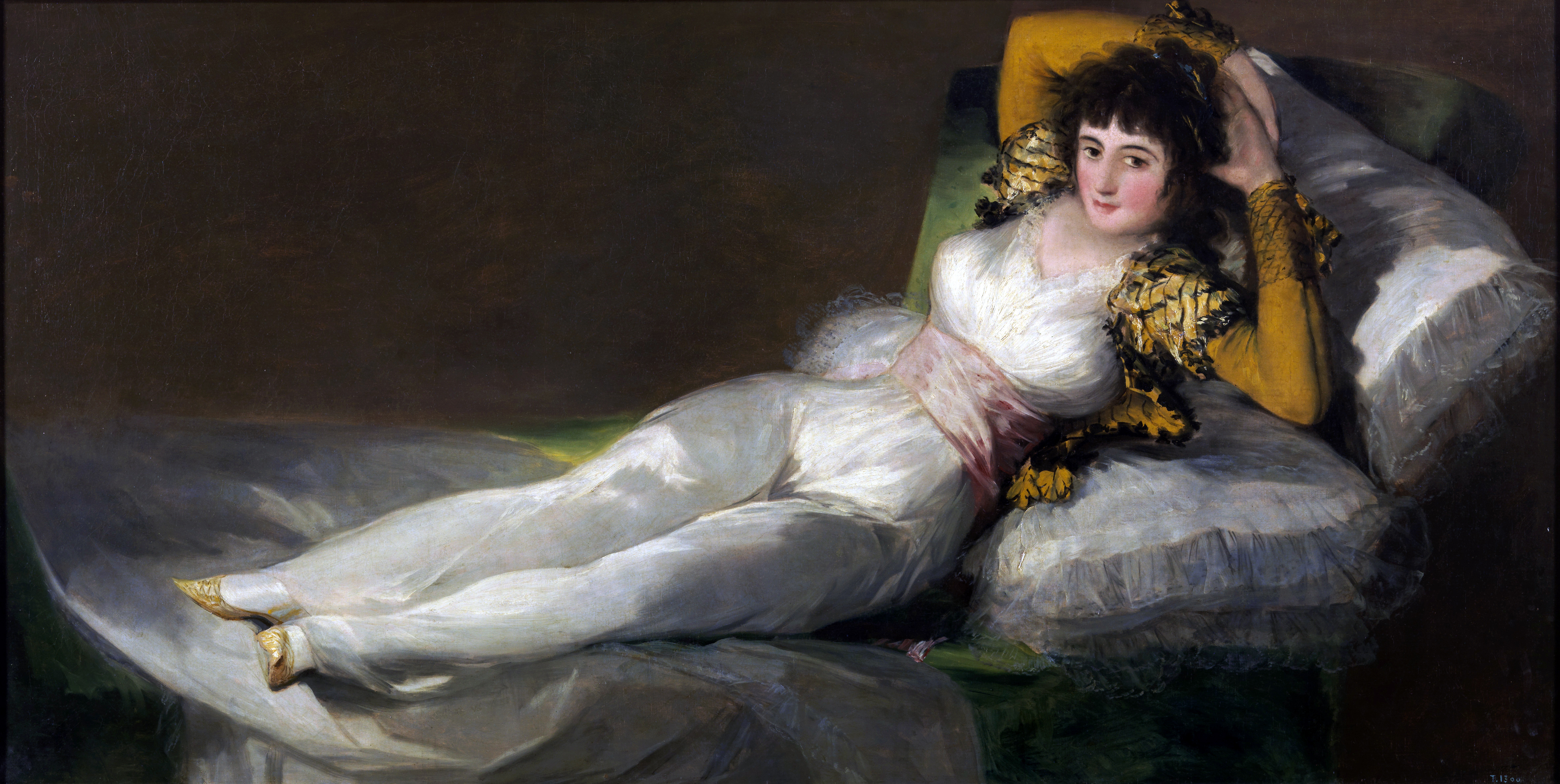
La Maja vêtue (Goya).
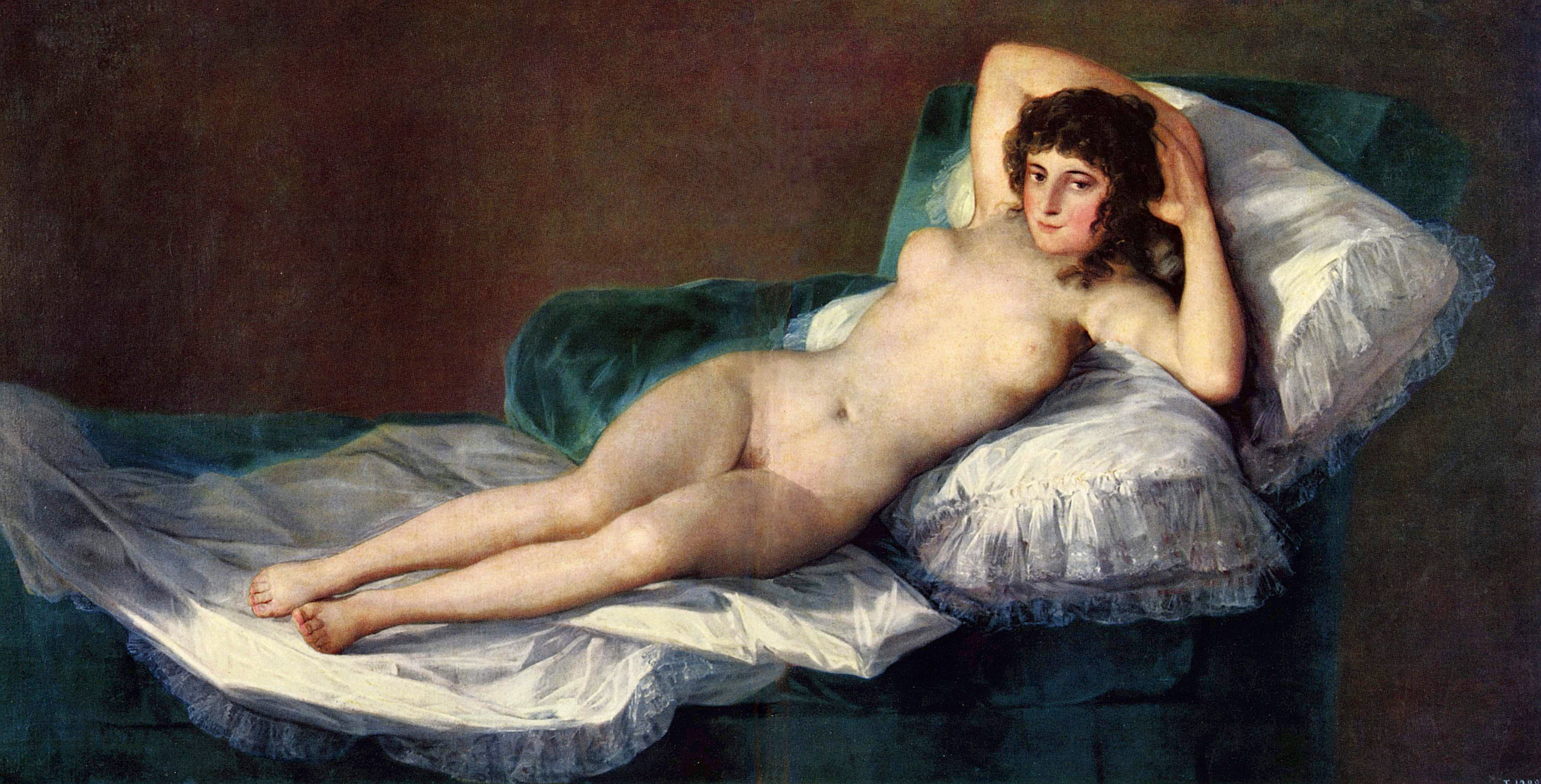
La Maja nue (Goya).
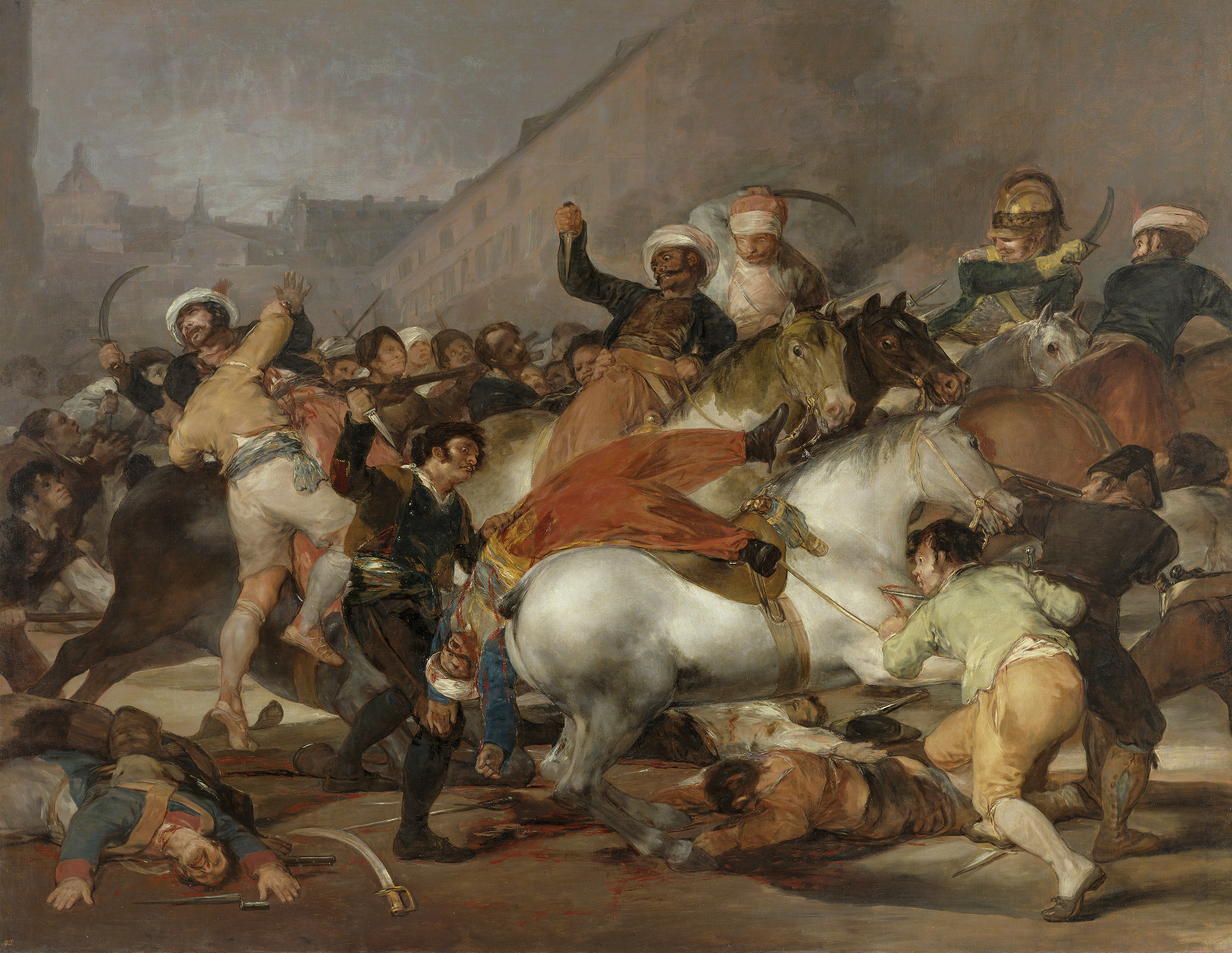
Dos de mayo (Goya).
Tres de Mayo (Goya) (restauration terminée : visible depuis le 11 avril 2008).
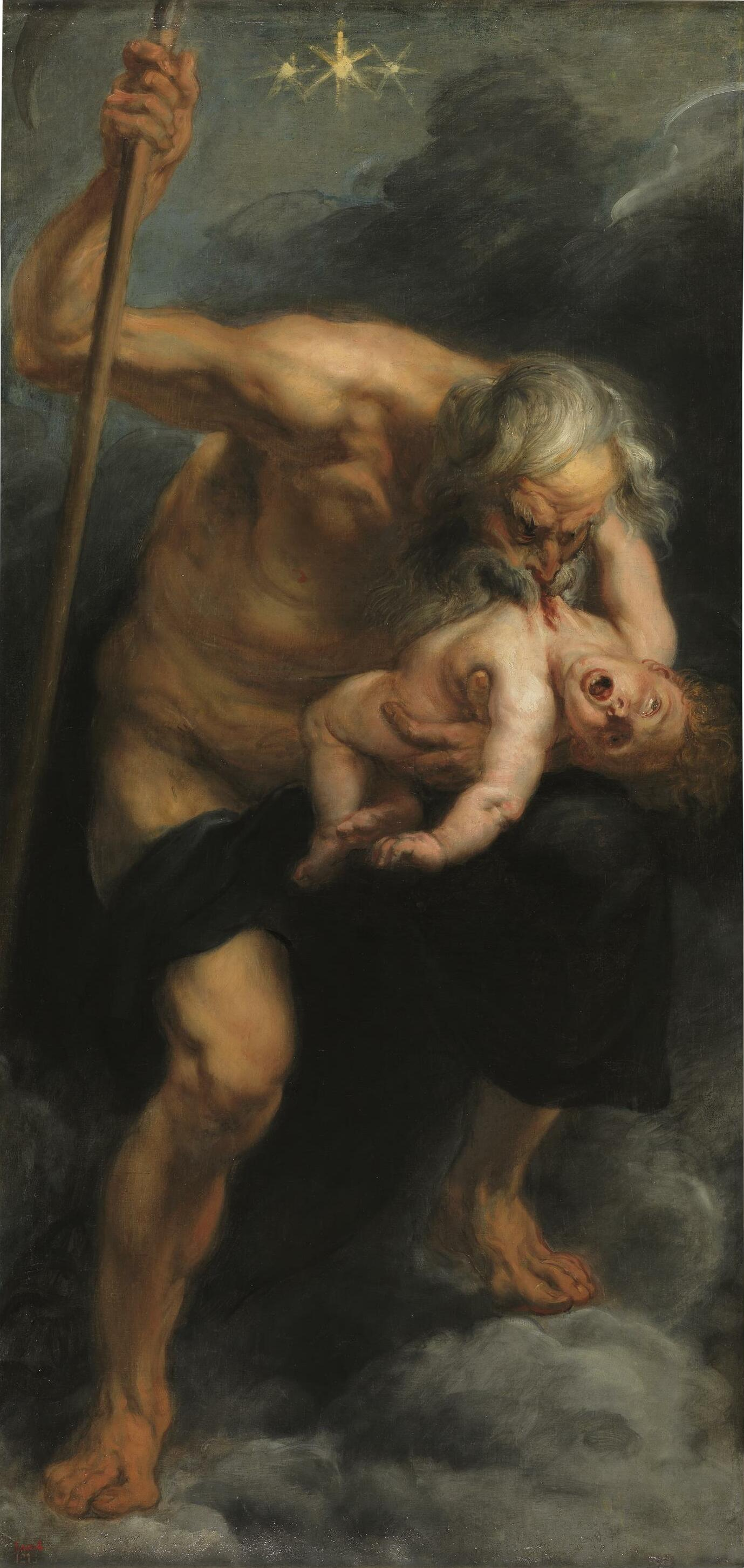
Saturne (Pierre Paul Rubens).
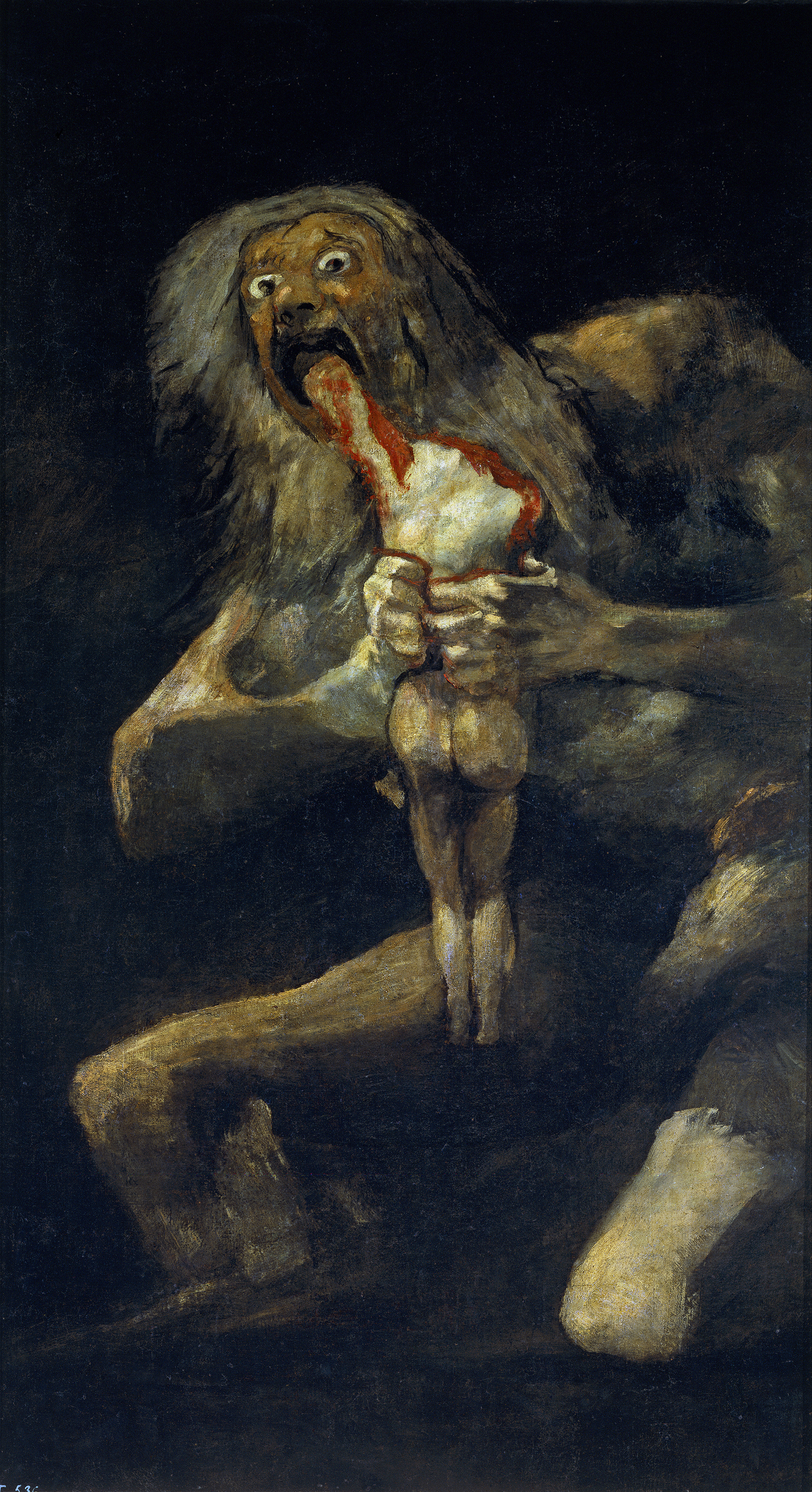
Saturne dévorant un de ses fils (Goya).
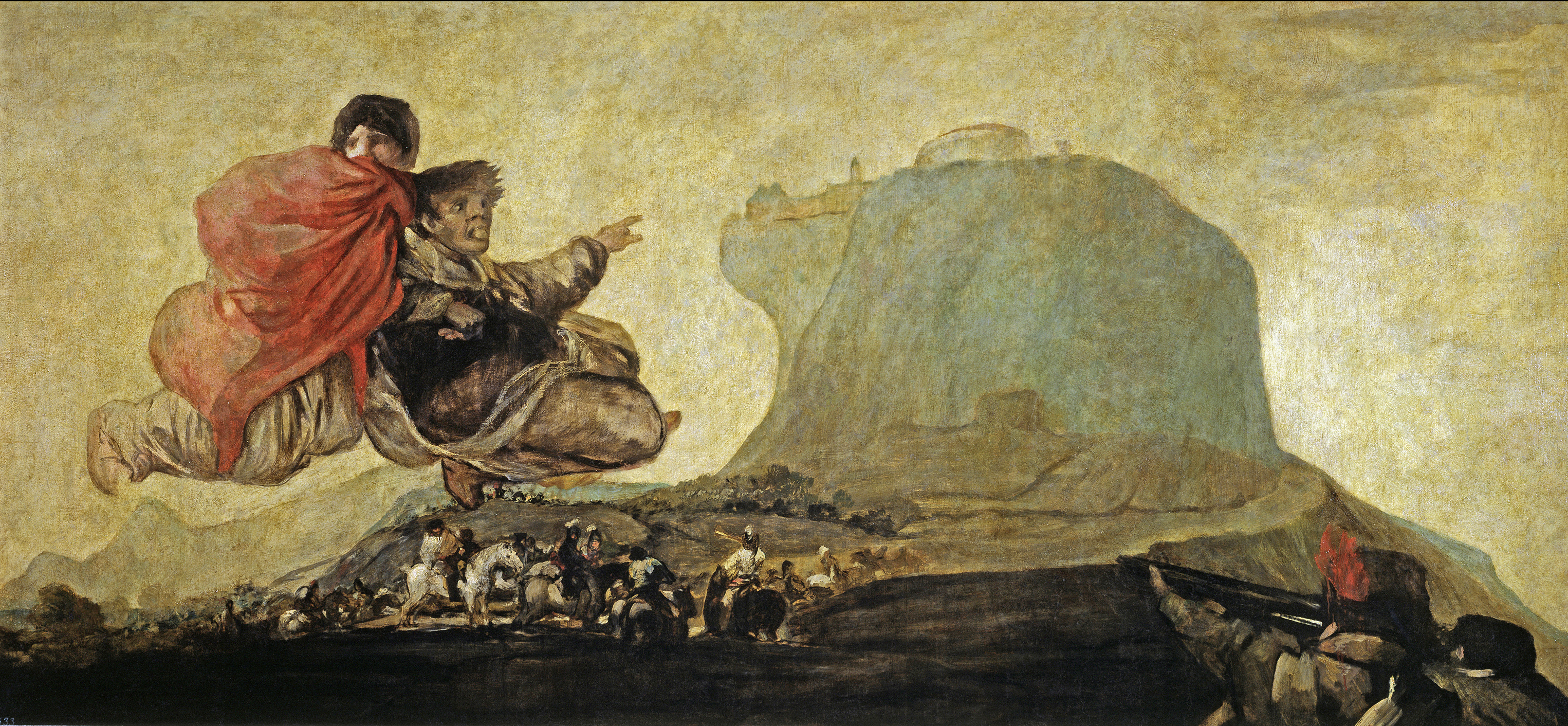
Vision fantastique ou Asmodée (Goya).
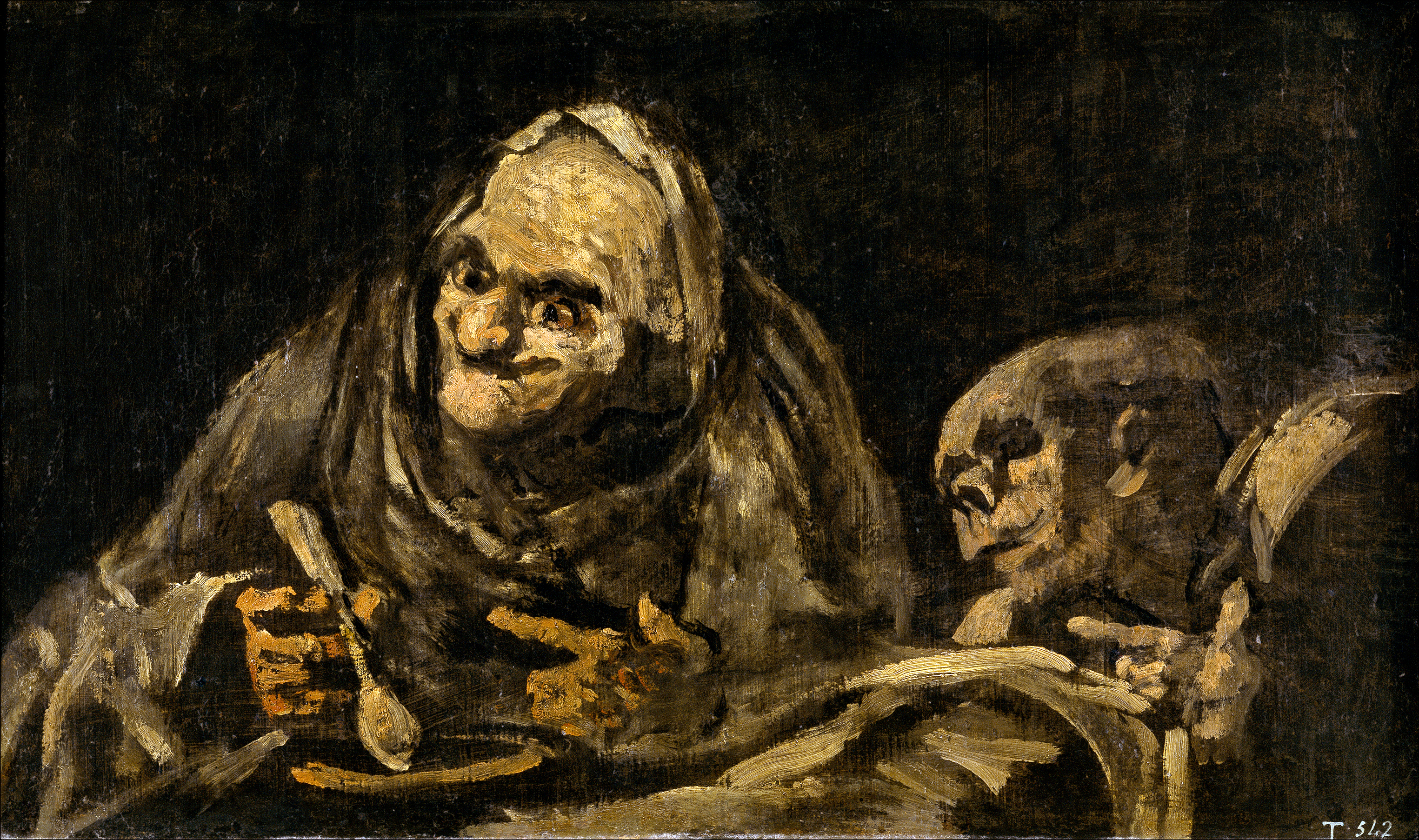
Deux vieillards mangeant de la soupe (Goya).
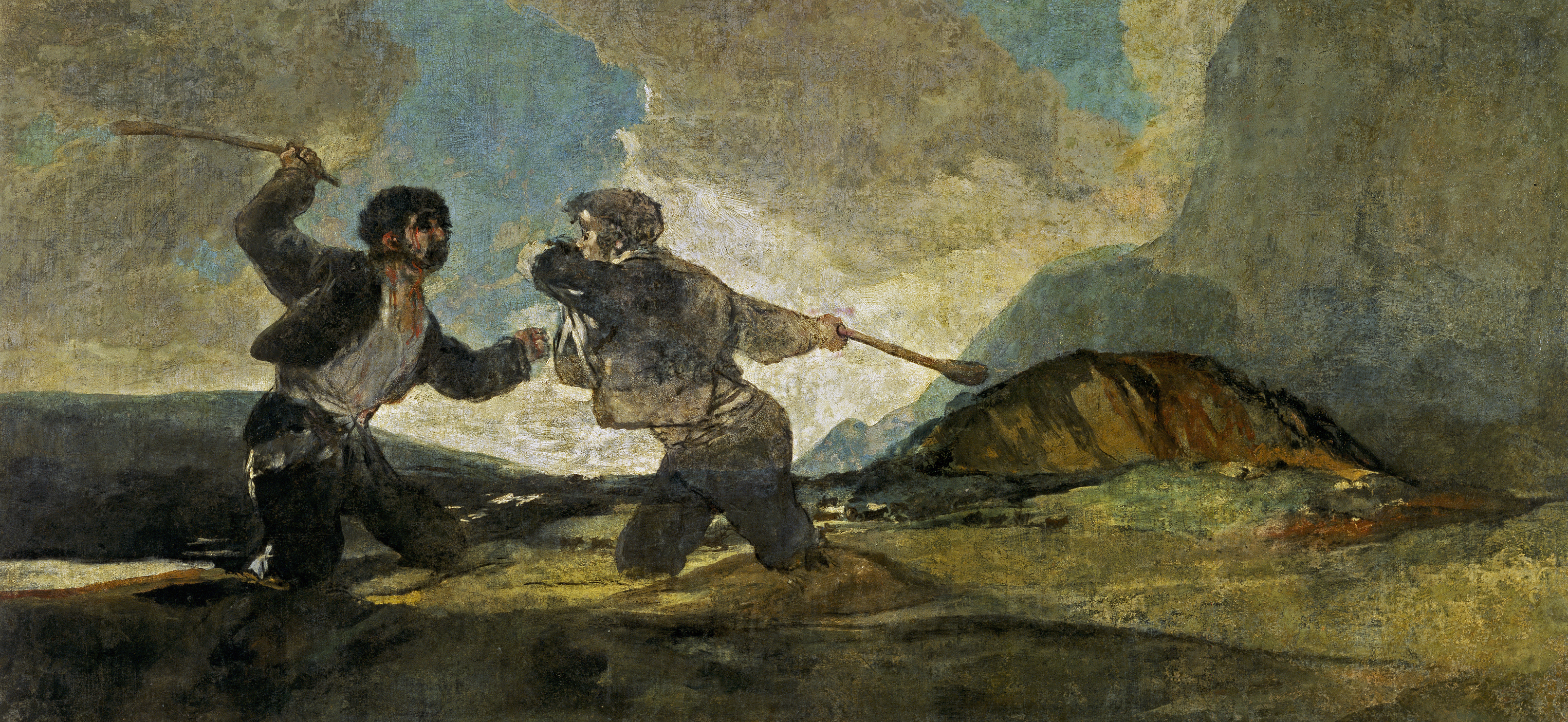
Duel au gourdin (Goya).
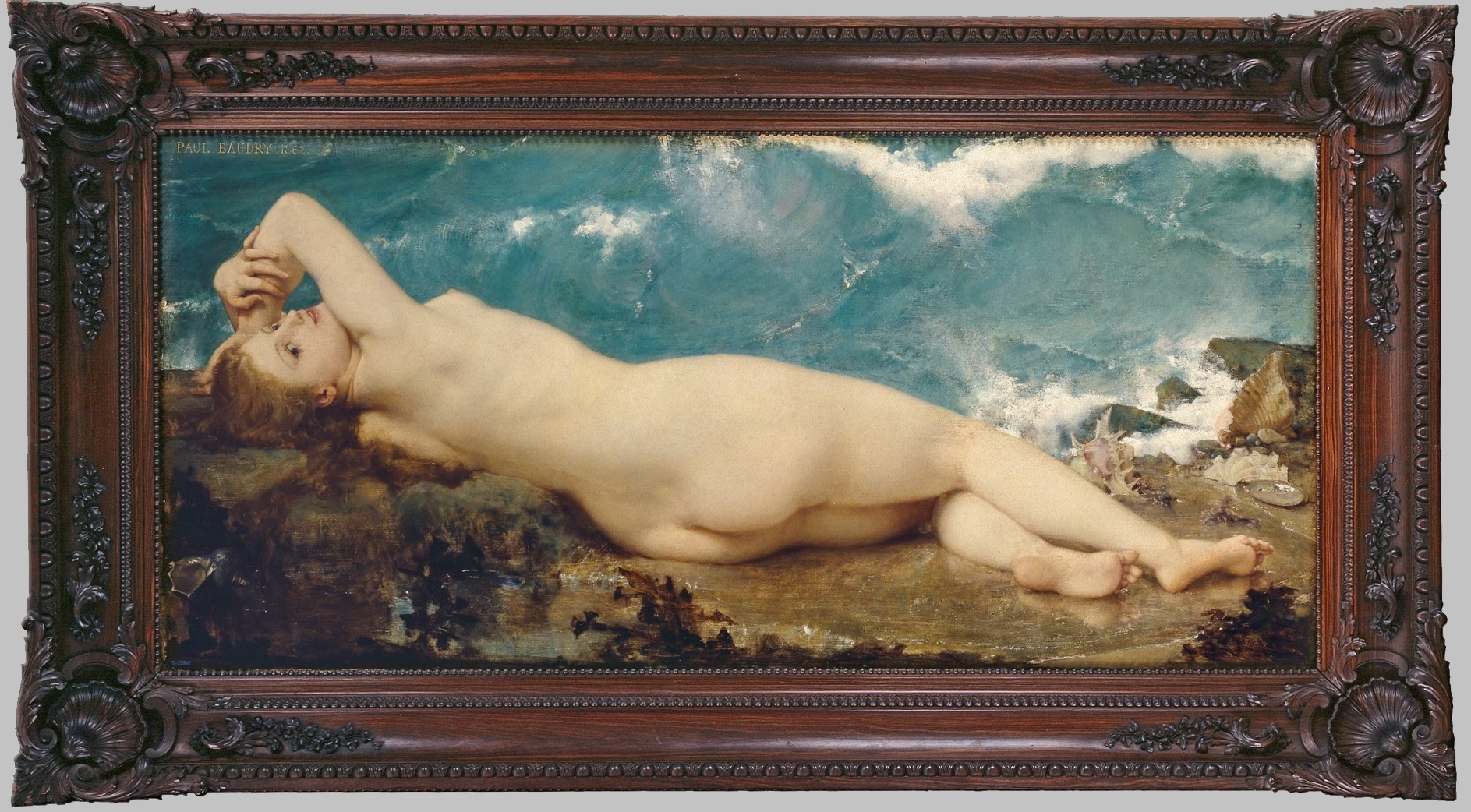
La Perle et la Vague (Paul Baudry).